# Законы Хаммурапи
Зако́ны Хаммура́пи (аккад. Inu Anum sîrum, «Когда высочайший Ану…» — заглавие, данное поздневавилонскими переписчиками по первым словам текста), также Ко́декс Хаммура́пи — законодательный свод старовавилонского периода, созданный при царе Хаммурапи в 1750-х годах до н. э. Один из древнейших правовых памятников в мире.
Основной текст свода сохранился в виде клинописной надписи на аккадском языке, высеченной на конусообразной диоритовой стеле, которая была обнаружена французской археологической экспедицией в конце 1901 — начале 1902 года в ходе раскопок древнего города Сузы на территории Персии. Современные исследователи делят Законы на 282 параграфа, регулирующих вопросы судопроизводства, охраны различных форм собственности и брачно-семейных отношений, а также частного и уголовного права. Около 35 параграфов были стёрты со стелы ещё в древности и в настоящее время частично восстановлены по копиям на глиняных табличках.
Законы Хаммурапи — результат крупной реформы существовавшего правопорядка, призванной унифицировать и дополнить действие неписаных норм поведения, зародившихся ещё в первобытном обществе. В качестве вершины развития клинописного права древней Месопотамии, Законы оказывали влияние на правовую культуру Древнего Востока на протяжении многих столетий. Система права, закреплённая вавилонским сводом, стала передовой для своего времени и по богатству нормативного содержания и используемых юридических конструкций была превзойдена лишь позднейшим правом Древнего Рима.
Несмотря на то, что они были созданы на раннем этапе становления ближневосточного сословного общества, что обусловило сравнительную жестокость установленных ими уголовных наказаний, Законы отличаются исключительной продуманностью и стройностью правового регулирования. В отличие от большинства других древних памятников Востока, для свода Хаммурапи характерно практически полное отсутствие сакрально-религиозной мотивации отдельных правовых норм, что делает его первым в истории человечества чисто законодательным актом.

## Первые законодательные памятники древней Месопотамии

### Реформы Урукагины

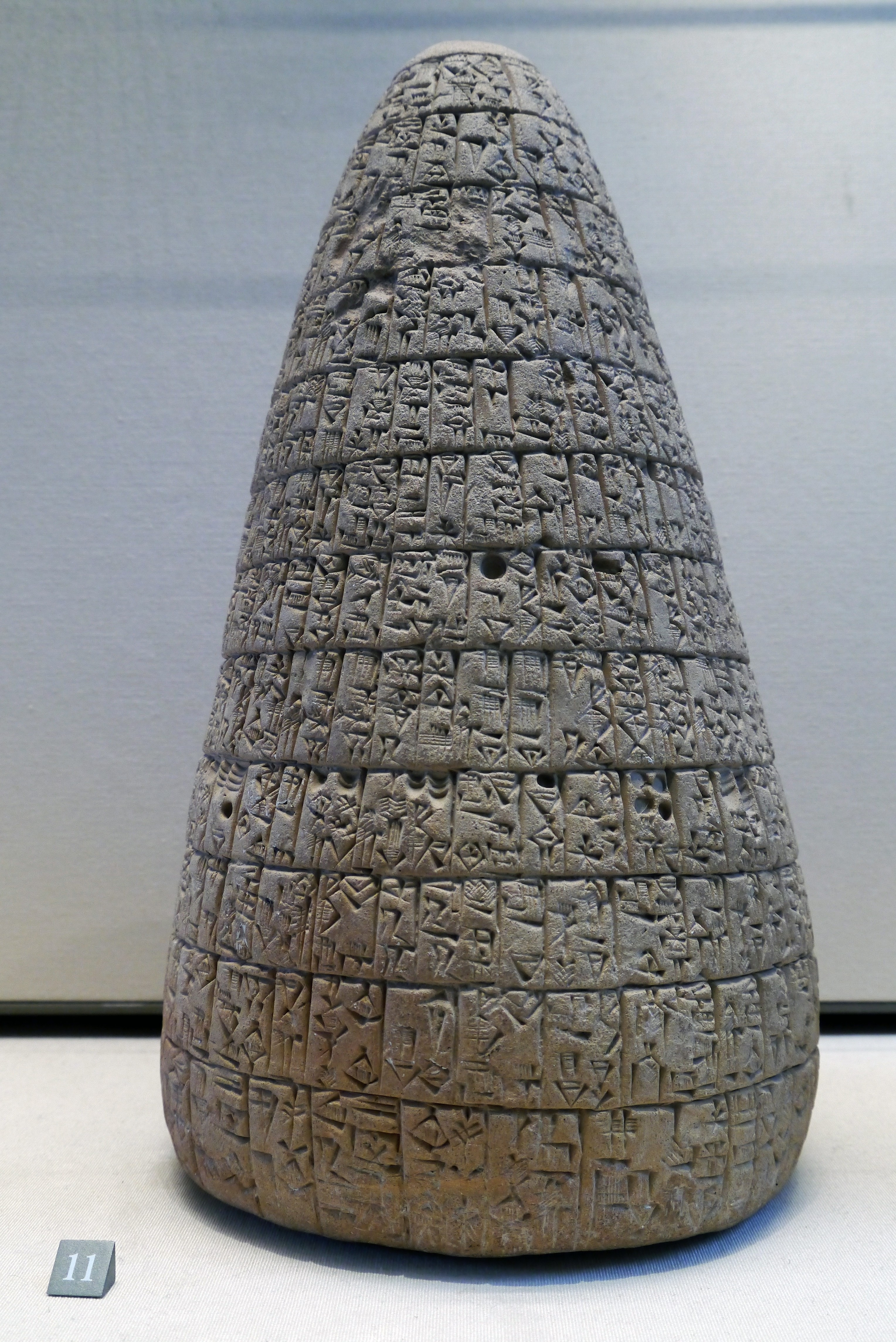
Конус с описанием реформ Урукагины

Старейшие из известных текстов цивилизации древней Месопотамии, которым присущ законодательный характер, восходят ещё к Раннединастическому периоду. К ним относятся царские надписи правителей Лагаша — так называемые «Реформы» Урукагины, а также практически дословно совпадающий с текстом «Реформ» памятник, известный как «Овальная пластинка» и относящийся к периоду царствования Энтемены. Данные источники лишь пересказывали содержание законодательства, не приводя его нормы как таковые. В частности, описание реформ Урукагины (около 2318 года до н. э.), сохранившееся на трёх терракотовых конусах, представляет собой записанное архаическим диалектом шумерского языка изложение законов, принятых этим правителем. В соответствии с религиозными представлениями своего времени Урукагина выдаёт свой акт за договор с верховным божеством Лагаша — Нингирсу, а себя провозглашает исполнителем его воли. В прологе «Реформ» рассказывается о возведении храмов и городских стен и устройстве каналов, осуществлённом по приказу Урукагины. Затем перечисляются злоупотребления его предшественника Лугальанды, причинявшие вред общинам и жречеству.
Следующая часть излагает собственно сами реформы, заключающиеся в устранении беспорядков и злоупотреблений. Был отменён или сокращён ряд налогов и сборов — арендная плата со жрецов, сбор штрафов в пользу дворца (то есть правителя) с некоторых наиболее значительных лиц храмового персонала, другие поборы со жрецов в пользу дворца. Кроме того, особым постановлением были снижены высокие сборы за бракосочетание, а также за развод, приводившие к тому, что муж не разводился в суде, а разрешал жене покинуть его дом и жить с другим мужчиной. Со снижением этих сборов Урукагина связал запрет женщине выходить замуж за двух и более мужчин, упразднив тем самым полиандрию. Было отменено самовольное взимание чиновниками в свою пользу доходов со стад, рыбной ловли и рыболовецких судов. Держателям служебных наделов было предоставлено право отчуждать своё движимое имущество и дома (с запретом представителям администрации произвольно отбирать имущество держателей либо принуждать их к его продаже); кроме того, держателям было предоставлено право пользования колодцами и арыками на служебных наделах с запретом храмовому персоналу пользоваться оттуда водой для своих или храмовых нужд. Крупные храмовые хозяйства, ранее присвоенные правителем, были возвращены жрецам. Перечисление реформ заканчивается указанием на издание законов, которые должны были охранять подданных от долговой кабалы, от обмана при взимании податей, от воровства, убийства и грабежа. В конце текста вновь рассказывается о постройке канала.
Несмотря на устоявшееся наименование надписи Урукагины как «Реформ», речь в ней идёт не о реформах как нововведениях, а о возвращении к прежним порядкам: мероприятия царя Лагаша являлись попыткой законодательно устранить «нарушения» и противоречия, неизбежные в ходе возникновения раннего государства. Целью своих действий Урукагина объявлял необходимость защитить слабейшие слои населения: «чтобы сироте и вдове сильный ничего не причинил, он заключил с Нингирсу этот завет». Забота о подданных была частью официальной царской идеологии и формула защиты бедных и слабых воспроизводилась каждым последующим законодателем вплоть до Хаммурапи. Мероприятия Урукагины, с одной стороны, должны были снискать ему расположение влиятельного жречества, а с другой — оградить интересы держателей наделов, составлявших основу войска. Однако его политика так и не достигла задуманной цели: около 2312 года до н. э. союз городов Уммы и Урука, возглавляемый Лугальзагеси, нанёс поражение царю-реформатору и уничтожил государство Лагаша раньше, чем реформы были проведены в жизнь.

### Законы Ур-Намму
Дальнейшее развитие царской надписи, к которой относились «Реформы» Урукагины, представляли Законы Ур-Намму, созданные около 2104—2095 годов до н. э. и обнаруженные при раскопках Ниппура в 1899—1900 годах; позднее были обнаружены ещё несколько копий Законов, одна из которых, содержащая наиболее полный текст памятника, находится в коллекции М. Скёйена. В отличие от царской надписи, основное назначение которой заключалось в увековечении памяти о деяниях царя, Законы Ур-Намму были уже преимущественно нормативно-правовым текстом, содержащим зафиксированные установления на настоящее и будущее времена, в связи с чем они признаются древнейшим известным законодательным актом. Переход от жанра надписи к более зрелой форме архаического писаного закона стал возможен в свете необходимости хотя бы частичной замены норм обычного права, тормозившего развитие экономики и оставлявшего простор для различных злоупотреблений. Авторство Законов является дискуссионным: оно приписывается как основателю Третьей династии Ура, царю Ур-Намму, так и его сыну Шульги. Этот документ, составленный на шумерском языке, состоял из пролога, законодательной части, из которой сохранилось 87 строк, и эпилога, заложив тем самым классическую структуру памятников клинописного права.
В прологе Законов Ур-Намму содержалось указание на божественную сущность царской власти, являющееся обоснованием его легитимности, а также сообщалось о том, что царь «по праведному повелению Уту установил в стране правду и справедливость». Здесь впервые упоминалась особая правовая формула «справедливость» (шум. nìg-si-sá, аккад. mīšarum), означавшая возвращение к древним, установленным богами порядкам и ставшая одной из основ правовой культуры древней Месопотамии. Пролог также сообщал об исторических событиях (победе над Наммахани, возвращении в Ур священной ладьи бога Нанны), перечислял «непорядки» в стране и рассказывал о том, как эти «непорядки» были исправлены, а также повествовал о введении единой системы мер, проведении строительных работ и других мудрых деяниях царя в сфере внутренней и внешней политики. Далее в прологе устанавливалось, чтобы «сироту не выдавали богатому, вдову не выдавали сильному, бедняка („человека одного сикля“) не выдавали богачу („человеку одной мины“)». Исходя из содержания, в литературе пролог Законов подразделяется на три большие части — теологическую, историческую и морально-этическую.
Собственно текст Законов включал нормы о наказаниях за преступления против жизни и свободы (строки 1—3, 30—36), причинение телесных повреждений (строки 18—26), нормы семейного права, правила о разводе, наследовании и наказаниях за половые преступления (строки 4—12, 27—29, 37—38, 46—47, 51—54, 80—82), наказаниях за нарушение обещаний, клятвопреступления, ложный донос и бегство раба от хозяина (строки 13—17, 37—38, 78—79), договоре сельскохозяйственной аренды и ответственности арендатора (строки 39—45), договоре хранения (строки 48—50), договоре подряда и оплате труда наёмных работников (строки 55—58, 60—64, 70—71, 77), договоре найма услуг лекаря (строки 65—69), договоре займа денег и зерна (строки 72—75), договоре продажи и найма жилья (строки 83—87). Большая часть норм была сформулирована в казуистической манере, заимствованной последующими клинописными законами (их диспозиция начиналась с условия «если», после чего следовала санкция «то»); наказания в основном сводились к штрафам, за исключением убийства и других тяжких преступлений, которые карались смертью. Эпилог Законов содержал сакральные формулы проклятий и божественных кар в адрес всех, кто осмелится нарушить предписания царя.

### Законы Липит-Иштара

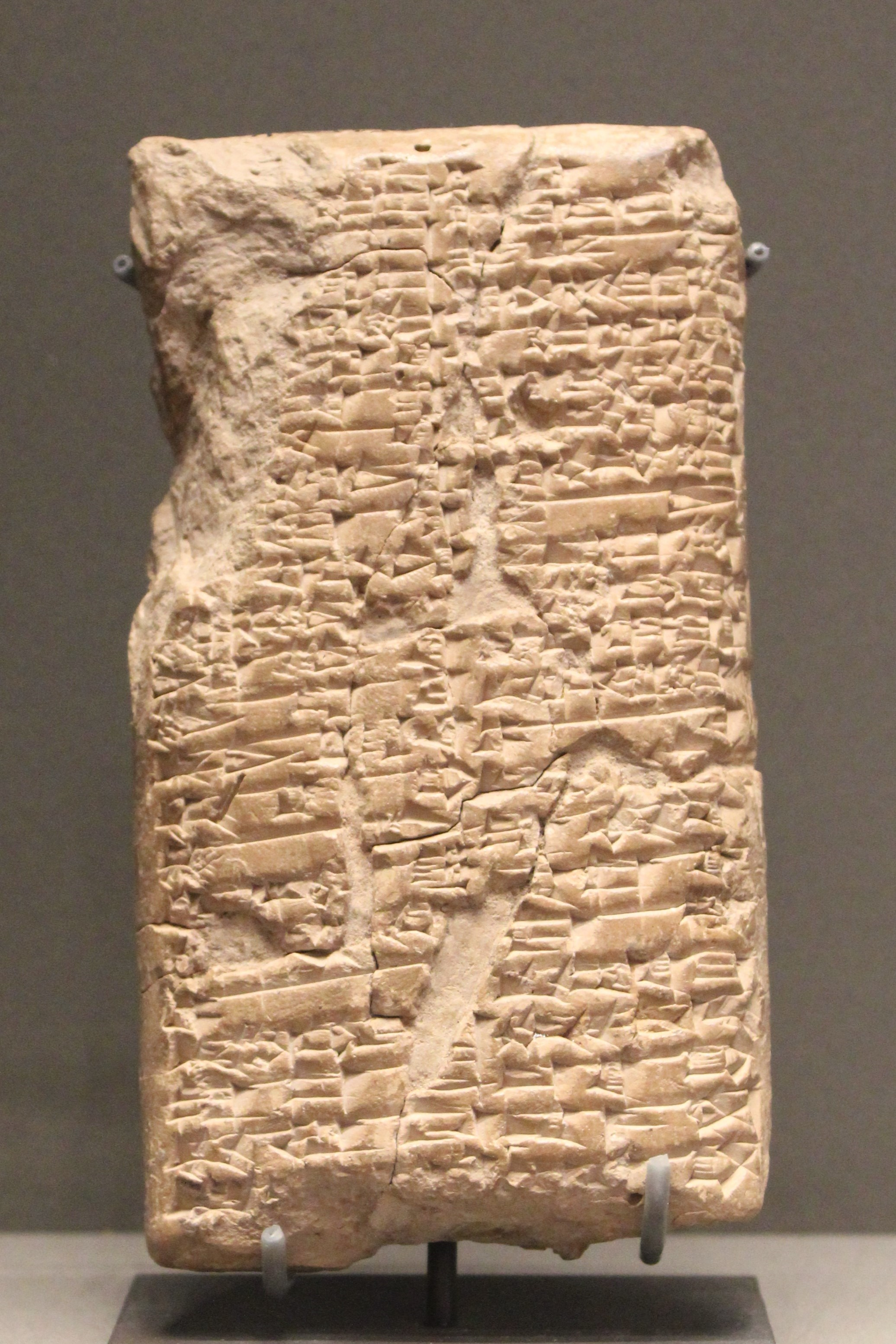
Пролог Законов Липит-Иштара

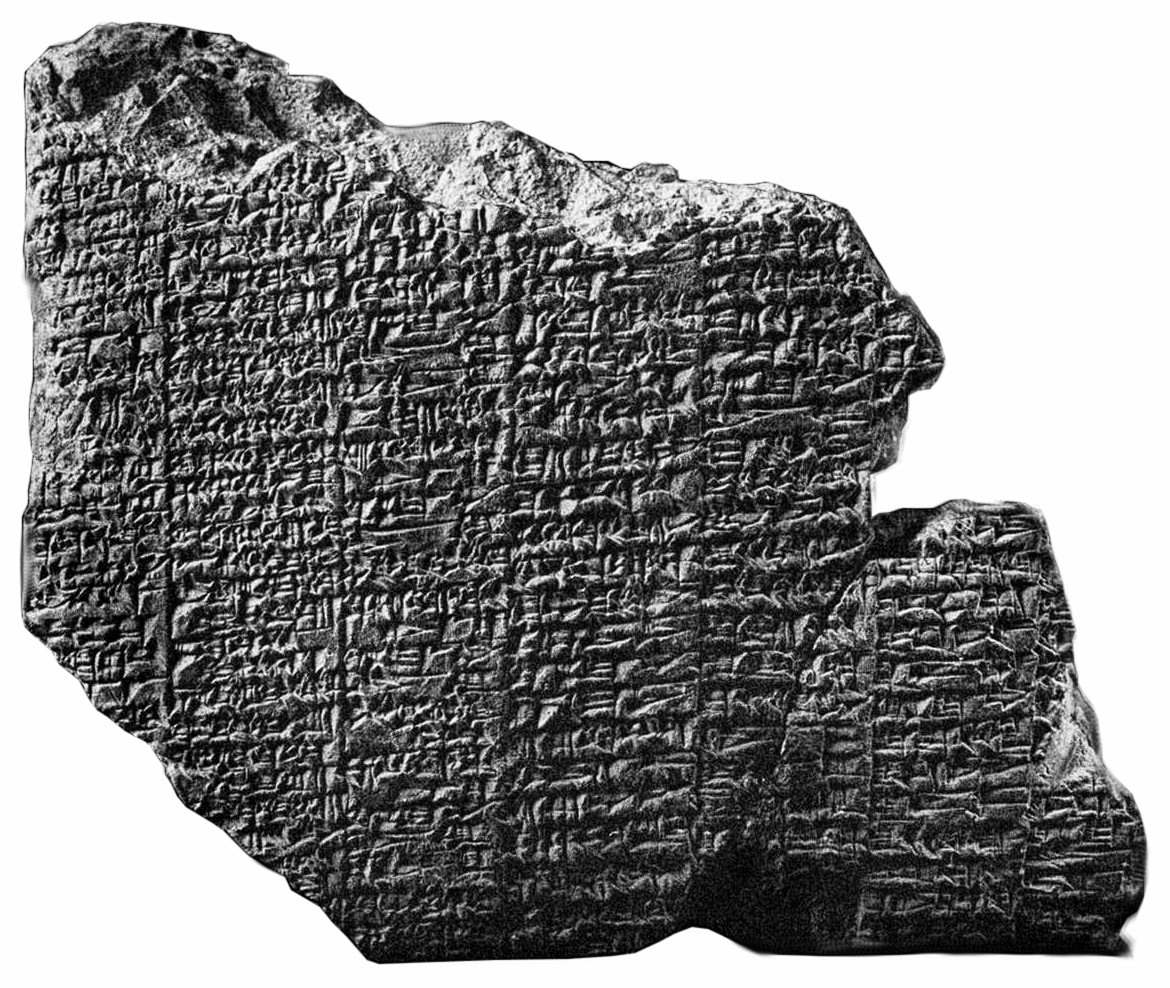
Законы Липит-Иштара

Ещё сильнее законодательное начало было выражено в Законах Липит-Иштара — правовом памятнике, созданном при Липит-Иштаре, правителе Исина (1934—1924 годы до н. э.). Эти Законы были открыты в начале XX века в Ниппуре археологической экспедицией Пенсильванского университета, изданы в 1919 году и переведены Ф. Р. Стилом в 1948 году. Сильно повреждённый документ был написан на шумерском языке и насчитывал около 1200 строк, из которых в настоящее время можно разобрать не более трети — пролог, примерно 40 статей и часть эпилога. Нормы Законов довольно чётко группируются в пять разделов: наследование различных видов собственности (статьи 1—7), преступления против чужой собственности (статьи 8—12, 19, 20), правонарушения рабов и лиц, находящихся в зависимом состоянии (статьи 13—18), семейное право и переход собственности внутри семьи (статьи 21—35), аренда скота (статьи 36—40). Здесь впервые делалась попытка ассоциативного перехода от одной группы норм к другой; подобный приём впоследствии будет широко использоваться в Законах Хаммурапи.
Пролог Законов, упоминавший благие деяния правителя, содержал указание на сакральную, этическую и правовую причину создания документа: царь Липит-Иштар согласно воле богов Ана и Энлиля восстанавливал «справедливый порядок», возвращая утраченное за время правления его предшественников угодные высшим силам порядки в стране. В прологе также сообщалось, что царь освободил от долгов граждан Ниппура, Ура и Исина, а также Шумера и Аккада. В эпилоге царь указывал, что с помощью богов Уту и Энлиля он дал Шумеру и Аккаду правосудие, устранил вражду и насилие, утвердил истину и справедливость. Тому, кто будет придерживаться предписаний Законов, Липит-Иштар обещал «жизнь и дыхание на долгие дни»; на голову того, кто осмелится уничтожить Законы или заменить имя Липит-Иштара своим именем, призывались различные беды. Кроме того, в эпилоге сообщалось, что по велению богов Законы были высечены на каменной стеле; сама стела не была обнаружена, и текст известен лишь по копиям на глиняных табличках.
Многие статьи Законов Липит-Иштара посвящены положению рабов: они карают укрывательство бежавшего раба и повторный отказ раба от своего хозяина; другие предписания регулируют брак между полноправным гражданином и рабыней, которая в силу вступления в такой брак становилась свободной. Ряд узаконений посвящён хозяйственной деятельности — найму работников, скота и имущества, аренде земли и садов, охране собственности. Кража со взломом каралась смертью (виновный зарывался заживо на месте преступления), другие разновидности кражи наказывались многократным возмещением стоимости украденного. Крупная группа норм относится к семейному праву: брак является моногамным, лишь в случае бесплодности жены муж может зачать наследника от блудницы (шум. kar-kid) и тогда обязан её содержать, но не вправе вводить её в дом при жизни супруги. Правом наследования обладали лишь сыновья, между которыми делилось движимое имущество отца, тогда как недвижимость оставалась по общему правилу неделимой; дочери имели право на наследство только в том случае, если они были храмовыми жрицами. Законы знают принцип талиона: за ложное обвинение грозит то же наказание, которое мог понести обвиняемый.

### Законы Эшнунны

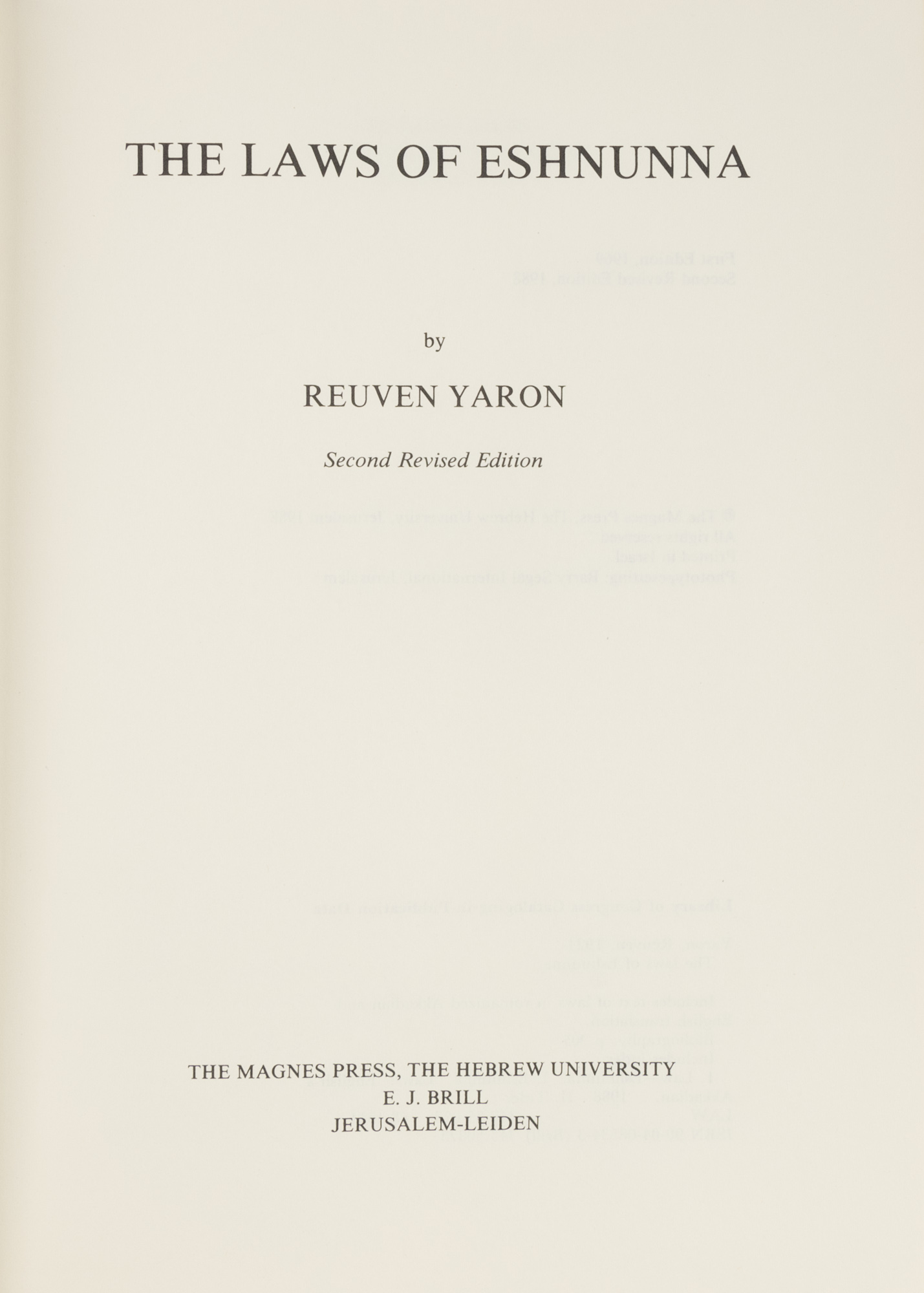
Труд, посвященный Законам Эшнунны

Непосредственным предшественником Законов Хаммурапи является юридический сборник из города Эшнунны, составленный около 1790 года до н. э.; таблички с его фрагментами были обнаружены в 1945 и 1947 годах в развалинах города Шадуппума археологом Тахой Бакиром и переведены в 1948 году ассириологом А. Гётце. Законы Эшнунны первоначально приписывались Билаламе; в современной науке их автором признаётся царь Дадуша. В отличие от предыдущих шумерских законов этот документ написан на старовавилонском диалекте аккадского языка, причём таблички с его текстом по ряду признаков относятся к учебным копиям, выполненным в школе писцов. Законы состоят из почти не сохранившегося пролога и около 60 статей.
Законы Эшнунны начинались с двух статей со шкалой цен на основные продукты (ячмень, масло, шерсть, медь и пр.); эквивалентами продуктов являлись серебро (статья 1) и зерно (статья 2). Статьи 3, 4, 7, 8, 10, 11 и 14 регулировали размеры наёмной платы для различных категорий работников с их инвентарём. Другие статьи касались нарушения контракта по найму (статьи 5 и 9), насильственного захвата лодки (статья 6), захвата имущества мушкенума (статьи 12 и 13), ограничений правоспособности рабов и несовершеннолетних (статьи 15 и 16), семейного права (статьи 17, 18, 25—35), займа, ростовщичества и долгового рабства (статьи 19—24), гибели заложенного имущества (статьи 36 и 37), продажи семейного имущества (статьи 38 и 39), кражи рабов (статьи 40, 49, 50), продажи пива (статья 41), денежной компенсации за различные телесные повреждения (статьи 42—48, 53—57), клеймения рабов (статьи 51 и 52), испорченного имущества (статья 58), развода (статья 59). Подобная хаотичность в расположении правовых норм, а также отсутствие определений по ряду важнейших вопросов юридической практики побудили некоторых исследователей сделать вывод о том, что Законы Эшнунны являются не кодексом законов как таковым, а выдержками из законов и других официальных документов, включёнными в более крупный сборник, который служил пособием для судей и дворцовых чиновников.
Несмотря на сравнительно слабую систематизацию правового материала, Законы Эшнунны были уже рассчитаны на развитое классовое рабовладельческое общество. Существенное внимание уделялось вопросам рабства; рабы (аккад. wardum — ва́рдум, мужчины-рабы и amtum — а́мтум, женщины-рабыни) рассматривались в качестве имущества рабовладельца и охранялись как предмет частной собственности, они носили клеймо и без ведома своих хозяев не имели права покинуть территорию страны, их можно было продавать или отдавать в залог за долги. Некоторые нормы предусматривают защиту жизни и имущества особой социальной группы — мушкенумов, работавших на земле, которая передавалась им для обработки и к которой они были прикреплены. Весьма подробно регулировались брачно-семейные и наследственные отношения. В Законах практически не применяется характерный как для более ранних документов, так и для позднейших Законов Хаммурапи принцип талиона, заменённый здесь денежным возмещением; начинают формироваться важные категории вины и невиновности. Смертной казнью карались лишь неверность жены, изнасилование замужней женщины, похищение ребёнка и кража, совершенная ночью.

## Открытие Законов Хаммурапи

### Первые предположения о существовании Законов Хаммурапи

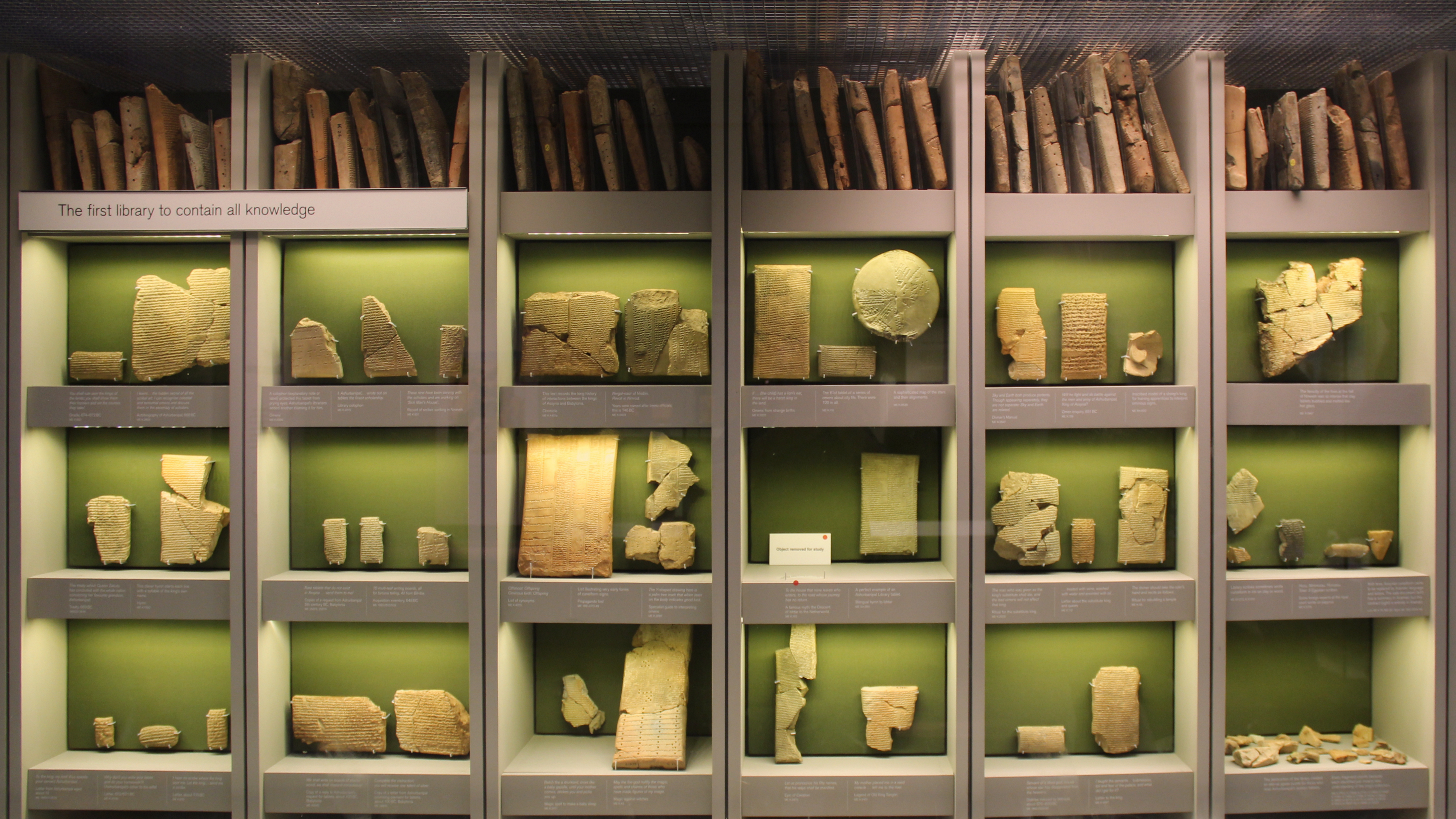
Библиотека Ашшурбанипала

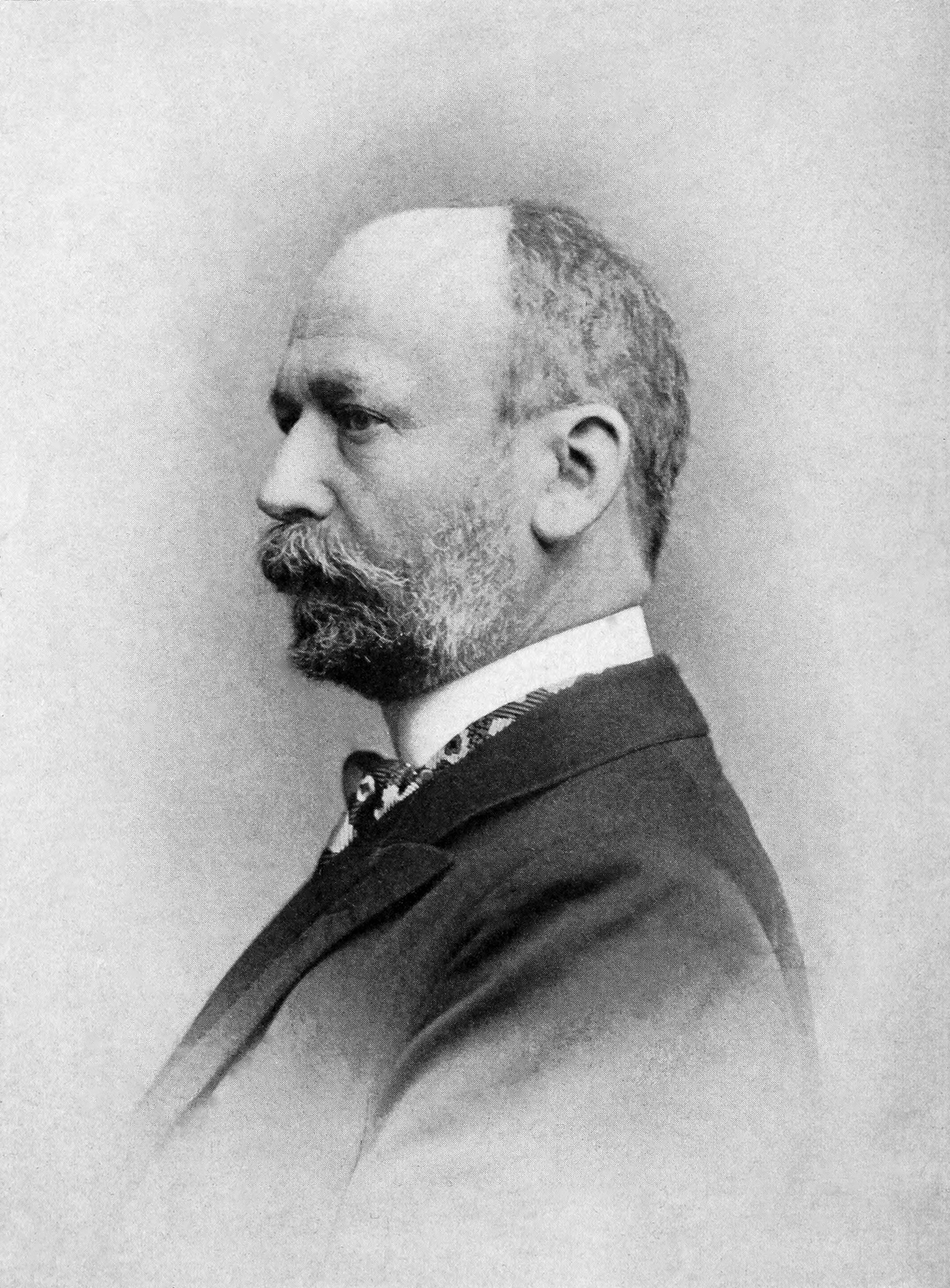
Фридрих Делич

Впервые о царе Хаммурапи современным исследователям стало известно в 1853 году, когда О. Г. Лейард в ходе раскопок обнаружил клинописную табличку с его именем. С этого времени археологами был открыт ряд надписей и документов, относящихся к эпохе царствования Хаммурапи. В частности, в 1854 году У. Лофтус в ходе раскопок в Османском Ираке нашёл несколько глиняных табличек, оказавшихся торговыми контрактами времён Рим-Сина, Самсу-илуны и Хаммурапи. В 1898 году была обнаружена обширная переписка Хаммурапи со своим секретарём Син-иддинамом, изданная в 1900 году. Найденные источники ярко обрисовывали разнообразную государственную деятельность царя Вавилона; в них шла речь о строительстве храмов, благосостоянии жителей, надлежащем орошении территории страны, очистке старых и сооружении новых ирригационных сооружений, а также о деятельности по осуществлению правосудия — борьбе со взяточниками, делах о ростовщичестве, арестах недобросовестных чиновников, вызове свидетелей и т. д. Язык древневавилонских юридических документов существенно отличался от обычного аккадского языка, и лишь в 1881 году И. Штрассмайер представил на V Международном конгрессе ориенталистов (Берлин, сентябрь 1881) дешифровку доселе неизвестных технических выражений этих текстов.
На основании ряда собранных сведений ассириологи ещё до открытия Законов Хаммурапи делали предположения, что Хаммурапи был не только основателем объединённой месопотамской державы, но и законодателем. Уже в библиотеке Ашшурбанипала были обнаружены обломки табличек с текстом древних законов, впоследствии ставшие частью коллекции Британского музея; вначале они были приписаны самому царю Ашшурбанипалу и изданы в 1866 году Г. К. Роулинсоном вместе с ассирийскими документами. В ходе исследования этих табличек немецкий историк Б. Мейсснер выявил сходство слога и языка отрывков с древневавилонскими памятниками и в 1898 году высказал мнение, что они относятся ко времени первой вавилонской династии. Первым, кто связал законы из библиотеки Ашшурбанипала с именем Хаммурапи, стал крупный ассириолог Ф. Делич, своим предположением предвосхитивший существование Законов Хаммурапи за три года до их открытия и назвавший их «Кодексом Хаммурапи» по аналогии с Кодексом Наполеона, подчеркнув их влияние на древневосточное право; по позднейшему выражению одного из учёных, Делич стал таким образом «Леверье ассириологии». В своём отзыве на гипотезу Мейсснера, опубликованном в феврале 1899 года, Делич писал:

Справедливость предположения Мейсснера, что спорный сборник законов появился в период первой вавилонской династии, не подлежит сомнению. Можно даже предположить, что не кто иной, как именно сам Хаммурапи, основатель вавилонской империи, приказал объединить законы и распоряжения, вошедшие в кодекс. Если бы таблички библиотеки Ашшурбанипала сохранились в целом виде, то они были бы необычайно ценными для сравнительной истории права.
Оригинальный текст (нем.)Dass die in Rede stehende Gesetzsammlung aus der Zeit der ersten babylonischen Dynastie stammt, nimmt Meissner gewiss mit Recht an. Die Vermuthung liegt nahe, dass kein anderer als Hammurabi selbst, der Begründer des babylonischen Einheitsstaates, den Befehl gegeben habe, die damals geltenden Gesetze und Rechtsordnungen in Einem Gesetzkodex zu vereinigen. Wären diese aus der Bibliothek Asurbanipals stammenden Tafeln vollständig, so würden sie für die vergleichende Rechtsgeschichte unzweifelhaft von sehr hohem Werthe sein.

### Экспедиция Жака де Моргана. Публикация и переводы Законов Хаммурапи

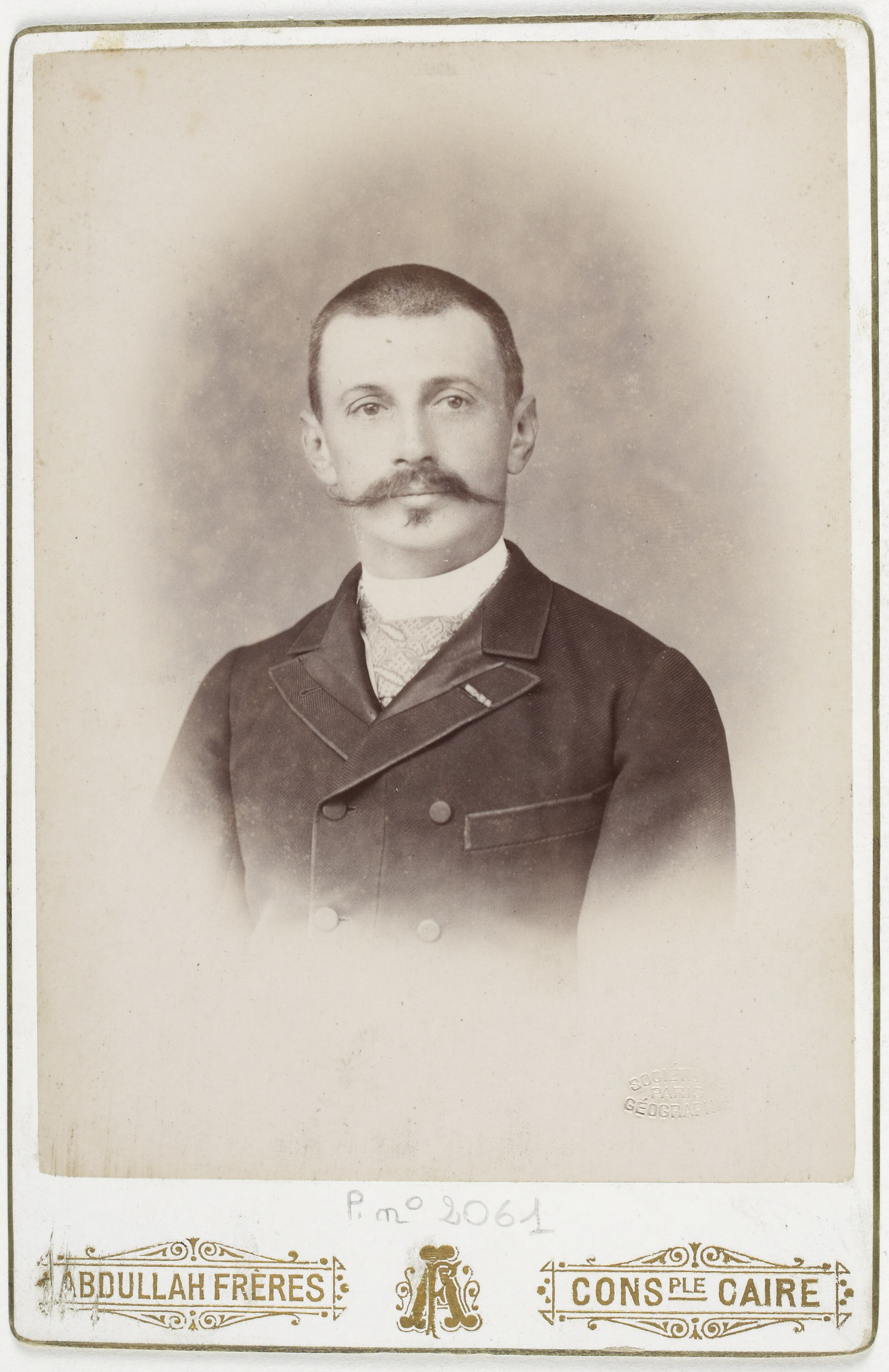
Жак де Морган

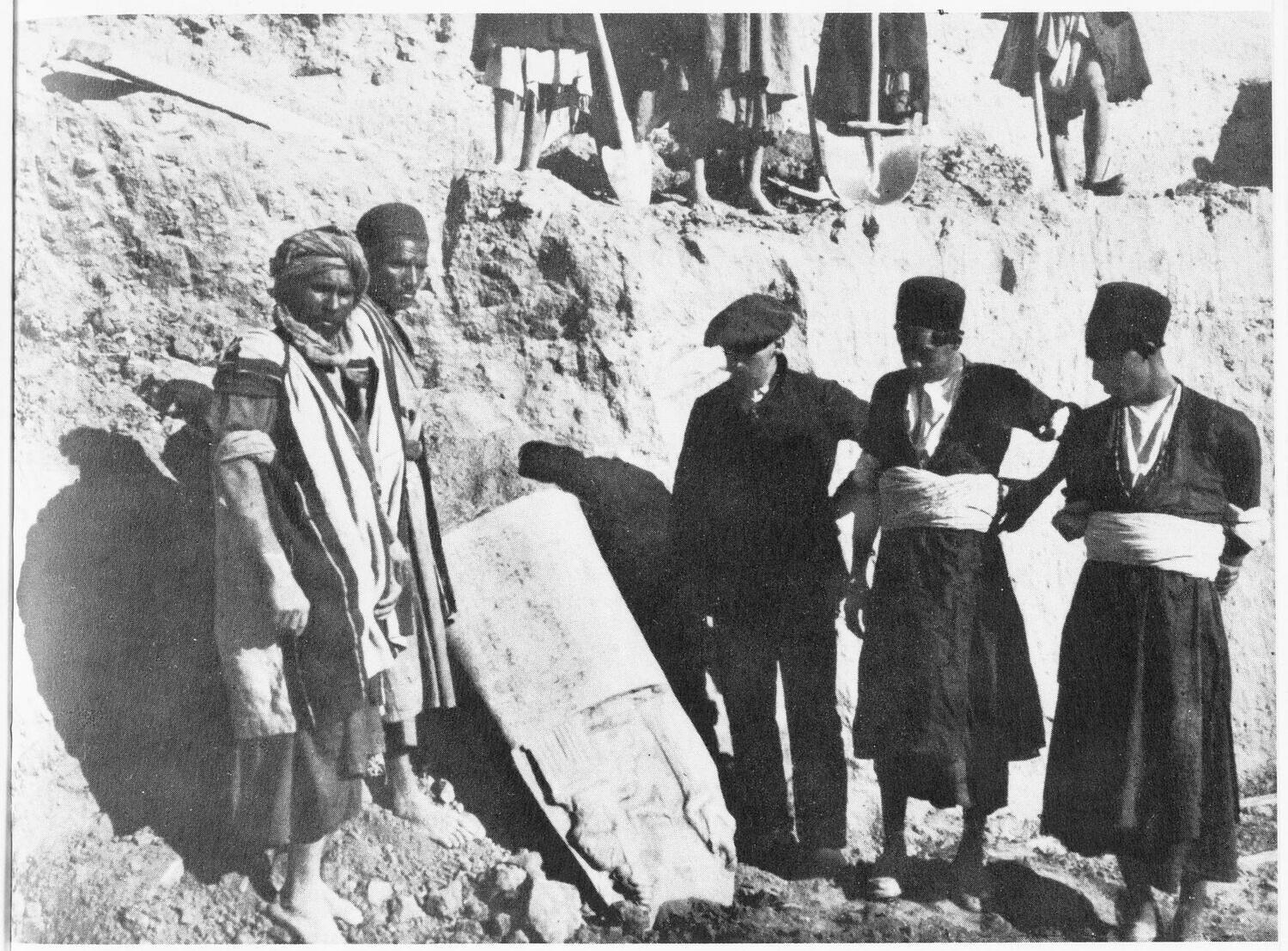
Участники экспедиции де Моргана рядом с обломками Законов Хаммурапи

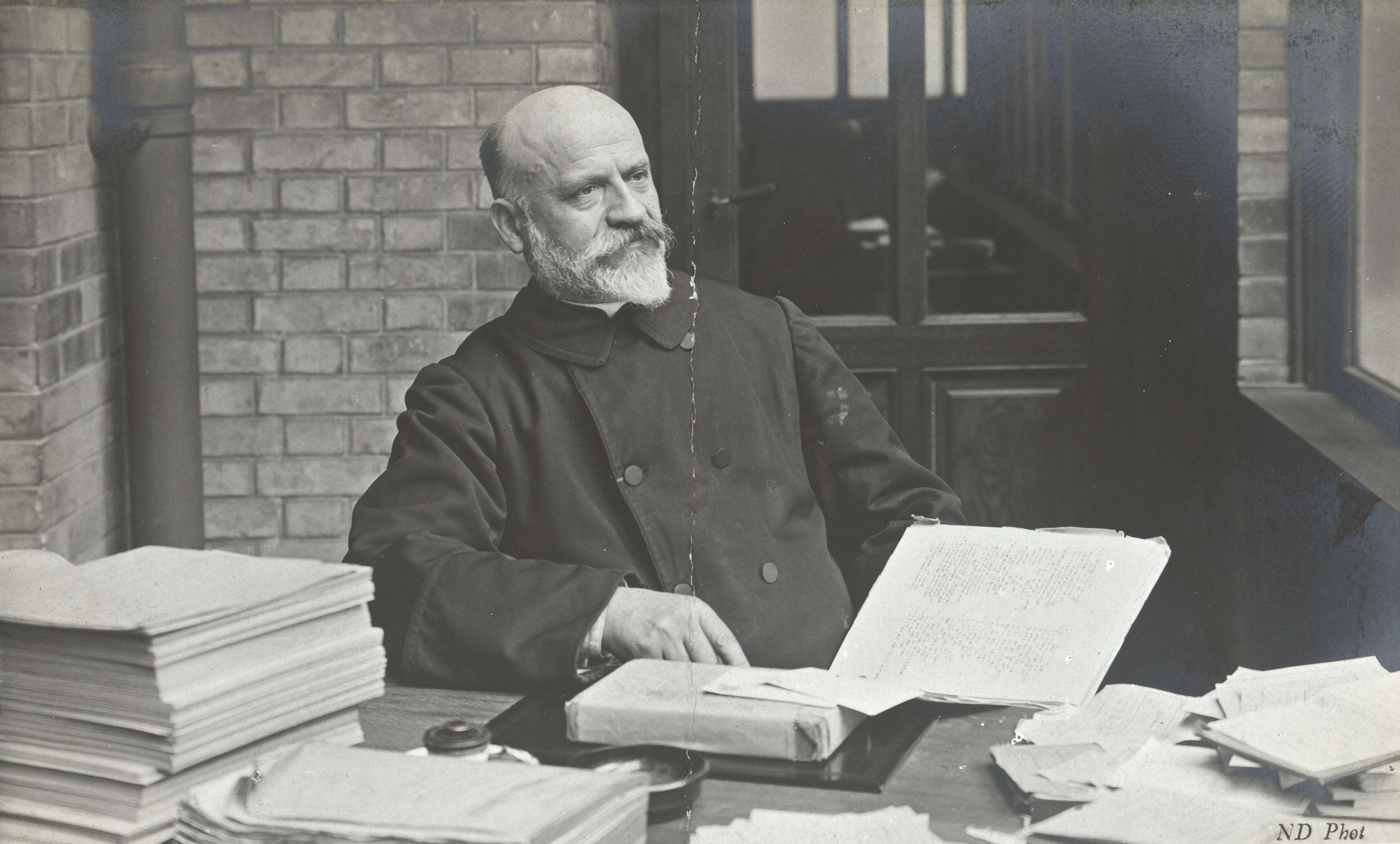
Ж.-В. Шейль

В 1897 году Мозафереддин-шах Каджар, персидский шахиншах, предоставил Франции исключительное право производить археологические раскопки на территории Персии. Французское правительство назначило на должность руководителя постоянной французской археологической миссии в Персии известного египтолога Ж. де Моргана, который возглавлял её до 1912 года. Экспедиция де Моргана осуществляла раскопки на месте расположения Элама — древнего государства, находившегося к юго-востоку от Вавилона, и в том числе в развалинах эламской столицы Сузы близ города Шуштер. В ходе раскопок был открыт ряд важных памятников различных эпох, включая клинописные надписи, эламский некрополь в местечке Хафт-Тепе, а также многочисленные военные трофеи эламитов, захваченные в ходе вторжений в Месопотамию.
В декабре 1901 года рабочие под руководством сотрудника экспедиции Г. Жекье обнаружили большой обломок столба из чёрного камня. Несколько дней спустя, уже в январе 1902 года были вырыты ещё два обломка. Все три обломка вместе составили стелу с клинописным текстом, которая, вероятно, была захвачена эламитами во время одного из своих набегов на Вавилон и вывезена в Сузы в качестве военной добычи. Через некоторое время стела была привезена в Лувр, где её исследованием занялся участник экспедиции де Моргана, Ж.-В. Шейль — учёный, монах-доминиканец и профессор ассириологии в парижской Эколь пратик. Осенью 1902 года Шейль опубликовал в четвёртом томе «Записок персидской миссии» (фр. «Mémoires de la Délégation en Perse») латинизированный аккадский текст и французский перевод памятника под заглавием «Кодекс законов (частное право) Хаммурапи, царя Вавилона, около 2000 г. до Рождества Христова» (фр. «Code des lois (Droit Privé) de Ḥammurabi, roi de Babylone, vers l'an 2000 avant Jésus-Christ»).
Уже с конца 1902 года начали появляться переводы Законов Хаммурапи на другие европейские языки. В частности, на немецкий язык Законы перевели Г. Винклер и Д. Г. Мюллер, на английский язык — К. Джонс, на итальянский язык — П. Бонфанте. В 1904 году вышли в свет два русских перевода Законов, первый из которых был выполнен библеистом А. П. Лопухиным, а второй — правоведами А. Г. Гусаковым и В. А. Краснокутским (под названием «Законы царя Хаммураби»); оба перевода были сделаны с европейских языков. Первый русский перевод с аккадского оригинала, изданный под редакцией Б. А. Тураева в 1914 году, был выполнен И. М. Волковым. В советский и постсоветский периоды Законы Хаммурапи переводили И. М. Дьяконов (1952, на основе переработанного перевода И. М. Волкова), Л. А. Липин (1963) и В. А. Якобсон (2002). Всего к концу XX века было издано не менее трёх десятков переводов этого памятника на всех важнейших языках мира, включая латынь.
Открытие Законов Хаммурапи произвело сенсацию: до сих пор столь обширные тексты правового содержания были известны только для древнего Рима и более поздних эпох. Другим последствием стала бурная полемика в научных и богословских кругах: вавилонский свод законов был явным предшественником «Законов Моисея» и регулировал зачастую те же самые отношения, иногда даже в формулировках, почти идентичным библейским предписаниям. Сходство было особенно видно в принципах наказаний за увечья, кровосмешение, в санкциях за имущественный ущерб и др.; наибольшее количество аналогичных норм приходилось на так называемую «Книгу Завета» (Исх. 20:22—23:33; 24:4—7) и отчасти на Второзаконие (Втор. 12—26; 29:1). На этом основании критики Библии доказывали вторичность религиозных установлений, утверждая, что библейские законодатели просто позаимствовали от имени своего бога институты старовавилонского права. В частности, Ф. Делич в 1902 году опубликовал работу «Вавилон и Библия» (нем. «Babel und Bibel»), в которой, ссылаясь на Законы Хаммурапи, сделал вывод о том, что Библия является не личным откровением бога избранному народу, а обычным естественным продуктом человеческой мысли. Богословы в ответ пытались подчеркнуть, что Законы Моисея более гуманны, нежели законодательство Хаммурапи, а значит, стоят выше его; кроме того, некоторые учёные утверждали, что существование двух более или менее идентичных сводов законов в разные времена и в разных местах не обязательно означает, что более поздний является прямой рецепцией более раннего.
Находка и издание Законов Хаммурапи имели огромное научное значение. По словам Шейля, «кодекс Хаммурапи является одним из важнейших памятников не только специальной восточной, но и всемирной истории». Помимо новых ценных сведений о древнем обществе, экономике и праве открытие этого памятника, написанного на классическом старовавилонском диалекте аккадского языка, стало важной вехой в дальнейшем изучении клинописи. В результате публикации Законов в научный оборот был введён один из важнейших и обширнейших клинописных текстов, представляющий огромный социально-экономический, историко-правовой, языковедческий, литературоведческий и историко-культурный интерес. В первой половине XX века были изданы крупные труды, посвящённые Законам; так, в 1904—1923 годах группа немецких ассириологов и юристов (Й. Колер, Ф. Э. Пайзер, А. Унгнад, П. Кошакер) опубликовала фундаментальное исследование Законов в шести томах (нем. «Hammurabi's Gesetz»), а в 1952—1955 годах оксфордские учёные Г. Р. Драйвер и Дж. Ч. Майлз подготовили двухтомное издание Законов с обширными филологическими и юридическими комментариями (англ. «The Babylonian Laws»).
|              |            |          |             |              |                                     |
| Д. Г. Мюллер | Г. Винклер | К. Джонс | П. Бонфанте | Р. Ф. Харпер | А. Г. Гусаков и В. А. Краснокутский |

## Стела с Законами Хаммурапи

### Основные сведения

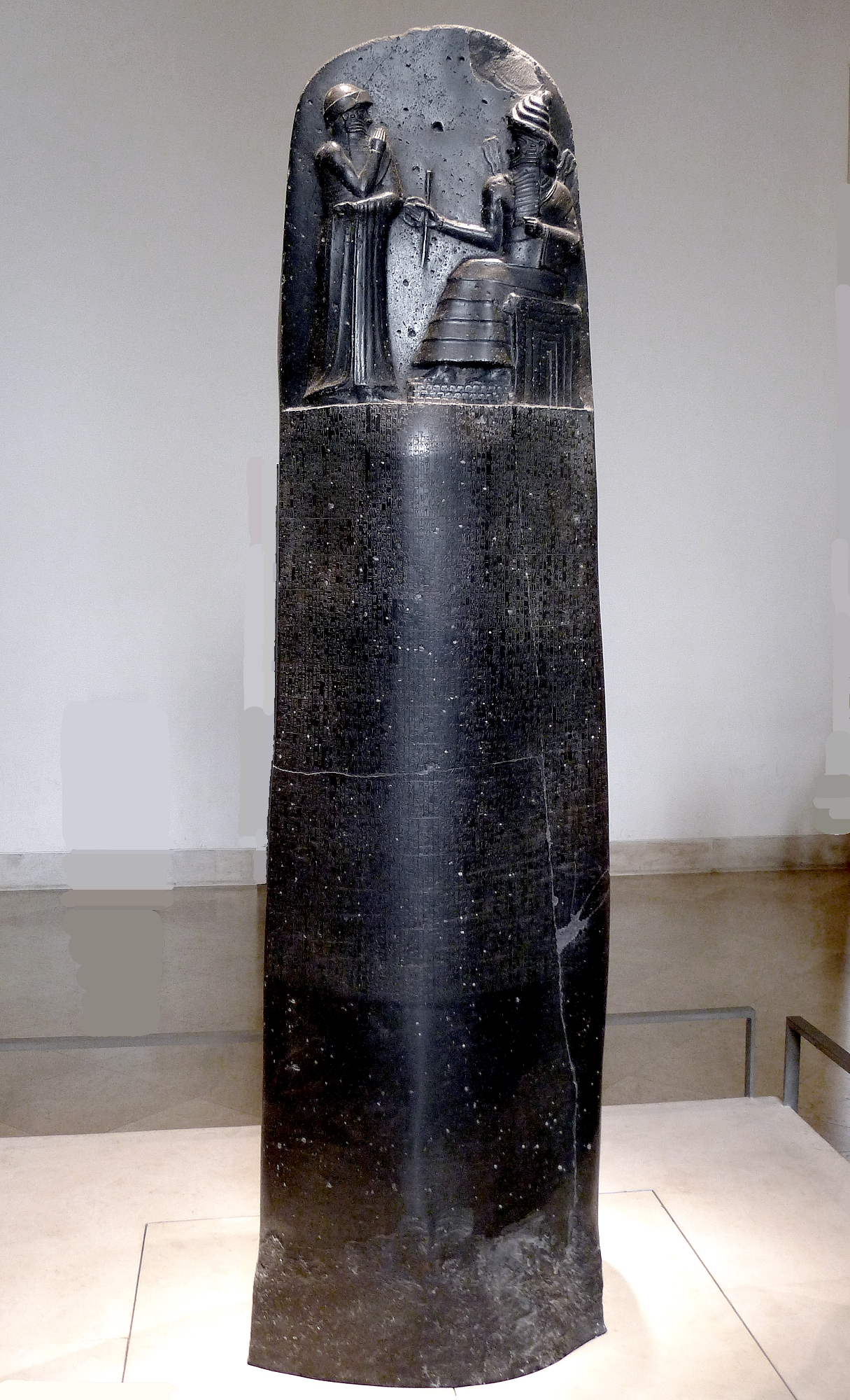
Стела с Законами Хаммурапи в Лувре

Стела с Законами Хаммурапи представляет собой конусообразный монумент из чёрного диорита (некоторые авторы в качестве материала указывают базальт) высотой 2,25 метра, длиной в окружности от 1,65 метра в вершине до 1,90 метра в основании и весом в 4 тонны. Относительно времени создания Законов ассириологи первоначально высказывали различные мнения: памятник датировался и 2000 годом до н. э., и 2225 годом до н. э.; по мнению Мейсснера, Законы были составлены около 1955 года до н. э. В настоящее время, основываясь на перечне завоёванных Хаммурапи городов и государств, перечисленных в прологе к Законам, можно предположить, что Законы были записаны не ранее чем на 37-м году царствования Хаммурапи, скорее всего — на 40-м году. Таким образом, исходя из общепринятой в современной науке так называемой «средней хронологии» истории древнего Востока, Законы были составлены примерно в 1755—1752 годах до н. э., то есть в самом конце правления Хаммурапи.
Относительно первоначального местонахождения стелы высказываются лишь догадки. Если в начале эпилога Хаммурапи говорит о том, что памятник был установлен в Вавилоне в храме Эсагила, то в конце эпилога говорится уже об окрестностях храма Эбаббара. По всей видимости, стела, открытая экспедицией де Моргана, представляет собой находившуюся в Сиппаре или Ларсе копию оригинала, который, в свою очередь, стоял в Эсагиле — вавилонском храме бога Мардука. Законодательство Хаммурапи сразу после своего издания было воспроизведено в ряде копий, которые были установлены в различных местах Вавилонского царства и, возможно, в только что завоёванных городах.
В Сузы стела попала около 1155 года до н. э., куда её вывез правитель Элама Шутрук-Наххунте I, который в союзе с хеттами воевал с касситским Вавилоном, в то время находившимся в глубоком кризисе. В этот период набравшие силу эламиты вторглись в Вавилонию, разграбили ряд городов и увезли в Сузы статую Мардука и стелу с Законами Хаммурапи; захват в качестве военных трофеев статуй богов и других памятников был распространённым обычаем среди месопотамских завоевателей. Указанные события подорвали авторитет касситов в Вавилонии и явились одной из причин их падения; впервые после четырёхсотлетнего перерыва к власти снова пришла вавилонская династия — так называемая II династия Исина. По всей видимости, экспедиция де Моргана обнаружила своего рода сокровищницу Шутрук-Наххунте, в которой хранились захваченные им святыни и достопримечательности побеждённых городов. В частности, помимо стелы с Законами Хаммурапи де Морган нашёл в развалинах так называемого «Акрополя» в Сузах ещё не менее пяти вавилонских памятников с начертанным на них именем Шутрук-Наххунте. Царь Элама намеревался выскоблить текст Законов со стелы, чтобы взамен поместить надпись о прославлении своей деятельности. Однако, по случайности (а также, возможно, из-за скоропостижной смерти Шутрук-Наххунте, последовавшей в это же время) были уничтожены лишь несколько строк памятника.

### Скульптурная часть

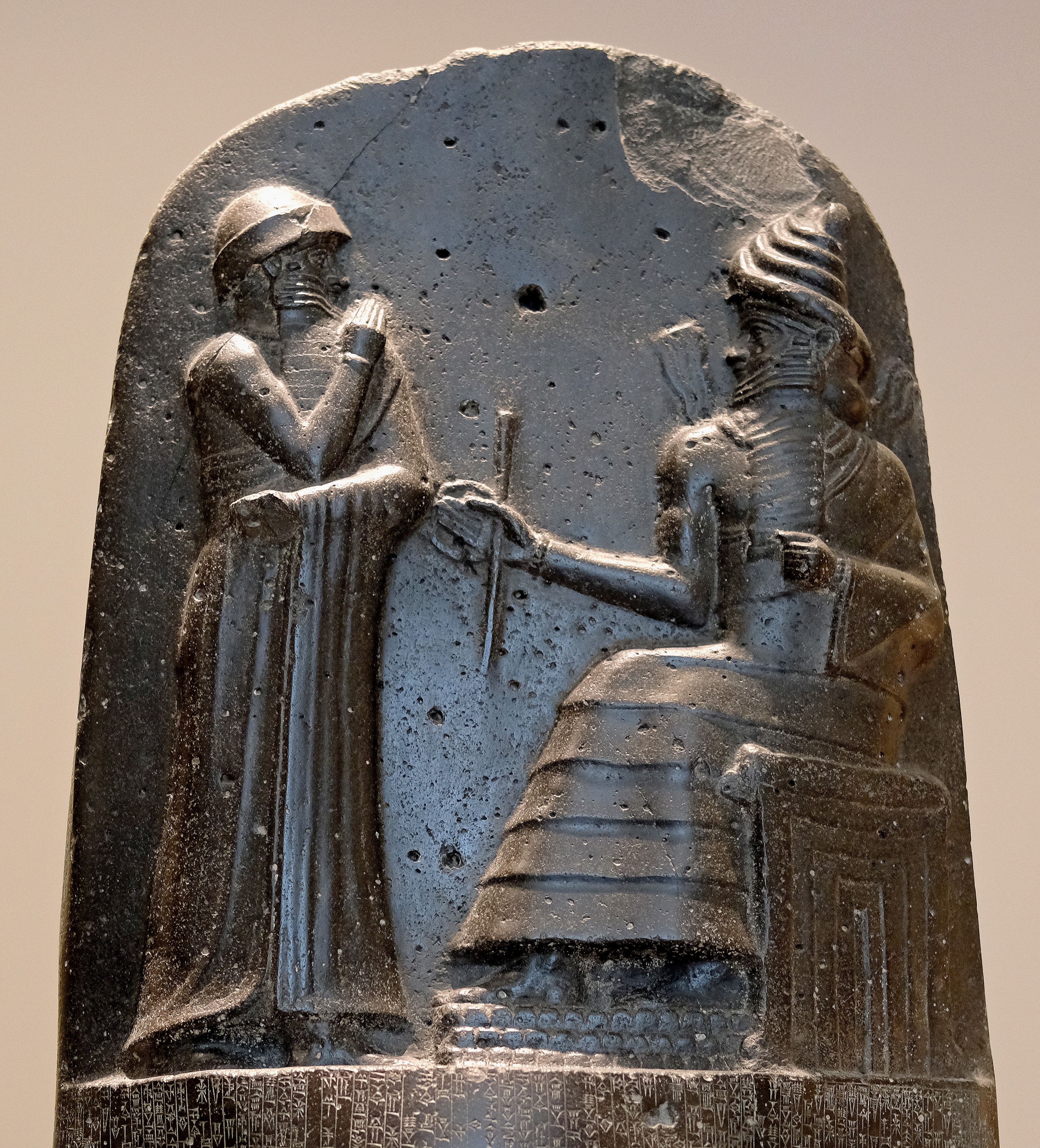
Барельеф на стеле

В верхней части лицевой стороны стелы высечена скульптура — барельеф, изображающий две фигуры, из которых одна сидит на троне, а другая стоит перед первой. Сидящий на троне одет в обычную вавилонскую одежду, отделанную оборками; на его голове — высокий четырёхъярусный убор вроде короны. В правой руке, протянутой вперёд, он держит жезл и кольцо, означающие прямоту и завершённость, то есть право и справедливость. Ноги сидящего опираются на древесные шишки, а из плеч исходят лучи. По общепринятому мнению исследователей, солнечные лучи, исходящие из плеч, указывают на то, что в качестве сидящей фигуры изображён Шамаш, бог солнца, света и оракулов. Шамаш как солярное божество был одним из излюбленных персонажей вавилонского искусства, где он часто изображён поднимающимся на востоке; этим, вероятно, объясняется и наличие древесных шишек у подножия трона, символизирующих скалы и горы, над которыми восходит солнце. Кроме того, выбор Шамаша в качестве сюжета для барельефа по всей видимости означает, что стела с Законами стояла в одном из храмов этого бога. На упоминаемом в тексте Законов экземпляре стелы, находившемся в вавилонском Эсагиле, возможно, было высечено изображение Мардука.
В соответствии с трактовкой сидящей фигуры почти все исследователи согласны в том, что в качестве стоящего перед Шамашем изображён сам царь Хаммурапи. Фигура Хаммурапи стоит перед богом в позе глубокой покорности и благоговейного внимания. Царь одет в длинную гладкую тунику с вертикально расположенными складками; на голове — шапка, окаймлённая ободком. Правая рука царя поднята к лицу, левая рука с подобранной туникой прижата к пояснице. Поза царя первоначально была истолкована Шейлем в том смысле, что Хаммурапи принимает законы от Шамаша под диктовку последнего. Однако большинство учёных склоняется к выводу, что поза царя является не более чем обычной молитвенной позой, обозначавшейся в Вавилоне термином «nîš kâti» («поднятие рук»). К тому же трактовка Шейля о даровании законов царю находится в противоречии с текстом самих Законов, где заявляется, что Законы обязаны своим происхождением самому Хаммурапи. Кроме того, если в прологе Хаммурапи заявляет о своём повиновении словам Шамаша, то в эпилоге он делает то же самое по отношению к Мардуку. Таким образом, царь не присваивал конкретному божеству полное авторство своих Законов, а лишь посвящал их ему.
Поскольку подавляющая масса населения Вавилонского царства была неграмотна, помещение на стелу с Законами изображения царя и бога имело важное репрезентативное и символическое значение. Большинству вавилонян барельеф на вершине стелы должен был ясно показать, что законодатель выражает божественную волю от имени бога Шамаша и в качестве его представителя. Тем самым все смертные обязаны были под страхом проклятия богов рассматривать этот сборник законов как нечто неизменное, неоспоримое и провозглашённое на вечные времена.
|  |  |  |  |  |  |

### Текст и параграфы

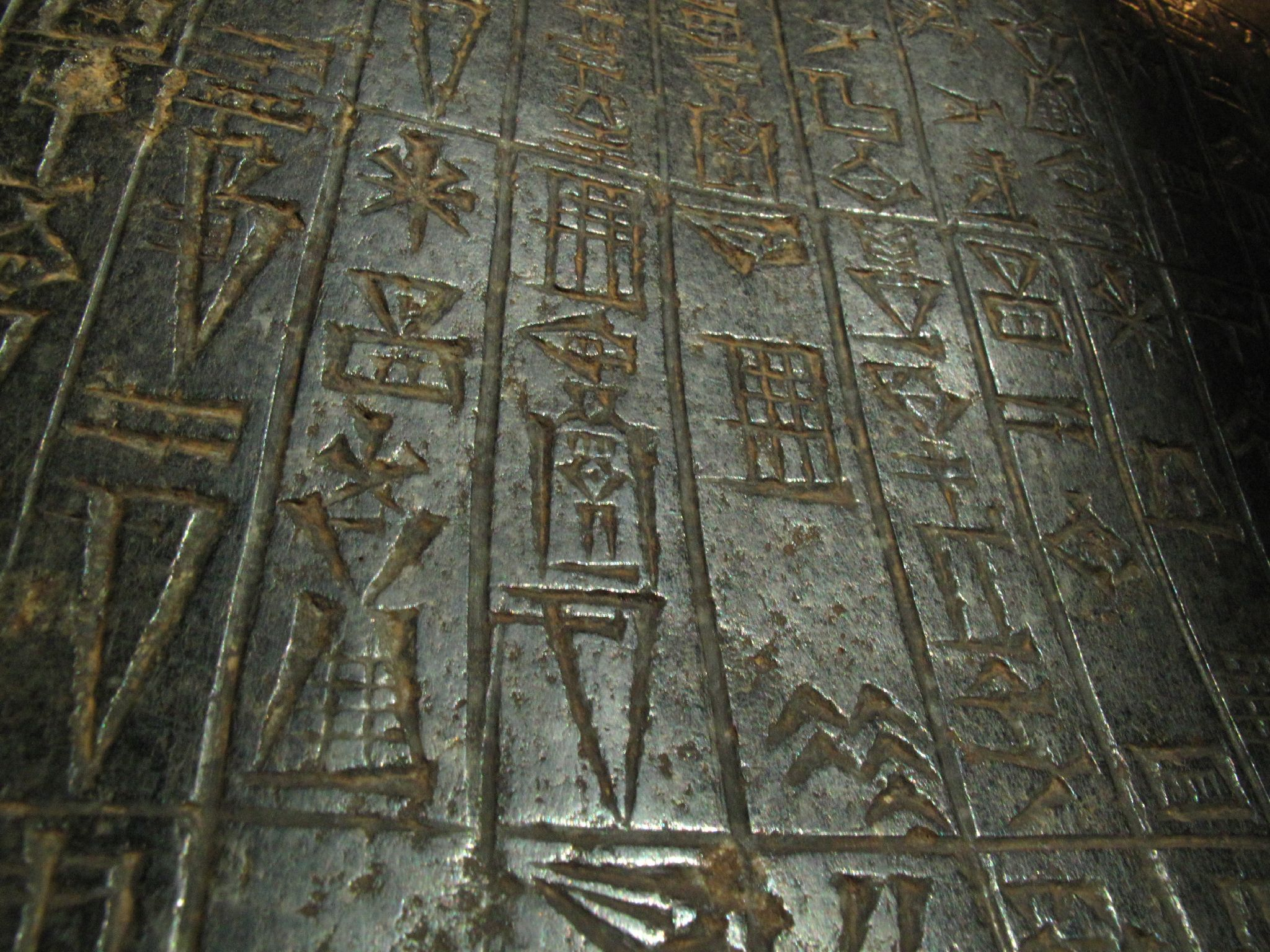
Клинопись Законов

Следующая за барельефом часть лицевой и вся обратная сторона стелы покрыты рядами коротких колонок (столбцов) на аккадском языке, которые читаются в направлении от вершины стелы к её основанию. Уникальность записи текста Законов состоит в том, что наносившие его лица использовали несколько традиций для фиксации источника. Более ранняя традиция, оформившаяся до середины III тысячелетия до н. э., предполагала разделение материала на вертикальные столбцы и клетки. Однако таким образом отделялся каждый клинописный знак, в то время как на стеле этот принцип применяется не для отдельного знака, а для целых слов или выражений. Кроме того, в оформлении источника применялась и более поздняя традиция, при которой знаки располагались слева направо на лицевой стороне, но справа налево на обратной. Первоначально монумент содержал, по всей видимости, 49 столбцов текста, а именно: на лицевой стороне — 21 столбец, из которого сохранилось 16 столбцов с 1114 строками по 67—70 знаков в каждом, и на обратной стороне — почти полностью уцелевшие 28 столбцов с 2524 строками по 95—100 знаков в каждом. Всего сохранилось таким образом 3638 строк. Около 700 строк посвящены прологу и эпилогу; остальные строки содержат собственно нормативно-правовой текст.
Расположение текста на стеле выполнено способом, который явно не предполагал доступности для всеобщего чтения: по замечанию И. М. Волкова, это требовало бы крайне неестественного положения головы и глаз читателя. Вероятно, целью публичного выставления стелы было не предоставление для непосредственного использования, а лишь торжественное заявление царя перед подданными о вступлении в силу законодательства, высеченного на памятнике, и демонстрация своей мудрости. Хотя в эпилоге Хаммурапи говорит о том, что стела «покажет надлежащий указ» обиженному подданному, для непосредственного применения Законы, скорее всего, воспроизводились на глиняных табличках.
Отдельные законодательные постановления на стеле не отделены и не нумерованы. Их разбивка на 282 параграфа была произведена Шейлем и является чисто схематической: каждая совокупность слов, начинающаяся союзом «šum-ma» («если») рассматривается как самостоятельное постановление. По практическим соображениям системой Шейля продолжают пользоваться до настоящего времени, хотя число в 282 параграфа по мнению некоторых учёных является завышенным; в частности, современный исследователь Д. Шарпен склоняется к выводу, что всего их было около 275. Невозможность определить точное число параграфов происходит от того, что часть текста на лицевой стороне луврской стелы была выскоблена по указанию эламского правителя Шутрук-Наххунте, который намеревался по обычаям эпохи высечь на стеле своё имя и надпись о победе, однако по неясной причине никакой новой надписи на этом месте не появилось. Количество стёртых колонок (от пяти до семи) по-разному оценивается исследователями; соответственно разнятся мнения по поводу числа утраченных параграфов. В рамках традиционной нумерации последний параграф до лакуны имеет номер 65, а первый параграф после лакуны — 99. Таким образом, предполагают, что из 282 параграфов сохранилось 247 и утрачено около 35. В позднейших переводах Законов (В. Эйлерс, Й. Клима, М. Т. Рот) при сохранении традиционного деления на 282 параграфа вводятся дополнительные подразделения параграфов Шейля (например, параграфы 176a и 176b) одновременно с объединением некоторых из них в более крупные группы (например, параграф 242—243).
Копии Законов Хаммурапи, дошедшие до нас в фрагментах (всего к настоящему времени обнаружено свыше 30 списков), позволяют в определённой степени реконструировать текст лакуны, хоть и не с надлежащей полнотой. В частности, таблички из библиотеки Ашшурбанипала воспроизводят четыре уничтоженных параграфа — 66, 71, 73, 96 (а также содержат части §§ 23—27, 3—33, 42 и ряда других, иногда даже в двух экземплярах). В 1914 году исследователи из Пенсильванского университета опубликовали найденную в Ниппуре табличку, содержащую текст §§ 90—162 Законов и предоставившую возможность восполнить текст одиннадцатью недостающими параграфами. В 1991 году был опубликован фрагмент Законов, заполняющий лакуну между параграфами 78 и 79.
| Фрагмент стелы с § 165 Законов Хаммурапи | - Транслитерация: 1šum-ma a-wi-lum 2a-na IBILA-šu 3ša i-in-šu mah-ru 4A.ŠÀ KIRI6 ù É 5iš-ru-uk 6ku-nu-kam iš-ṭur-šum 7wa-ar-ka a-bu-um 8a-na ši-im-tim 9it-ta-al-ku 10i-nu-ma ah-hu 11i-zu-uz-zu 12qí-iš-ti a-bu-um 13id-di-nu-šum 14i-le-qé-ma 15e-le-nu-um-ma 16i-na NÍG.GA É A.BA 17mi-it-ha-ar-iš 18i-zu-uz-zu - Транскрипция: šumma awīlum ana aplušu ša īnšu mahru eqlam kirâm u bītam išruk kunukkam išṭuršum warka abum ana šimtim ittalku inūma ahhu izuzzu qīšti abum iddinušum ileqqema elenumma ina makkūr bīt abim mithāris izuzzu - Переводы: «Если кто-нибудь подарит своему сыну, первому в его глазах, поле, сад или дом и выдаст ему документ, то, по смерти отца, когда братья станут делиться, они должны выдать ему подарок, данный ему отцом, и, сверх того, разделить между собой отцовское имущество поровну» (И. М. Волков, 1914). «Если человек подарит своему сыну, приятному в его глазах, поле, сад или дом и выдаст ему документ с печатью, а потом отец умрет, — когда братья станут делиться, он [любимый сын] должен взять подарок, данный ему отцом, и, сверх того, они должны разделить между собою имущество в доме их отца поровну.» (И. М. Волков, 1914 в перераб. И. М. Дьяконова, 1950) «Если человек подарит своему наследнику, приятному в его глазах, поле, сад и (или) дом, и напишет ему документ с печатью, то после того, как отец уйдет к судьбе, когда братья станут делиться, он должен взять подарок, данный ему отцом, и, сверх того, они должны разделить между собой достояние отцовского дома поровну» (И. М. Дьяконов, 1952) «Если человек подарил своему наследнику, которого он любит, поле, сад и дом и написал ему документ с печатью, [то] когда братья будут делиться после того как отец умрет, подарок, который отец дал ему, он может забрать, а сверх того, они должны поделиться поровну имуществом, [что] в доме их отца» (Л. А. Липин, 1963 в нов. ред. В. А. Якобсона, 1980). «Если человек своему наследнику, который ему приятен, подарил поле, сад или дом (и) написал ему документ с печатью, (то), после того как отец ушел к судьбе, когда братья стали делиться, награду, (что) отец ему дал, он должен забрать, и, сверх того, имущество отцовского дома поровну они должны разделить» (В. А. Якобсон, 2002). |

## Общая характеристика Законов Хаммурапи

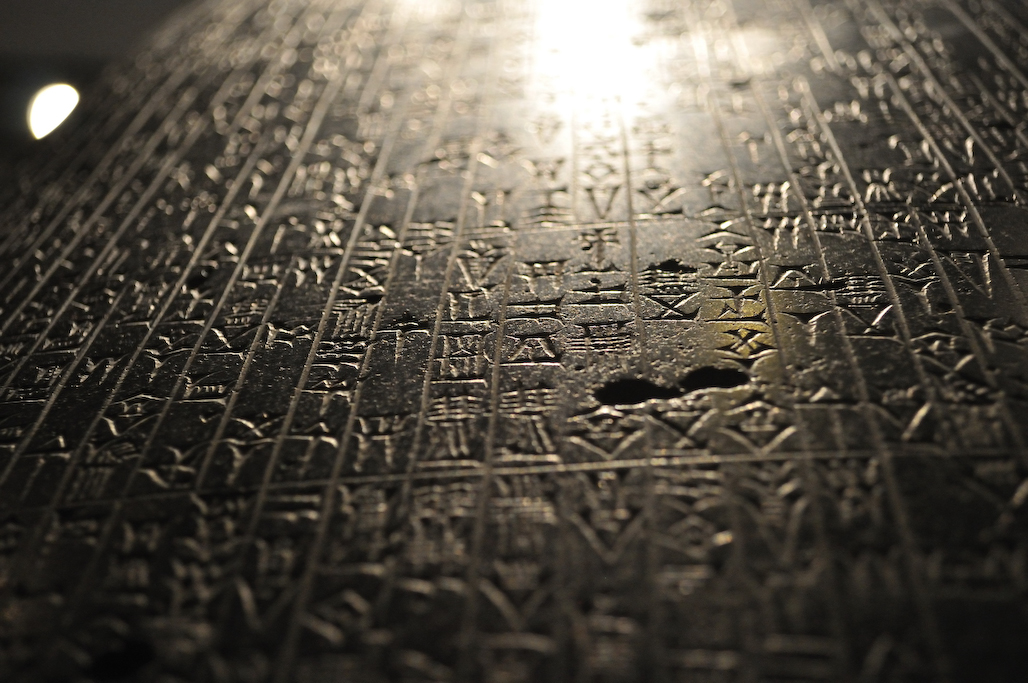
Деталь стелы с Законами

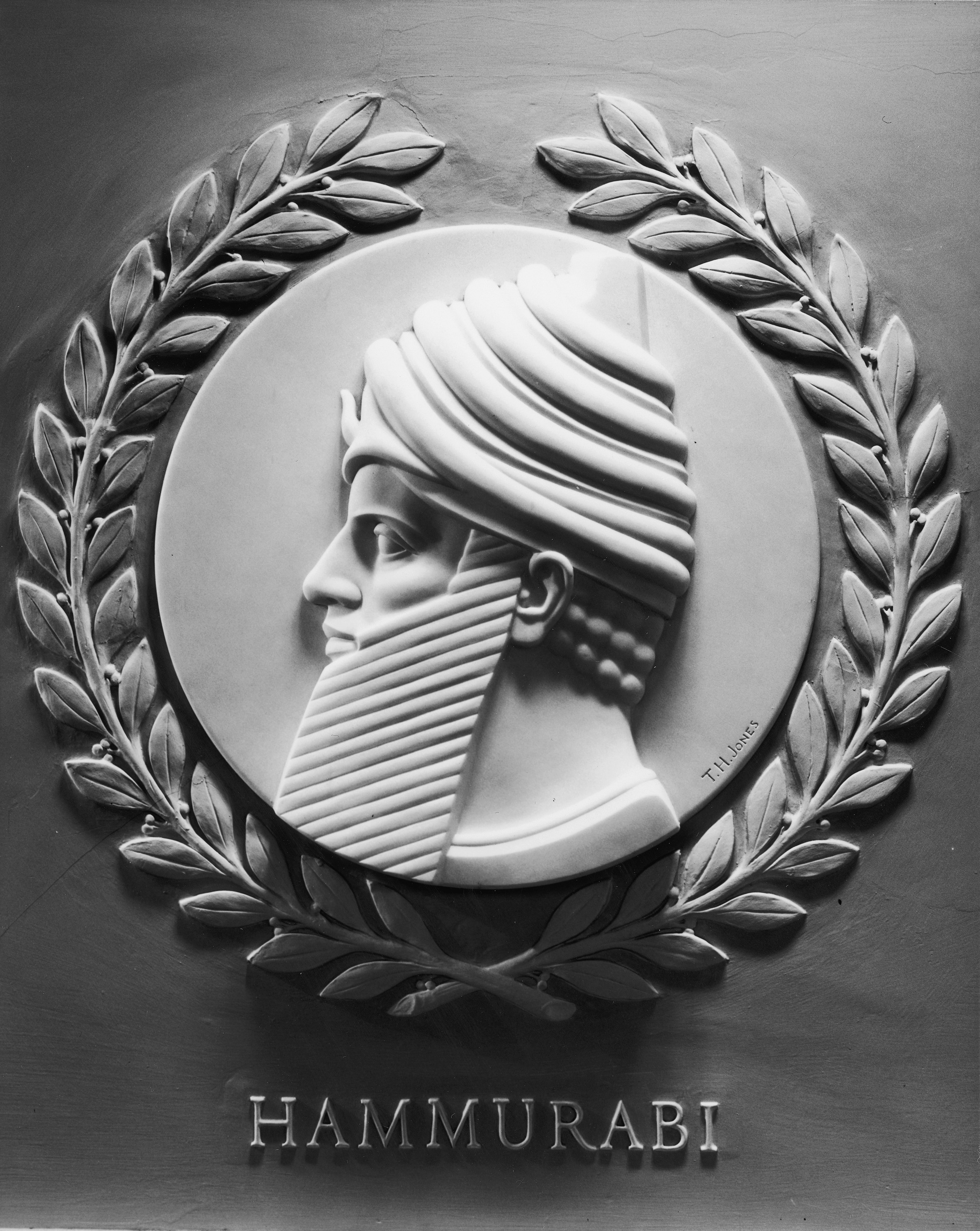
Хаммурапи. Капитолий, Вашингтон

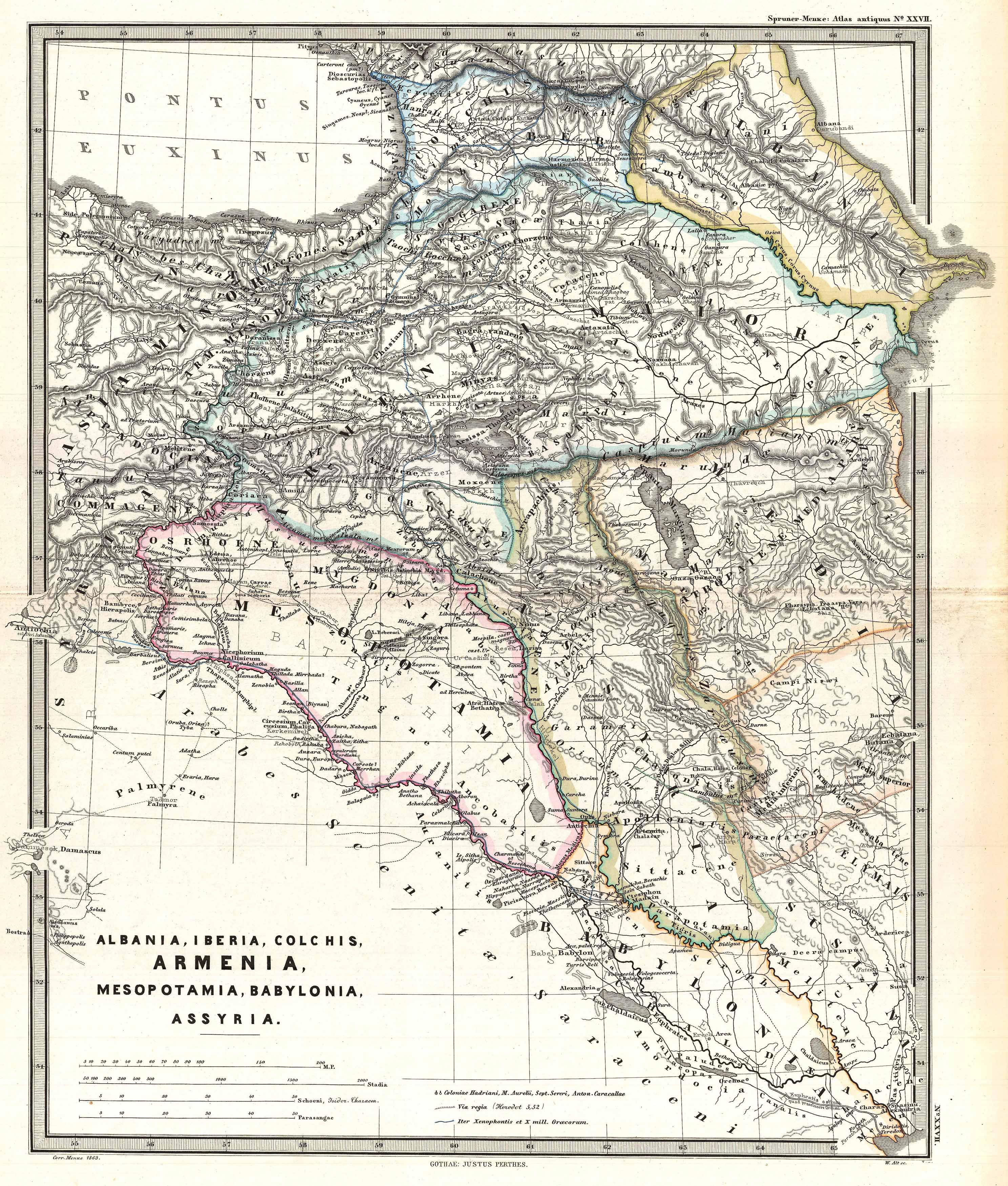
Карта с границами Месопотамии и Вавилонии

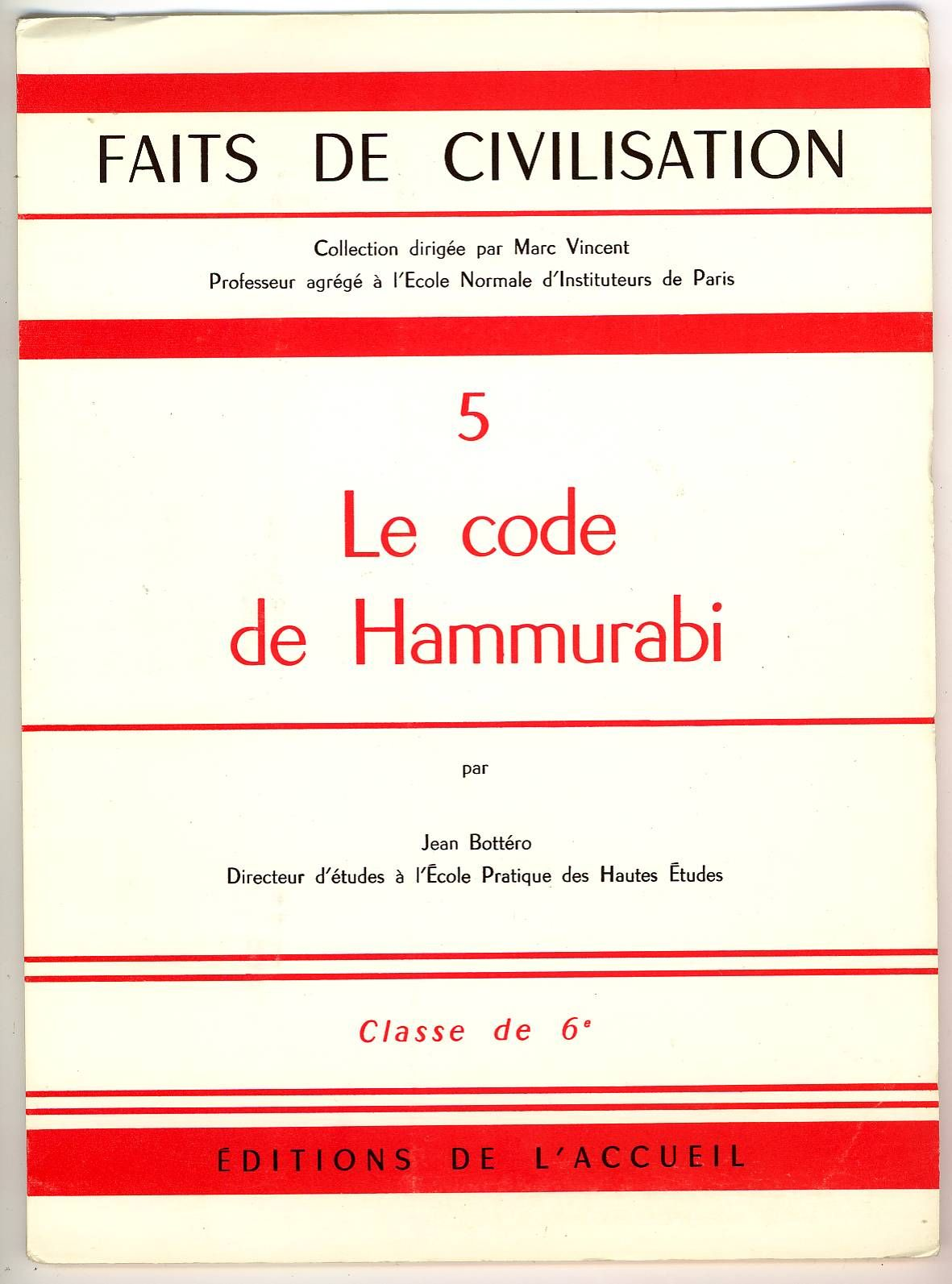
Законы в переводе Ж. Боттеро

Законы Хаммурапи представляют собой вершину развития клинописного права древней Месопотамии и первый в истории человечества чисто светский законодательный памятник, то есть начало писаного права в точном смысле этого слова. В отличие от большинства других древних памятников права для Законов характерны практически полное отсутствие сакрально-религиозной мотивировки отдельных законодательных положений и чёткое отделение правовых моментов от религиозно-этических. Культовые и обрядовые моменты затрагиваются только в неюридических частях сборника — прологе и эпилоге, хотя в собственно законодательной части содержится правовое регулирование многих аспектов культовой жизни, включая личные и имущественные права жриц, охрану имущества вавилонских храмов, клятвы и т. д.
Целью составления Законов Хаммурапи являлась крупная реформа существовавшего правопорядка. Построенные на использовании предшествующей правовой традиции древнего Двуречья, включая как обычное право, так и царское законодательство, Законы Хаммурапи являются первой значительной попыткой унификации права по своеобразным принципам, стоящим на высоте требований своей эпохи и последовательно проведённым по целому ряду институтов. Хотя влияние на Законы предшествующих источников права (особенно Законов Липит-Иштара) иногда доходит до прямой рецепции, в целом они представляют собой чрезвычайно продуманную и оригинальную систему права, являвшуюся передовой для своего времени. Введение Законов преследовало не столько создание нового права, сколько сохранение имевшейся правовой системы с внесением в неё уточнений в соответствии с изменившимися социально-экономическими условиями; этим объясняется то обстоятельство, что регулирование ряда устоявшихся отношений (водное орошение, налоги и повинности, ряд вопросов собственности) было предоставлено обычаю и поэтому не нашло своего отражения в тексте свода. С реформированием была связана и сравнительная суровость наказаний, предусмотренных Законами (в частности, смертная казнь установлена в 31 случае, не считая замену штрафа смертью в случае несостоятельности осуждённого); столь тяжкие меры уголовной ответственности проистекали как из традиции карательной политики ближневосточной древности, так и из самого факта образования Вавилонского царства, основателям которого приходилось вводить дополнительные и зачастую устрашающие меры для поддержания мира и порядка на завоёванных территориях. Клинописные памятники, обнаруженные в последние годы, свидетельствуют, что одним из источников Законов были и реальные судебные решения, которые выносил Хаммурапи.
Составители Законов написали их на чётком, деловом, грамматически образцовом старовавилонском диалекте аккадского языка; в филологическом отношении вавилонский свод является выдающимся литературным произведением, своего рода «золотой латынью» среди многочисленных памятников аккадской письменности. Законы изложены со значительной экономией выразительных средств (далеко не всегда в полной мере поддающейся передаче в переводе) и с большой простотой в противоположность запутанности и хаотичности более примитивных законов; кроме того, в них нет и противоречивости и дублирования норм, характерных для других древних актов. Широко распространённый взгляд на нормы Законов Хаммурапи как на «казуистичные» объясняется неоправданным применением к Законам современных научных воззрений; дробность вавилонского законодательства обусловлена по большей части не недостатком способностей его редакторов к обобщению, а тем, что древние юристы в соответствии с моральными нормами и научными подходами своего времени придавали самостоятельное юридическое значение фактам (например, нанесению побоев отцу сыном), которые сегодня, как правило, не имеют специального регулирования. По богатству нормативного содержания и степени разработанности ряда категорий (особенно в сфере частноправовых отношений) Законы Хаммурапи превосходят как более ранние юридические памятники, так и позднейшие, включая составленные тысячелетия спустя Законы Ману и Законы XII Таблиц; в ряде юридических вопросов авторы Законов весьма близко подошли к решению задач, которые оказались под силу лишь крупнейшим юристам классической эпохи Древнего Рима. Строгая логика и отточенные формулировки Законов заставляют предполагать за ними огромную теоретическую работу, оставшуюся неизвестной современным учёным.
Отдельно стоит вопрос о том, можно ли считать Законы Хаммурапи кодексом. Хотя первые переводчики Законов зачастую использовали в заглавиях своих переводов термин «кодекс», в современной науке в целом принято считать, что Законы Хаммурапи не являются кодексом как актом кодификации права. Как отмечал И. М. Дьяконов, название «Кодекс Хаммурапи» является модернизированным и не соответствующим ни форме, ни содержанию этого памятника: во-первых, кодекс, как правило, регулирует преимущественно лишь одну отрасль права, в то время как Законы являются многоотраслевым актом, и во-вторых, кодекс отменяет все или большинство прежних законов, регулировавших соответствующие общественные отношения, в то время как в тексте Законов нет положения об утрате силы предшествующих предписаний и наличествует множество пробелов, что объяснимо лишь сохранением силы за старым правом. По словам Д. Шарпена, «освящённое традицией обозначение „кодекс“ не кажется достаточно удачным для дошедшего до нас набора разрозненных правовых норм». Однако ряд исследователей относят Законы к сборникам судебных казусов (шум. di-tilla) и в этом смысле к источникам права, имеющим консолидирующий, а следовательно, в определённой мере и кодифицированный характер.
Начиная с середины XX века правовая природа Законов Хаммурапи стала подвергаться сомнению: многие ассириологи, подчёркивая сходство Законов с царскими надписями апологетического жанра, пришли к выводу о том, что этот текст не имел законодательного характера. В частности, по мнению Ж. Боттеро, Законы Хаммурапи являются «научным трактатом, посвященным отправлению правосудия» и представляют собой «по существу самовосхваление этого царя»; учёный допускал, что отдельные положения Законов применялись на практике, однако полагал, что в целом они утратили силу после падения династии амореев или даже после смерти Хаммурапи, а месопотамское право являлось неписаным. Ф. Р. Краус, отвергая нормативную природу Законов, охарактеризовал их как «академическую литературу». По словам Л. Л. Орлина, «сравнение старовавилонских судебных разбирательств с нормами Законов Хаммурапи показывает отсутствие связи между ними, а предложение Хаммурапи всякому жалобщику обращаться к своду за юридической консультацией — явное преувеличение»; Дж. Дж. Финкельштейн назвал Законы «апологией царя», а Б. Уэллс — «политической пропагандой». Некоторые исследователи придерживаются мнения, что Законы были квалифицированы Шейлем в качестве законодательства объединённого Вавилонского царства под влиянием исторических реалий XIX века, включая объединение различных национальных государств, а также принятие классических кодексов — Кодекса Наполеона и Германского гражданского уложения. В то же время большинство историков права полагают, что Законы, не являясь кодексом в современном смысле слова, всё-таки представляют собой законодательный акт, предназначенный для реального исполнения. В частности, Д. Уайзмен, полемизируя со сторонниками точки зрения о ненормативной природе Законов Хаммурапи, утверждал, что Законы — «часть средств, с помощью которых вавилоняне старались сохранить законность и порядок в качестве живой и значимой традиции». Й. Клима считал, что месопотамский царь был законодателем по уполномочию богов, а законодательство Хаммурапи — продолжение длительной традиции; по его выражению, если Законы и являются литературным памятником, то лишь в том смысле, в каком такими памятниками являются Кодекс Феодосия и Кодекс Юстиниана.

## Законы Хаммурапи и последующая традиция

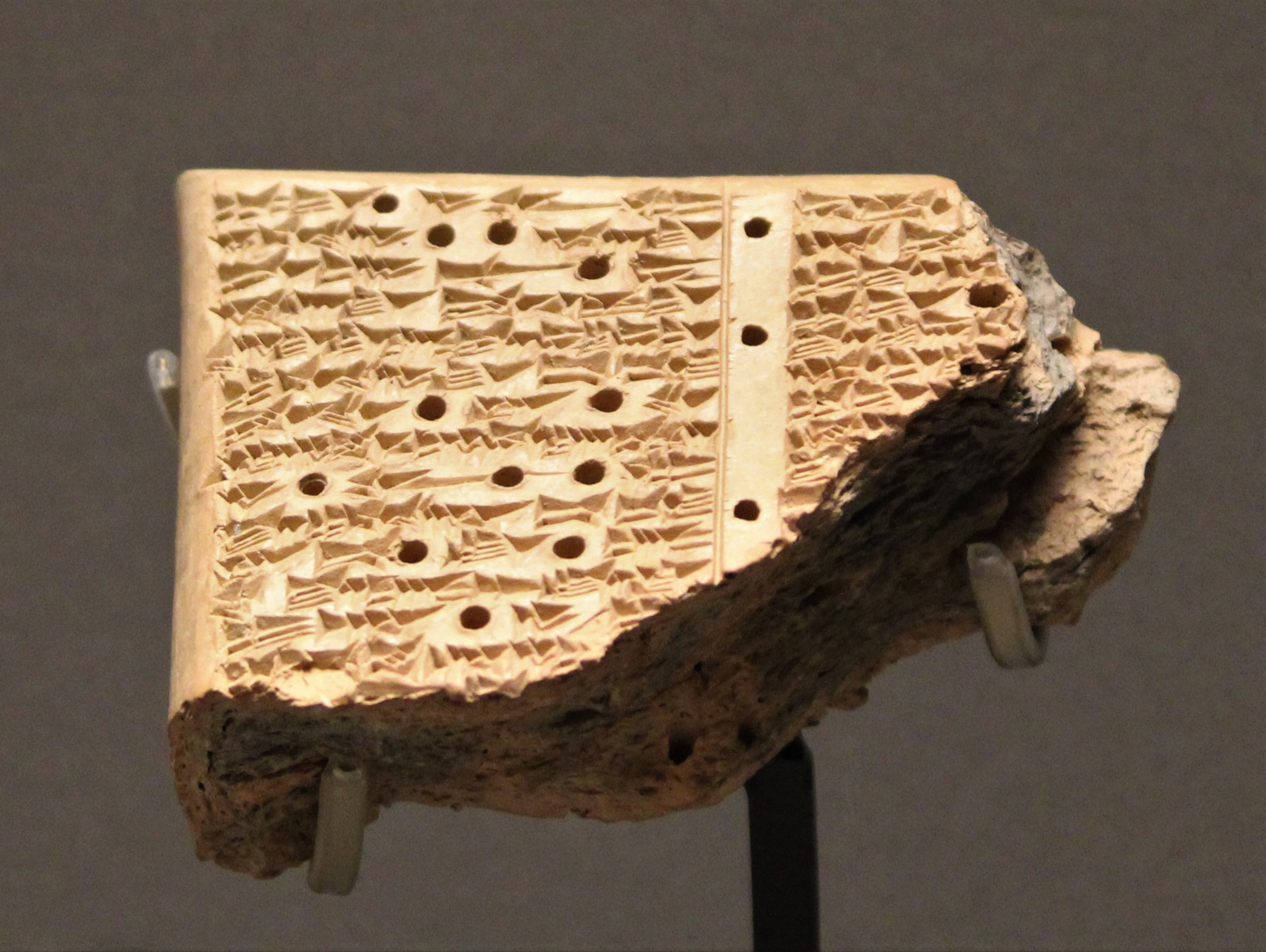
Фрагмент копии Законов из библиотеки Ашшурбанипала

Держава, созданная Хаммурапи, просуществовала около двух веков: в 1595 году до н. э. войска хеттского царства захватили и разграбили Вавилон, уничтожив старовавилонское государство амореев и положив начало длительному экономическому упадку Вавилонии. Социально-политические условия в Двуречье периода середины II тысячелетия — начала I тысячелетия до н. э. с учётом разразившейся катастрофы бронзового века не способствовали созданию новых законодательных памятников. Господство касситов на севере Вавилонии было временем внешнеполитического бессилия Вавилона и общего экономического застоя; кроме того, существенной особенностью этой эпохи были многочисленные войны с участием различных вавилонских династий и соседних Элама и Ассирии, а также вторжения степняков-халдеев и других кочевых племён. Тем не менее Законы Хаммурапи на протяжении столетий оставались основой древневосточного права, хотя изменившиеся условия и вносили в правовую практику различные модификации. Законы оказали значительное влияние на библейское законодательство, а также среднеассирийские (XV—XIV века до н. э.) и хеттские законы (XVI—XIII века до н. э.) и вполне возможно, что через посредство финикийцев они могли влиять на греческое право и право других народов Средиземноморья; об ассимиляции отдельных положений Законов свидетельствуют и элефантинские папирусы.
Несмотря на то, что исторические реалии эпохи Хаммурапи постепенно уходили в прошлое, традиция изучения Законов юристами Двуречья в качестве образца законодательства насчитывает более полутора тысяч лет. В частности, они хранились в библиотеке ассирийского царя Ашшурбанипала, а также переписывались нововавилонскими учёными, которые дали им заглавие «Inu Anum sîrum» («Когда высочайший Ану…») по первым словам текста. Законы Хаммурапи никогда не подвергались изменениям или пересмотру: сохранившиеся копии демонстрируют лишь минимальные отклонения в орфографии и языке. Хотя с течением времени Законы перестали играть сколько-нибудь существенную роль в юридической практике, этот памятник как канонический образец классического аккадского языка являлся важной частью образовательной программы школ писцов. Кроме того, один из найденных поздневавилонских экзегетических текстов содержит цитату из пролога Законов; это указывает на то, что свод Хаммурапи был включён в корпус текстов, использовавшихся учёными в качестве отправного пункта для эзотерических рассуждений. И. М. Волков, упоминая о многочисленных копиях Законов, по степени культурного влияния приравнивал их к «Эпосу о Гильгамеше»:

Если распоряжения Ашшурбанипала о приобретении и новом производстве этих копий говорят о широких размерах государственного применения кодекса, то копии из нововавилонского же времени, не принадлежащие, однако, к упомянутой библиотеке, свидетельствуют о том, что и среди самого вавилонского населения кодекс оставил заметные следы, будучи по крайней мере предметом историко-литературного интереса, подобно вавилонскому мифическому эпосу, кристаллизовавшемуся уже в эпоху первой династии.

По мнению Д. Уайзмена, к Законам обращались и в древнеперсидскую эпоху; позднейшие из обнаруженных списков текста Законов Хаммурапи относятся к эллинистическому и даже парфянскому периодам истории Вавилона. Традиция изучения памятника угасла лишь после завоевания Парфии государством Сасанидов в III веке н. э., когда Вавилон пришёл в окончательный упадок. Забвению Законов способствовало и вытеснение клинописи арамейским языком, отобравшим у аккадского языка роль лингва франка ещё при халдейской династии Нововавилонского царства.

## Система и терминология Законов Хаммурапи
Хотя Законы Хаммурапи не всегда чётко различают отдельные отрасли права, в целом расположение их норм по-своему весьма логично и подчинено определённой системе. По своему содержанию положения Законов могут быть разделены на следующие группы:
I. Отправление правосудия (§§ 1—5).
II. Охрана собственности царя, храма, общинников и царских людей (§§ 6—25)
III. Охрана имущества, полученного от царя за службу (§§ 26—41).
IV. Операции с недвижимостью и деликты в отношении недвижимости (§§ 42—87).
V. Торговые и иные коммерческие операции, включая деликты в этой области (§§ 88—126).
VI. Семейное и наследственное право (§§ 127—194).
VII. Преступления против личности (§§ 195—214).
VIII. Операции с движимым имуществом, включая наем имущества и личный наем, а также деликты в этой области (§§ 215—282).
Переход от одной группы к другой происходит по ассоциативному принципу, основанному на предмете регулирования. Так, переход от группы II к группе III основан на том, что § 26 (первый в группе III) карает (как и параграфы группы II) за противоправное использование чужого имущества. Последний 41-й параграф группы III имеет своей целью предотвратить противоправное использование чужого поля; соответственно, начальный, 42-й параграф группы IV тоже говорит об использовании чужого поля, но в иной связи. Последние параграфы этой группы (уничтоженные §§ 86 и 87) говорят, возможно, о денежных обязательствах в связи с арендой недвижимости, а § 88 (начальный в группе V) также посвящён задолженности, но возникшей в связи с займом. Последний в этой группе § 126 говорит о ложных показаниях, связанных с пропажей имущества, переданного на хранение, и о возведении в связи с этим ложного обвинения на соседей. Первый параграф (§ 127) следующей группы VI говорит тоже о ложном обвинении, но против женщины. Последний параграф этой группы (§ 194) по принципу талиона карает кормилицу, подменившую ребёнка, а следующая группа VII начинается с § 195, также применяющего талион. Эта группа завершается § 214, говорящим о смерти от телесных повреждений, а следующая группа VIII начинается с § 215, содержащего норму о телесных повреждениях, причинённых пациенту врачом в связи с проведением хирургической операции. Таким образом, построение отдельных крупных частей памятника подчинено строгой, хотя и непривычной для современного юридического мышления логике. Определённая система прослеживается (хотя иногда и не столь последовательно) также и внутри самих групп.
Терминологический аппарат Законов Хаммурапи включает в основном наименования сословий и профессий, а также единиц измерения. В социальную структуру вавилонского общества входят три сословия — общинники (в Законах представитель этого класса именуется «человек», аккад. awīlum), царские люди (аккад. muškēnum) и рабы (аккад. wardum). Общинники-авилумы являлись полноправными свободными гражданами, в то время как мушкенумы не принадлежали к общине и находились под патриархальной властью царя. Низший общественный слой составляли рабы, которые рассматривались законодателем как вещь, находящаяся в полной собственности хозяина. Помимо представителей сословных групп субъектами права являются различные государственные служащие и представители других профессий: торговцы — тамкар(ум) (аккад. tamkārum), шамаллум (аккад. šamallûm букв. «разносчик», досл. «несущий перекидной мешок») и сабитум (аккад. sābītum букв. «корчемница, трактирщица»), воины — редум (аккад. rêdûm букв. «погонщик») и баирум (аккад. bâ’irum букв. «ловец»), командные чины в армии — декум (аккад. dikûm), ша-хаттатим (аккад. ša ḫaṭṭātim) и лапуттум (аккад. laputtum), различные категории жриц — надитум (аккад. nadītum букв. «брошенная»), шугетум (аккад. šugitum), угбабтум (аккад. ugbabtum), энтум (аккад. ēntum), причём отличия между рядом жриц неизвестны, и т. д. К единицам измерения относятся счётные денежные единицы — ману (шум. MA.NA, аккад. manū), шиклу (аккад. šiqlu, шум. gín² или giĝ₄), ше (шум. ŠE, аккад. uţţatu букв. «зерно»), а также единицы измерения площади (бур земли, сар дома) и массы (гур зерна). Наконец, некоторые термины Законов не поддаются достаточно точному переводу; таковы, например, названия болезней: ла’бу (аккад. la’bu) — неидентифицированное заразное кожное заболевание; бенну (аккад. bennu) — возможно, эпилепсия, обычно переводится как «падучая» и т. д.
|  |  |  |  |  |

## Основные положения Законов Хаммурапи

### Пролог и эпилог

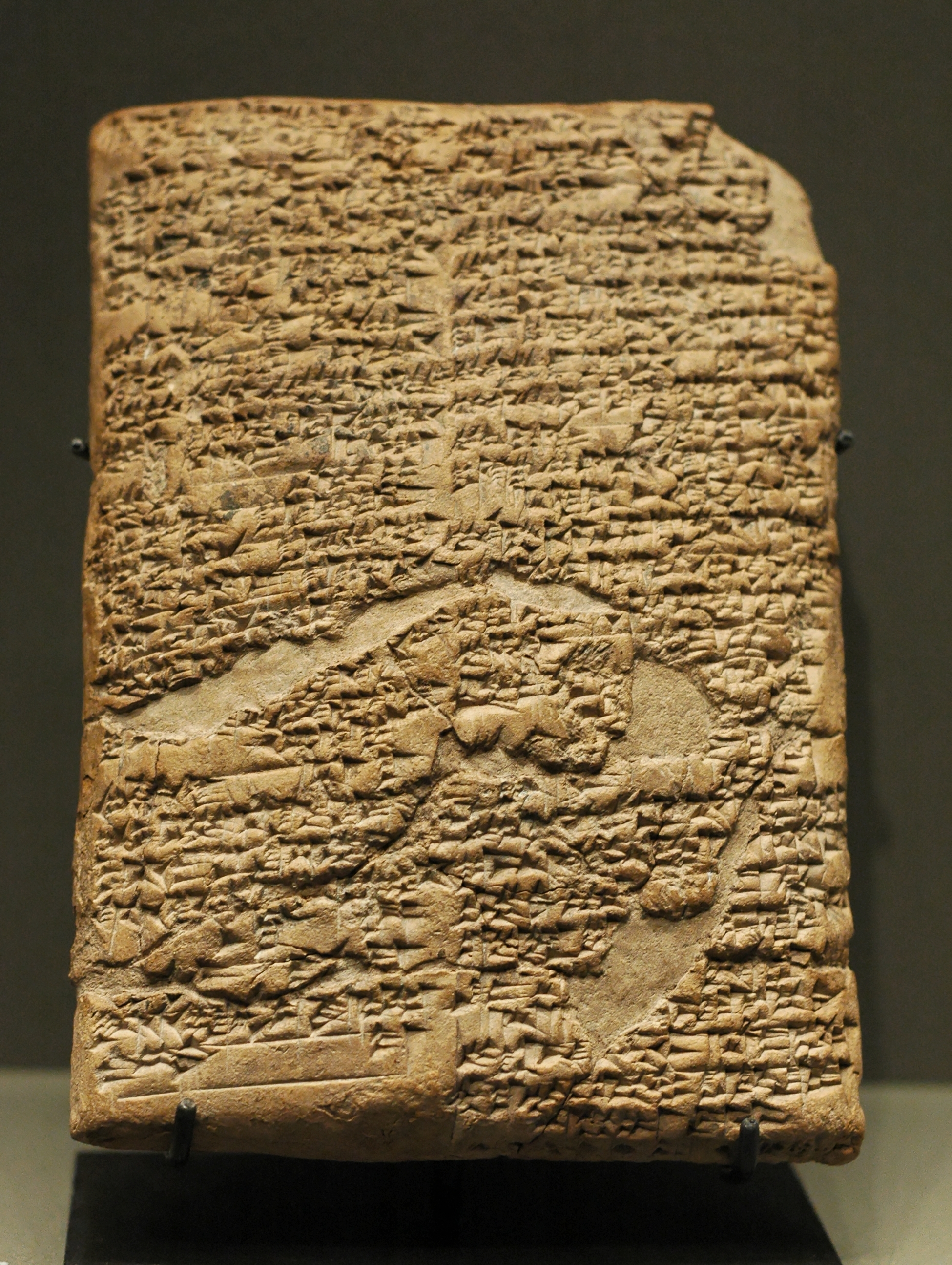
Табличка с текстом пролога к Законам

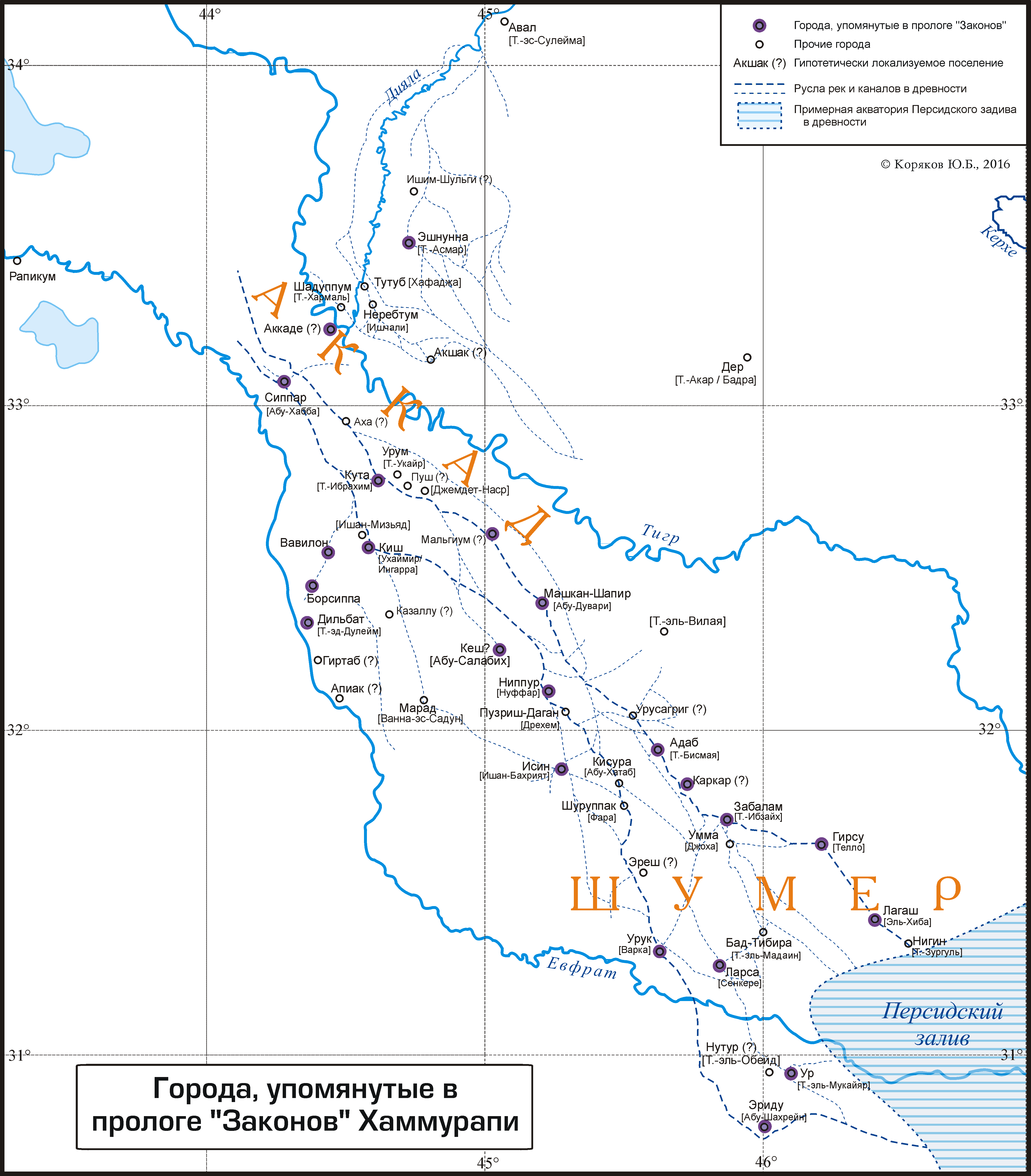
Города, упомянутые в прологе к Законам Хаммурапи. Карта Ю. Б. Корякова

Законы Хаммурапи начинаются прологом и заканчиваются эпилогом. Обе эти части написаны торжественным поэтическим, так называемым гимно-эпическим стилем и графически не отделены от законодательной части.
Повествование в прологе движется от начала времён: верховные боги Ану и Энлиль вручают богу-покровителю города Вавилона — Мардуку — власть над всем человечеством, называют Вавилон его «высочайшим именем» и устанавливают в нём «вечную царственность» — особую идеологическую субстанцию, следы которой могут быть обнаружены в позднеантичной теории translatio imperii. Таким образом, политическая гегемония Вавилона объясняется божественным выбором. Затем боги «называют по имени» (то есть вызывают к жизни) царя Хаммурапи «ради облагодетельствования людей», «дабы справедливость в стране была явлена беззаконным и злым на погибель, дабы сильный слабого не притеснял». После этого теологического обоснования легитимности царской власти в прологе перечисляются города и храмы, с которыми связаны славные военные и социально-экономические деяния Хаммурапи.
Содержащееся в прологе перечисление 26 городов организовано отчасти по теологическому, отчасти по географическому принципу. Первый блок (семь городов) имеет теологическую природу. В нём последовательно упоминаются Ниппур, Эриду и Вавилон (города главных божеств, которыми были Энлиль, Эа и Мардук), за которыми следуют четыре города, посвящённые астральным божествам: Ур (Син), Сиппар (Шамаш), Ларса (Шамаш) и Урук (Ану и Иштар). Города второго блока образуют своего рода круг в Центральной Вавилонии: он начинается в Исине, далее идёт на север (Киш и Кута), направляется на запад (Борсиппа), затем на юг (Дильбат) и возвращается в район Исина (Кеш). В третьем блоке сгруппированы города, расположенные вдоль Тигра и перечисленные снизу вверх по течению: он начинается в Лагаше-Гирсу, проходит через Забалам, Каркар, Адаб и Машкан-шапир и заканчивается в Мальгиуме. В четвёртую группу объединены самые поздние завоевания Хаммурапи: Мари и Туттуль, Эшнунна и Аккаде и, наконец, Ашшур и Ниневия. Некоторые важные города в прологе отсутствуют (например, Казаллу — по всей видимости потому, что Хаммурапи не пожелал упоминать имя города, который поднял против него мятеж незадолго до создания Законов).
Эпилог Законов содержит пропагандистские реляции по поводу мудрости Хаммурапи, а также оправдывает его действия волей богов. При помощи богов Хаммурапи желает сохранить вечное существование своих Законов от посягательства не только подданных, но и своих преемников на престоле. Тем преемникам, которые будут «почтительны» к его законодательству, Хаммурапи обещает поддержку богов, но тем, которые осмелятся что-либо исказить в Законах, он грозит страшными проклятиями, причём под их действие может попасть не только возможный преемник-царь, но и всякое другое лицо: «Будь он царь или эн, или энси, или просто человек, называемый по имени». Сам Хаммурапи называет себя в эпилоге «справедливым царём» и повторяет формулу, упоминаемую в прологе, — «дабы сильный слабого не притеснял, дабы сироте и вдове была оказываема справедливость»; категория «справедливость» (mīšarum) встречается и в других правовых памятниках Месопотамии. Бедствия, перечисленные в эпилоге, не ограничиваются только царём: преступления влекут за собой проклятия общественного характера, выходящие за границы личности монарха — голод, нужду, смуту, мятеж и т. д. Таким образом, приведённая санкция Законов устанавливает своеобразную круговую поруку за их неприкосновенность: в царе совмещается весь народ, и весь народ отвечает за своего царя.

### Отправление правосудия

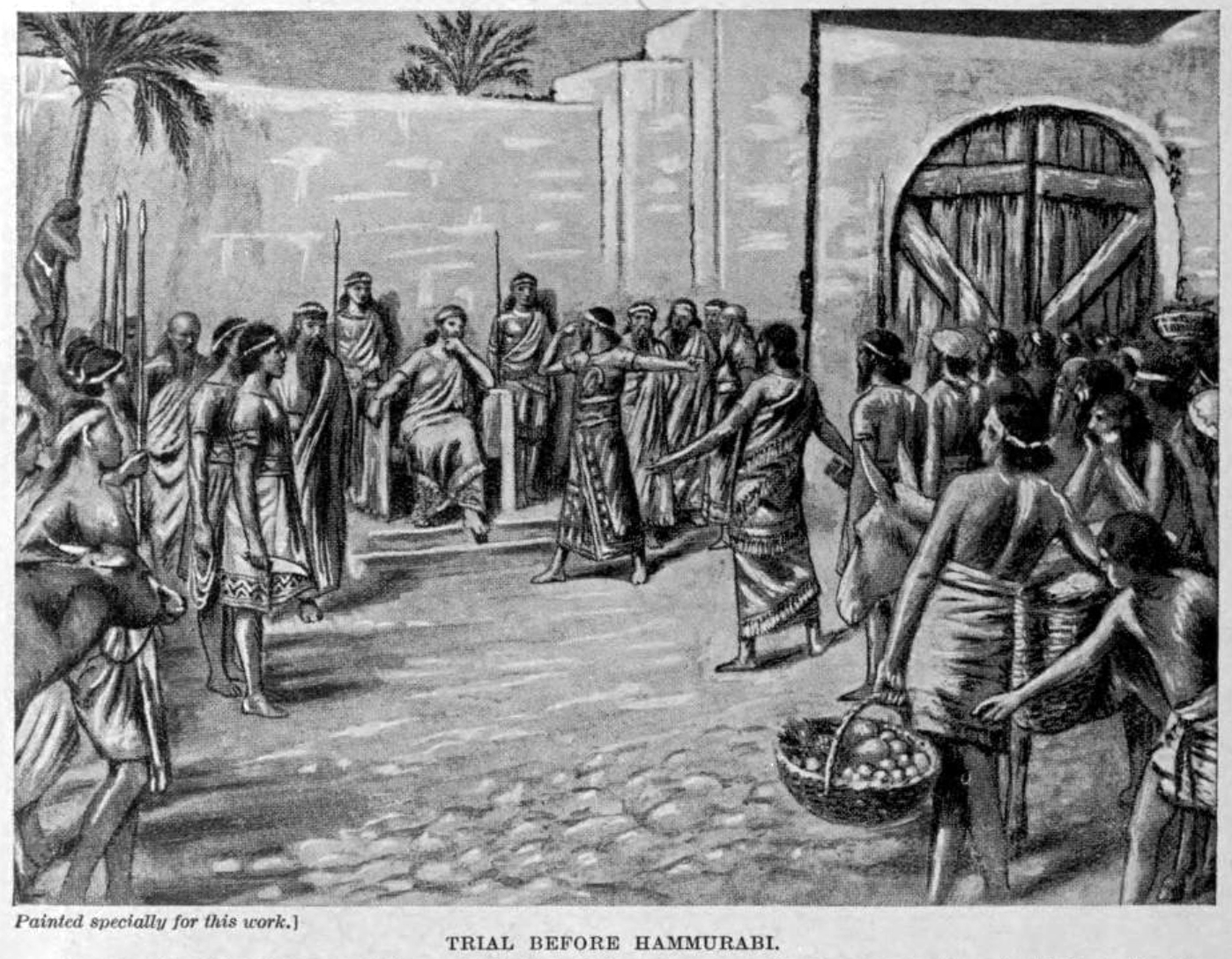
Суд Хаммурапи. Иллюстрация из Hutchinson’s story of the nations, 1914

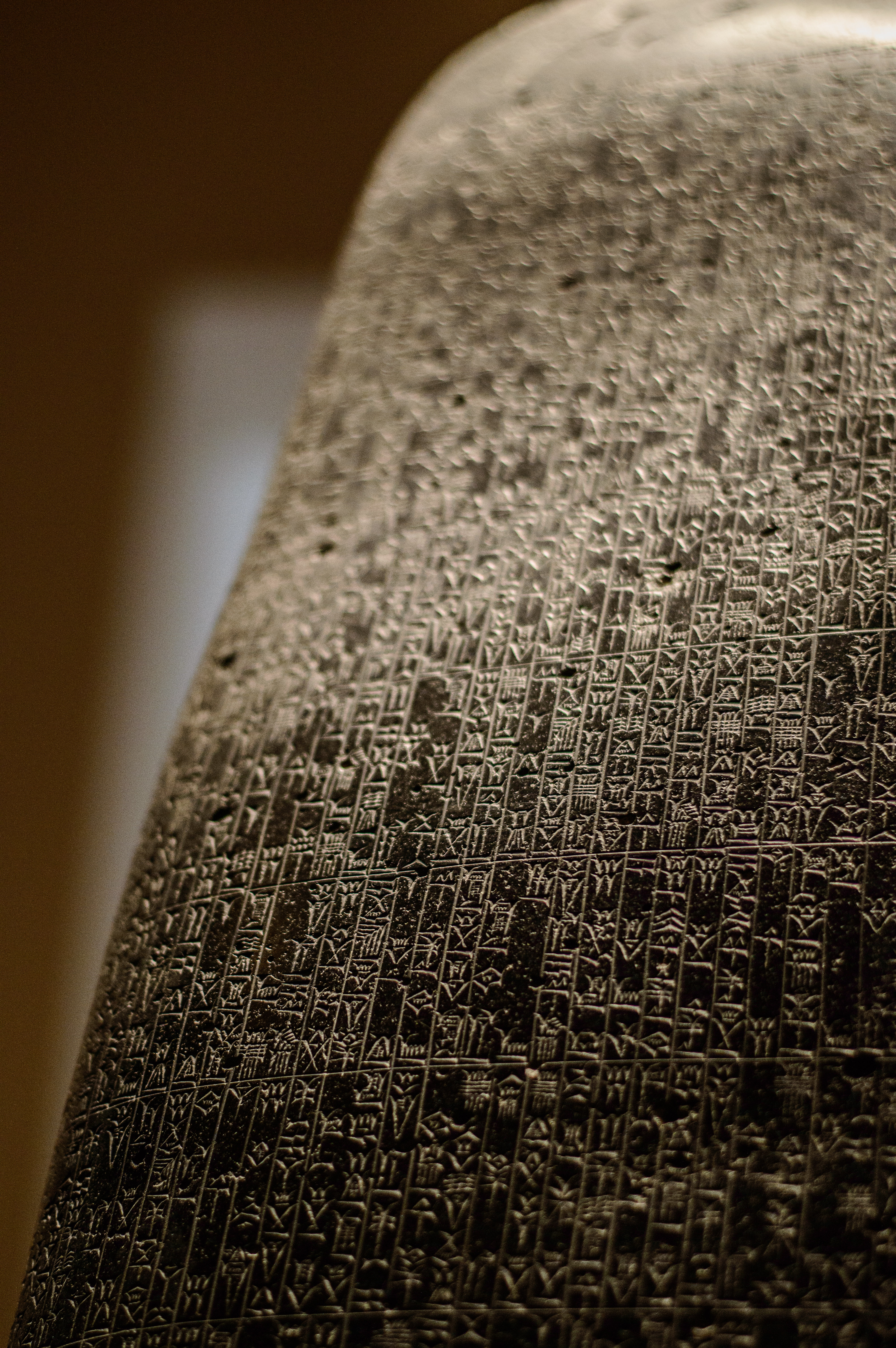
Деталь стелы с Законами

Первый раздел Законов Хаммурапи исчерпывающим образом устанавливает принципы отправления правосудия, то есть применения тех норм, которые изложены в дальнейшем тексте Законов. Эта группа законоположений начинается с установления наказаний за ложные обвинения в убийстве и чародействе. Здесь законодатель впервые провозглашает основной принцип наказания — принцип талиона, который в дальнейшем последовательно проводится через весь текст Законов. За обвинение в убийстве, хотя бы только не доказанное (а не прямо разоблаченное в своей ложности) полагается смертная казнь (§ 1). За ложное обвинение в чародействе обвинителю грозит потеря дома и смерть; если такое обвинение доказано, то обвинитель может забрать себе дом обвинённого (§ 2).
Смысл первых двух параграфов остаётся во многом неясным. Убийства в среде свободных вавилонян происходили очень редко, каждый такой случай становился сенсацией, а решение по такому делу веками переписывалось и изучалось в школах. На этом основании некоторые исследователи полагают, что § 1 Законов Хаммурапи трактует не о простых убийствах, практики по которым было крайне мало, а о причинении смерти чародейством; отсюда следует, что первые два параграфа касаются одного и того же вопроса. Дошедшие до нас записи заклинаний против колдовства позволяют сделать вывод о том, что обитатели древней Месопотамии испытывали постоянный страх перед колдунами. Таким образом, вполне возможно, что параграфы 1 и 2 карают недоказанные обвинения в различных видах магического воздействия (причинившего или не причинившего смерть), поскольку случаи таких обвинений с учётом менталитета вавилонян могли быть весьма нередки. Однако сохранившаяся судебная практика по делам, предусмотренными этими параграфами, весьма скудна, вследствие чего какие-либо выводы о соотношении теории и практики остаются невозможными.
В § 2 обнаруживается один из немногих случаев, когда законодатель устанавливает также процедуру расследования дела. Общий принцип, которым руководствуется законодатель, таков: если по самой своей сущности обвинение не может быть подтверждено свидетельскими показаниями или документально, надлежит прибегать к ордалиям — «божьему суду». Последний может заключаться либо в клятве во имя богов (и царя), либо, в более серьёзных случаях, в испытании водой — допрашиваемый погружался в реку, и если он тонул, то считалось, что бог реки покарал виновного; если же ему удавалось продержаться в воде, он считался оправданным (точного описания процедуры ордалии не сохранилось). Принципиальной разницы между этими двумя видами «божьего суда» не было: древние верили, что клятвопреступника ожидает неминуемая кара богов, при водной же ордалии эта кара должна была последовать незамедлительно и заключаться в смерти преступника. Ввиду особой опасности чародейства обвиняемый должен был оправдываться посредством ордалии; для всех остальных случаев законодатель руководствуется вполне современным процессуальным принципом — обвинение должно быть доказано самим обвинителем, а сомнение толкуется в пользу обвиняемого. Какие-либо сведения о существовании в Вавилоне разыскного процесса (включая пытки) отсутствуют; в отношении рабов пытки, по-видимому, считались допустимыми, но для этого требовалось согласие их хозяев.
Помимо ложных обвинений законодатель карает и лжесвидетельство. Если свидетель дал показания по делу, угрожающему смертной казнью, но «слова сказанного не подтвердил», то он подлежит смерти (§ 3). По делам о «зерне или деньгах» свидетель, давший не доказанные им показания, несёт то́ наказание, которое грозило обвиняемому (§ 4).
Согласно § 5 судья, изменивший собственный судебный акт, отрешался от должности и должен был двенадцатикратно возместить потерпевшему сумму иска, которая предъявлена по данному делу. Данная норма традиционно толковалась как наказание судьи, изменившего своё решение за взятку; однако в настоящее время считается, что § 5 устанавливает принцип non bis in idem (с лат. — «не дважды за одно и то же»), то есть не допускает повторного рассмотрения дела тем же судом по тем же основаниям. Из текста этой нормы также следует, что решение суда вступало в силу немедленно после того, как суд решил дело и выдал «документ с печатью».
Сохранившиеся вавилонские документы, освещающие судебный процесс, показывают, что отличительными чертами судопроизводства были состязательность и устность. Равноправные стороны выступали перед судьями, которые выслушивали их устные заявления и показания, а также показания свидетелей, знакомились с документами, прибегали в случае надобности к «божьему суду» и, наконец, объявляли своё решение. Состязательность и частный характер процесса выражались и в том, что даже явку ответчика в суд должен был обеспечить сам истец, в том числе прибегая к силе. Ход судебного разбирательства не протоколировался, а решение или приговор объявлялись устно; упоминаемый в § 5 «документ с печатью», изготовляемый судом, был, скорее всего, не привившимся нововведением. Судебная инстанция во всех случаях существовала только одна — городской, храмовый или царский суд; последний осуществлялся царскими судьями (аккад. dayyānum), которые рассматривали дела коллегиально. В тех случаях, когда по ходу дела обнаруживалась необходимость в «божьем суде», дело передавалось в храм, где и решалось по существу. Решение суда было во всех случаях окончательным и не подлежало обжалованию: распространённое представление о царе Вавилона как о «верховном судье», к которому можно было апеллировать, не подтверждается текстами. Если царь и выступал в роли судьи, то весьма редко и в исключительных случаях; однако он имел право помилования, по крайней мере, в отношении некоторых категорий осуждённых (§ 129).

### Охрана собственности царя, храма, общинников и царских людей

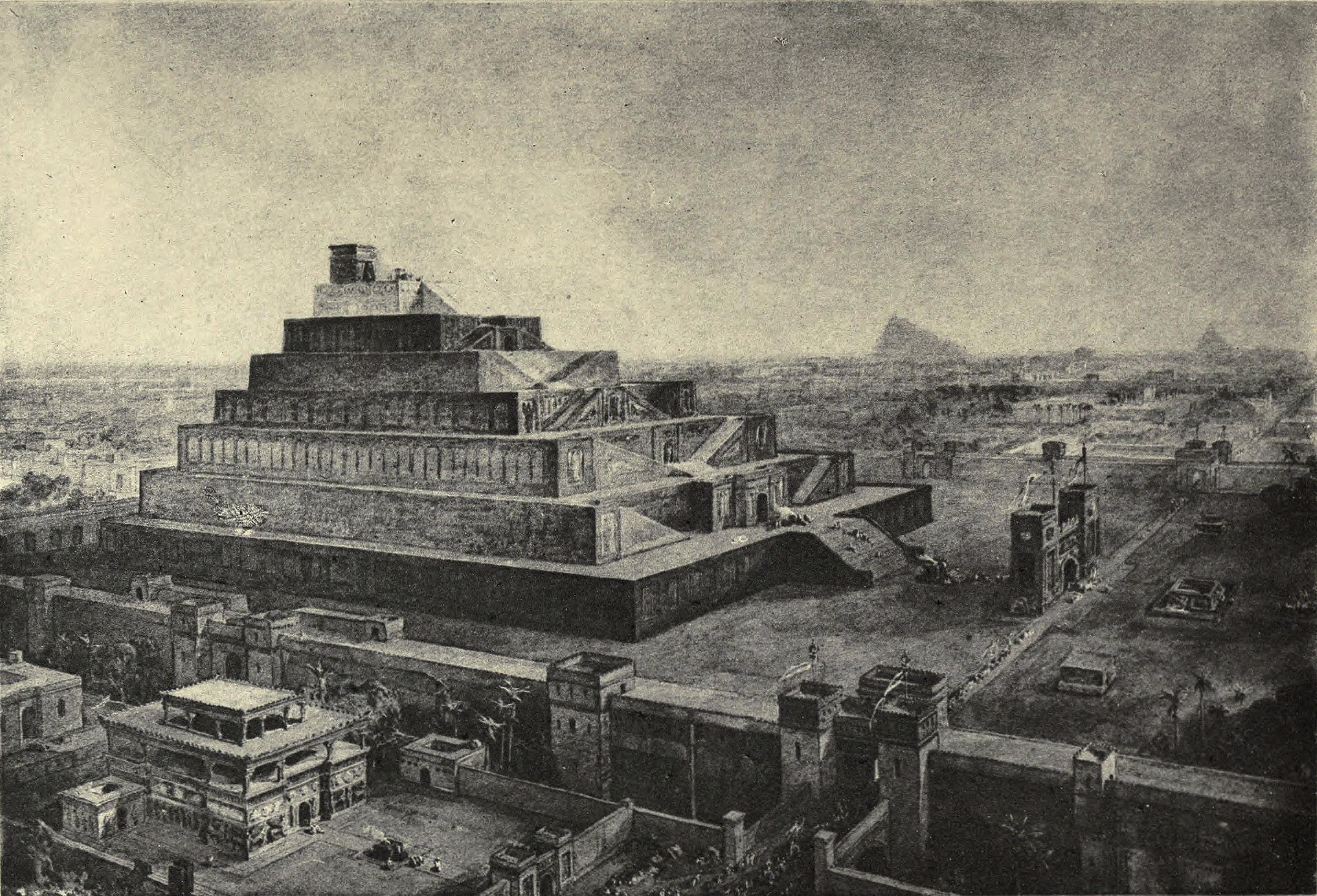
Вавилонский храм Мардука. Литография У. Симпсона

Второй раздел Законов Хаммурапи посвящён охране собственности царя, храмов, общинников и царских людей. Этот раздел начинается с параграфов, устанавливающих общие положения о краже (аккад. šarāqum) и приравненных к ней проступках (§§ 6—8). Наказанием для вора, согласно обычаю, была смертная казнь, и лишь в некоторых случаях — многократное возмещение стоимости украденного. Именно для этих последних случаев, за отсутствием твёрдо установившейся практики, Законы определяют размеры возмещения.
Параграф 6 устанавливает, что человек, укравший «имущество бога или дворца» (то есть храмовое или государственное, но не царское), подлежит смерти. Согласно § 8 укравший имущество бога или дворца, находящееся вне священной территории («быка ли, овцу ли, осла ли, свинью ли, лодку ли»), карается более легко — тридцатикратным возмещением. Этот же параграф устанавливает и наказание за кражу имущества мушкенума — либо десятикратное возмещение, либо, в случае неплатёжеспособности, — смерть; по мнению ряда исследователей, объединение в одной норме имущества дворца и мушкенума свидетельствует о том, что имущество мушкенума включалось в понятие царской собственности. Параграф 7, казуистически выражающий представления о правоспособности и дееспособности, приравнивает к вору и карает смертью купившего или принявшего на хранение что-либо из рук несовершеннолетнего или раба, то есть лиц, находящихся под патриархальной властью, без свидетелей и договора. Положение этой нормы между параграфами 6 и 8 заставляет предполагать, что речь идёт о покупке и взятии на хранение именно краденого имущества, то есть взятого без разрешения главы семейства. Указание на отсутствие свидетелей и договора в данном случае является проявлением принципа caveat emptor (с лат. — «пусть покупатель будет бдителен»), который предполагает здесь злонамеренность со стороны покупателя.
Далее следуют параграфы, касающиеся виндикации похищенного имущества и связанных с этим правонарушений (§§ 9—13). Они по сути составляют один обширный параграф, устанавливающий необходимую процедуру и наказания. Общий принцип здесь таков: владелец и виндикант должны доказать добросовестность своих утверждений; то есть владелец должен доказать, что приобрёл вещь добросовестно — в этом случае ответственность несёт тот, у кого он её приобрёл (этот последний в свою очередь может доказывать свою добросовестность и т. д. вплоть до обнаружения вора). Виндикант же обязан доказать, что данная вещь у него действительно пропала. При обнаружении вора производится полная реституция имущества и покупной платы. Вор карается смертью, как и предъявивший ложное обвинение.
Следующие параграфы трактуют особые случаи присвоения чужого имущества. Особенности их могут заключаться либо в самом имуществе (дети, рабы), либо в способе его похищения. Среди них § 14 (кража ребёнка) является, скорее всего, нововведением: подобного рода кражи могли появится в связи с возросшей потребностью в рабах. Кража чужого раба специально не упоминается: она наказывалась как и всякая кража чужого имущества. В параграфах 15 (о выводе раба за городские ворота) и 16 (об укрытии беглых рабов в доме) речь идёт не о помощи беглым рабам дворца или мушкенума, а именно об их похищении; это действие каралось смертью.
Параграфы 17—20 также составляют единый параграф, посвящённый уже не похищению, а присвоению чужого беглого раба. Все возможные в этом случае повороты событий рассматриваются в строгой последовательности. Если человек, поймавший беглого раба или рабыню «в степи», вернёт их хозяину, он получит вознаграждение. Если рабовладелец неизвестен, он должен был разыскан. Если поймавший «удержит раба в своем доме», то есть присвоит, он будет казнён как вор. Если же раб убежит от поймавшего его человека, тот должен подтвердить это клятвой и будет свободен от ответственности.
Параграфы 21—24 посвящены грабежу и разбою. Здесь события также рассматриваются во временно́й последовательности. Если преступник совершил взлом — «стену чужого дома проломил» (но не успел совершить грабежа, так как был застигнут на месте преступления), он подлежит смерти и погребению перед проломом (§ 21). Если грабёж совершён и грабитель пойман, он также подлежит смерти (§ 22). Если грабитель не пойман, ответственность за имущественный ущерб (§ 23) и за гибель домочадцев (§ 24) несёт община, на которой, следовательно, лежит обязанность поддержания порядка, а возможно и просто обязанность взаимопомощи; в отличие от имущественных требований, претензия ограбленного в случае отсутствия вора должна быть полностью удовлетворена в силу одной лишь клятвы.
Заключительный § 25 раздела посвящён случаю, когда человек, пришедший тушить пожар в чужом доме (пожары в тесных улочках древневавилонских городов случались нередко и представляли очень большую опасность для соседей), похитил что-либо из имущества хозяев горящего дома. Погасить горящий дом было вряд ли возможно, старались лишь отстоять от огня соседние дома и по возможности спасти домашнее имущество. Возникающей при этом суматохой и пользовались воры. Схваченные на месте, они тут же подвергались наказанию — их надлежало бросить «в этот самый огонь», то есть в горящий дом. Как и § 21 о погребении взломщика перед проломом, § 25, по-видимому, допускает возможность бессудной расправы на месте преступления.

### Охрана имущества, полученного за службу

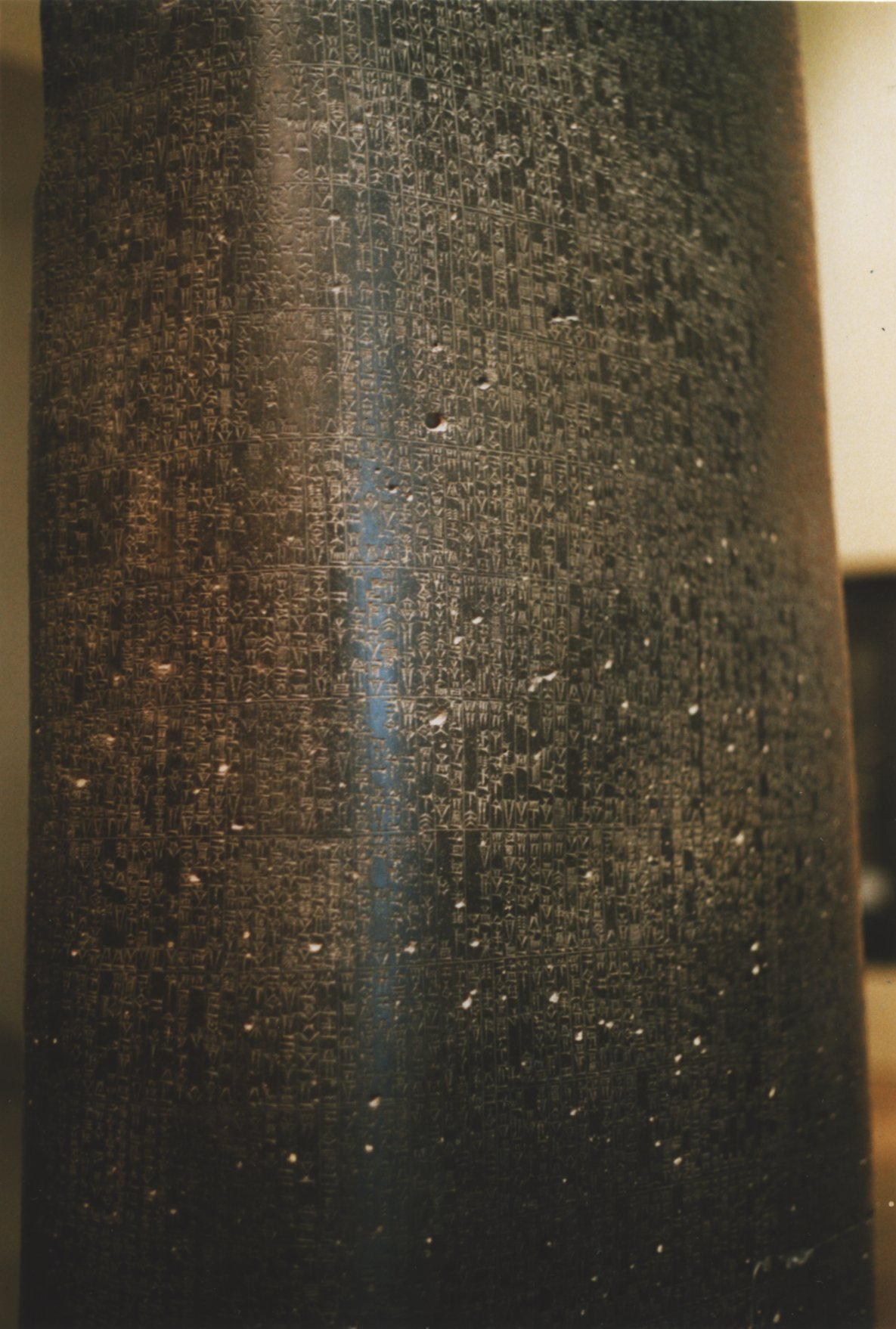
Деталь стелы с Законами

Раздел Законов, посвящённый охране служебного имущества, начинается с § 26, карающего смертью редума или баирума, который отказался исполнить приказ об отправке «в царский поход» или послал вместо себя наёмника. Замена военнообязанного наёмником допускалась и имела место на практике, однако редум и баирум получали от царя служебный надел именно взамен обязанности нести военную службу. Воин, не исполняющий этой обязанности, утрачивает правовой титул на полученное им от царя хозяйство и приравнивается к вору. Именно поэтому § 26 и следует непосредственно за параграфами, устанавливающими наказание за незаконное присвоение имущества. Вероятно, профессиональные воины подвергались специальному отбору и обучению и были приписаны к определённым воинским подразделениям, постоянно находясь под начальством соответствующих офицеров. В случае допущения наёмничества или неявки на службу боеспособность таких подразделений была бы резко снижена. По этой причине уклонение воина от службы приравнивается к наиболее злостным разновидностям кражи и карается подобно им. Служебный надел уклониста передаётся нанятому им наёмнику, который и становится воином вместо него.
В §§ 27—29 говорится о служебном наделе воина, который не может нести службу — ильк (аккад. ilkum) по не зависящим от него обстоятельствам: он взят в плен «в крепости царской». Как общее правило, устанавливается (§ 27), что воин, вернувшийся из плена, получает назад свой надел и продолжает нести службу. Если же у воина, не вернувшегося из плена, имеется годный к несению службы сын, то последний становится заместителем отца и владельцем его надела — «службу своего отца он будет служить» (§ 28). Из этого следует, что должность воина была в принципе наследственной, но лишь в том случае, если его сын годен к службе; в случае малолетства сына его матери передавалась треть служебного надела (§ 29) — своего рода пенсия по утрате кормильца.
Хаммурапи вообще очень заботился о воинах и старался сделать их службу более привлекательной. Именно поэтому §§ 30 и 31 устанавливают, что воин, который ради избавления от службы бросил свой надел и ушёл, может получить его обратно, если будет отсутствовать не более года. Он окончательно теряет право на служебный надел лишь в случае трёхлетнего отсутствия; при сроках от 1 до 3 лет дело, видимо, решалось по усмотрению военного начальства. В русле поддержки военного сословия следует и § 32, устанавливающий порядок выкупа воина, попавшего в плен. Пленного воина выкупает вавилонский купец — тамкар, который также даёт ему «возможность достигнуть своей общины»; такой выкуп был обязанностью тамкаров, которые во времена Хаммурапи были царскими людьми. Далее устанавливается порядок возмещения тамкару затраченных средств. Если необходимые средства имеет сам воин, «он сам себя должен выкупить». Если же средств у него нет, он должен быть выкуплен «храмом его общины», а если нет средств и в храме, его выкупает дворец. В двух последних случаях речь идёт о выкупе за казённый счёт, но при этом законодатель подчёркивает, что служебный надел не может быть израсходован на выкуп воина.
Тенденция к недопущению того, чтобы служебные наделы воинов использовались не по их прямому назначению, и одновременно к защите самих воинов от произвола и других злоупотреблений чётко прослеживаются и в дальнейших параграфах. Так, §§ 33 и 34 запрещают брать людей из хозяйств воинов на чрезвычайные повинности, а также принимать на военную службу наёмников (взамен самих воинов). Запрещаются также различного рода притеснения со стороны начальства, включая неправедный суд (командные чины вавилонской армии обладали в отношении подчинённых как административной, так и судебной властью); за преступления подобного рода офицер (декум или лапуттум) подлежал смертной казни.
Остальные параграфы раздела посвящены охране служебного имущества от злоупотреблений, совершаемых не в рамках военной службы. Так, §§ 35—37 запрещают продажу служебного имущества: скота (§ 35), поля, сада и дома (§§ 36 и 37). Покупатель при этом «теряет своё серебро», а проданное имущество возвращается прежнему владельцу. Закон не устанавливает никакого наказания для продавца, а только для покупателя; продавец здесь рассматривается как пострадавший. Связано это с тем фактом, что купля-продажа недвижимости в эпоху Хаммурапи была, как правило, не добровольным соглашением равноправных партнёров, а результатом экономического или административного давления со стороны приобретателя. Хотя купля-продажа земли практиковалась уже в течение ряда столетий, в массовом сознании стойко удерживалось отрицательное отношение к этому акту, поскольку потеря родовой земли влекла за собой невозможность дальнейшего отправления родового культа и утрату гражданских прав. В Законах практически не содержится никаких указаний относительно продажи полей и домов, а в тех редких случаях, когда такая сделка вообще упоминается, на неё либо налагается запрет, либо она дозволяется при особых обстоятельствах.
Продолжением правил о недействительности договора купли-продажи служебного имущества являются §§ 38—41, дополняющие и разъясняющие предшествующие нормы. Параграф 38 следует непосредственно за запретом продажи и устанавливает, что редум, баирум и «плательщик дохода» не могут отчуждать своё хозяйство или его часть в пользу жены или дочери, а также по каким-либо обязательствам. Под обязательствами имеются в виду долговые обязательства под залог хозяйства; практически это означает запрет закладывать это имущество. Как и в случае с продажей земли или дома запрет здесь не сформулирован прямо, а возможные убытки перекладываются на плечи кредитора: законодатель относится отрицательно к залоговым сделкам и Законы не содержат упоминаний о залоге движимого или недвижимого имущества. § 39 устанавливает, что «из поля, сада и дома, которые он купил», редум может отписать что-либо своей жене или дочери, а также отдать «по обязательству»; фактически законодатель признаёт здесь отчуждение недвижимости, но делает это лишь косвенно. Свой служебный надел могут продавать жрица-надитум, тамкар и «несущий иную службу» — но с условием, что покупатель принимает на себя их служебные обязанности (§ 40). Параграф 41 запрещает обмен служебных наделов и тоже сформулирован таким образом, что редум и баирум рассматриваются как пострадавшие, то есть как вынужденные к обмену; они не только не несут никакого наказания, но получают назад свою прежнюю недвижимость и оставляют у себя полученную доплату.

### Операции с недвижимостью и деликты в отношении недвижимости

#### Аренда полей и деликты в отношении поля

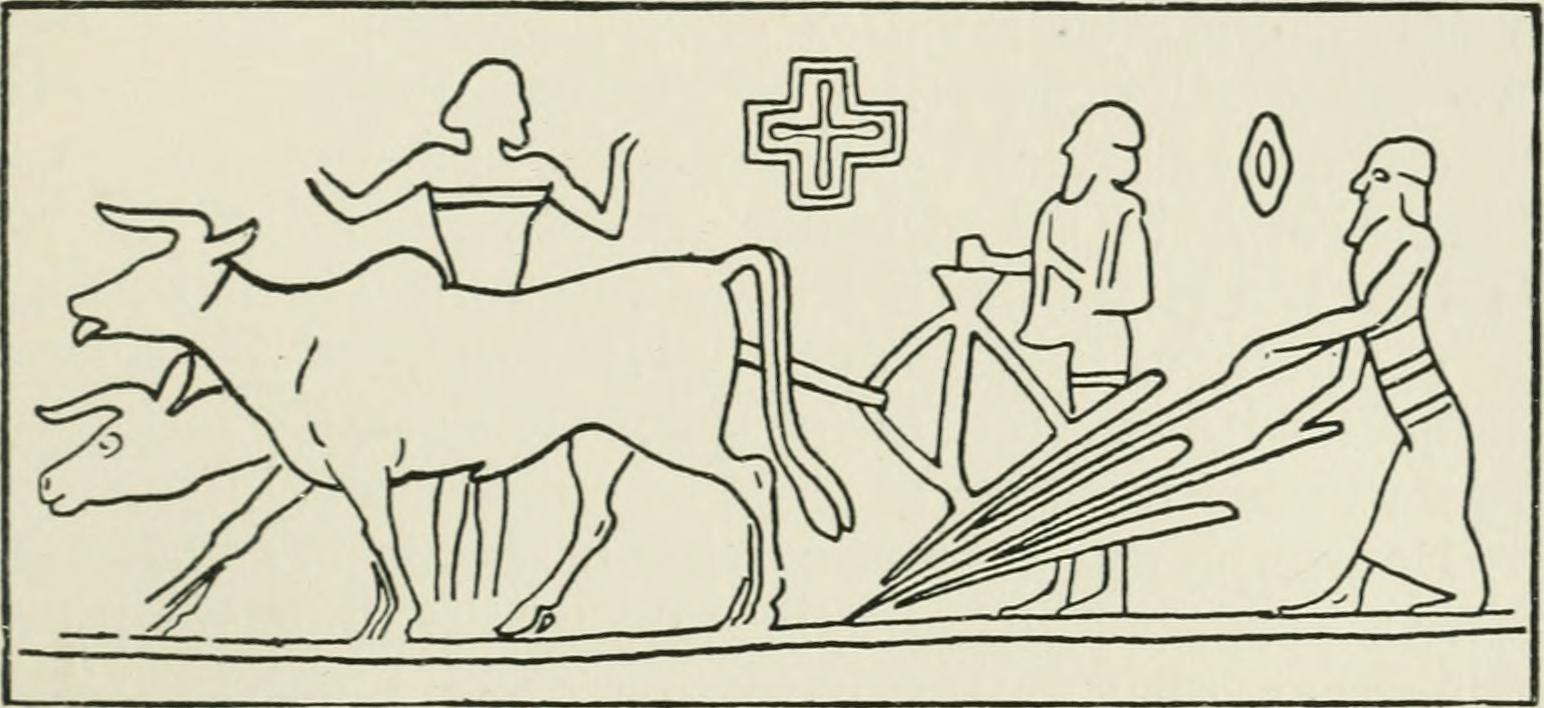
Сельскохозяйственные работы в Вавилонии

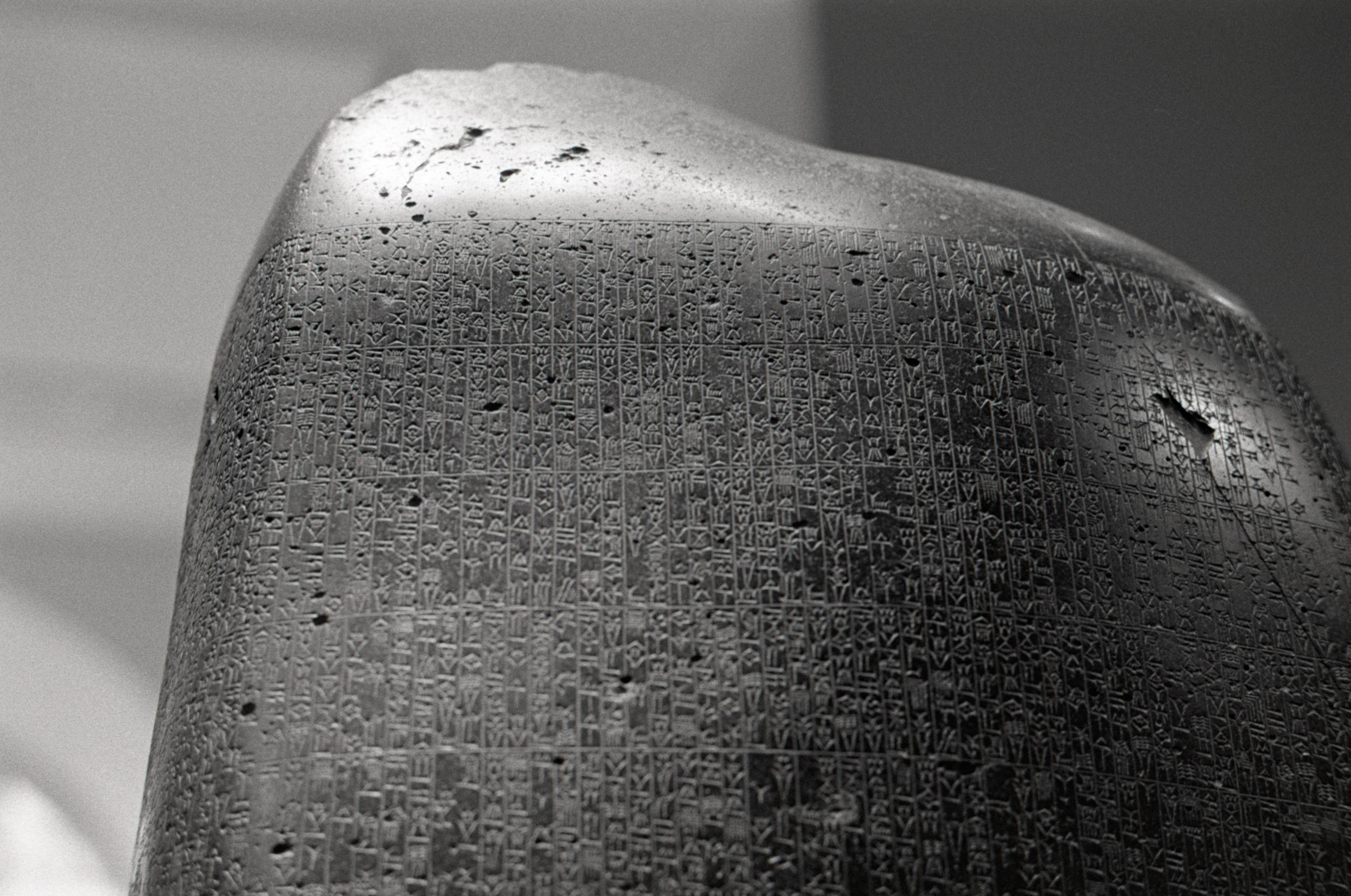
Деталь стелы с Законами

Четвёртый раздел Законов Хаммурапи посвящён операциям с недвижимостью и деликтам в отношении недвижимого имущества, уделяя большое внимание различным видам аренды. В начале (§ 42) устанавливается ответственность арендатора, не вырастившего урожай на арендованном поле: если арендатор нерадиво отнёсся к работе, вследствие чего не вырос хлеб (а также произошло зарастание поля сорняками, то есть был нанесён прямой ущерб хозяину поля) то он должен быть «изобличён» и отдать хозяину поля «зерно как соседи его» (то есть должен отдать арендодателю всё зерно, которое могло бы вырасти на этом поле). Параграф 43, являющийся продолжением предшествующего, устанавливает ответственность арендатора, который вовсе не производил на арендованном поле никаких работ, оставив поле под залежь: в этом случае он обязан привести поле в пригодное состояние и отдать хозяину поля «зерно как соседи его». Параграф 44 регулирует ответственность арендатора, взявшего землю на три года (без всякой арендной платы — хозяин земли довольствуется тем, что получает её в пригодном для дальнейшего использования состоянии); арендатор, не выполнивший свои обязанности по такому договору в течение трёх лет, обязан выполнить их на четвёртый год (вспахать, разбить комья, взборонить), уплатив, кроме того, за каждый бур земли 10 гур зерна.
Параграфы 45—48 посвящены дальнейшим уточнениям и дополнениям арендного права. Если урожай погиб после того, как была уплачена арендная плата, то весь убыток лежит на арендаторе (§ 45). Если же уплата предполагалась лишь после уборки урожая, то арендодатель делит убытки с арендатором (§ 46). Параграф 47 позволяет арендатору в этом случае (а также в случае других убытков не по его вине) продлить арендный договор. Отражением политики правителей Месопотамии, пытавшихся облегчить долговое положение населения, является § 48, разрешающий перенос уплаты долга в случае стихийного бедствия на следующий год, а рост за этот бедственный год отменяющий.
Следующие параграфы посвящены своего рода кабальным арендным сделкам. В § 49 речь идёт об аренде, недобровольной для арендодателя и заключённой под нажимом заимодавца-тамкара, где одолженная сумма рассматривалась как арендная плата, а заимодавец-арендатор зачастую забирал весь доход с поля, заведомо превышавший сумму долга с процентами. Законодатель препятствует подобным злоупотреблениям, устанавливая, что урожай с поля собирает его хозяин, который обязан возместить кредитору лишь свой долг, рост и расходы по обработке поля. Параграф 50 предусматривает ещё более вопиющий случай, когда в такую недобровольную аренду отдаётся поле с уже выращенным урожаем, который остаётся лишь собрать; кредитор отказывается дать должнику отсрочку даже на необходимый для сбора урожая срок, и такую отсрочку предоставляет закон. Параграф 51 предоставляет должнику возможность выплатить денежный долг не деньгами, а натурой. Параграф 52 предоставлял кредитору известные гарантии на тот случай, если должник был действительно нерадив: последний в таком случае не мог «изменить свой договор».
Далее следует группа узаконений, касающаяся деликтов в отношении чужой недвижимости — поля. Так, § 53 устанавливает ответственность землевладельца, который не укрепил должным образом обваловку своего поля, вследствие чего вода прорвала её и затопила орошаемую землю. Орошение в Месопотамии было бассейновым: вода хранилась в специальных бассейнах, обнесённых дамбами, так что её уровень был выше полей. При необходимости воду пускали на обвалованное поле, где она впитывалась в землю. Производить такое орошение надо было строго в установленные сроки, прорыв воды на поле в неподходящее время мог быть катастрофой. В данном случае речь идёт о катастрофе в масштабах целого поселения, что обусловливает суровость санкции: виновный должен возместить «зерно, которое он погубил», то есть уплатить довольно значительную сумму. Если он не в состоянии это сделать, то обращается в рабство: «его самого и его имущество за серебро должны продать, а жители орошаемой земли, чье зерно унесла вода, пусть разделят это серебро» (§ 54). Параграф 55 предусматривает затопление вследствие небрежности одного лишь соседнего поля, за что виновный должен отмерить пострадавшему «зерно как у его соседа». Параграф 56 предусматривает причинение ущерба полевым работам, которые, возможно, приходится начать сначала; возмещение в этом случае равно 10 гур зерна за каждый бур поля.
Параграфы 57 и 58 посвящены ущербу, причинённому полю из-за потравы его скотом. Мелкий скот, видимо, загоняли после жатвы на поля для кормления пожнивными остатками и выросшей на поле травой. Делалось это с разрешения хозяина поля и, возможно, за определённую плату. В § 57 предусматривается потрава скотом именно несжатого поля без ведома хозяина. На такой случай устанавливается, что хозяин соберёт урожай (уменьшенный), а в возмещение убытков пастух уплачивает ему 20 гур зерна за каждый бур поля. Параграф 58 предусматривает случай, когда в результате потравы, в нарушение запрета выпаса («и знак окончания выпаса на городских воротах был вывешен»), урожай погублен полностью. Возмещение в этом случае в три раза больше санкции предыдущего параграфа — 60 гур зерна за каждый бур поля.

#### Аренда садов, домов и соответствующие деликты

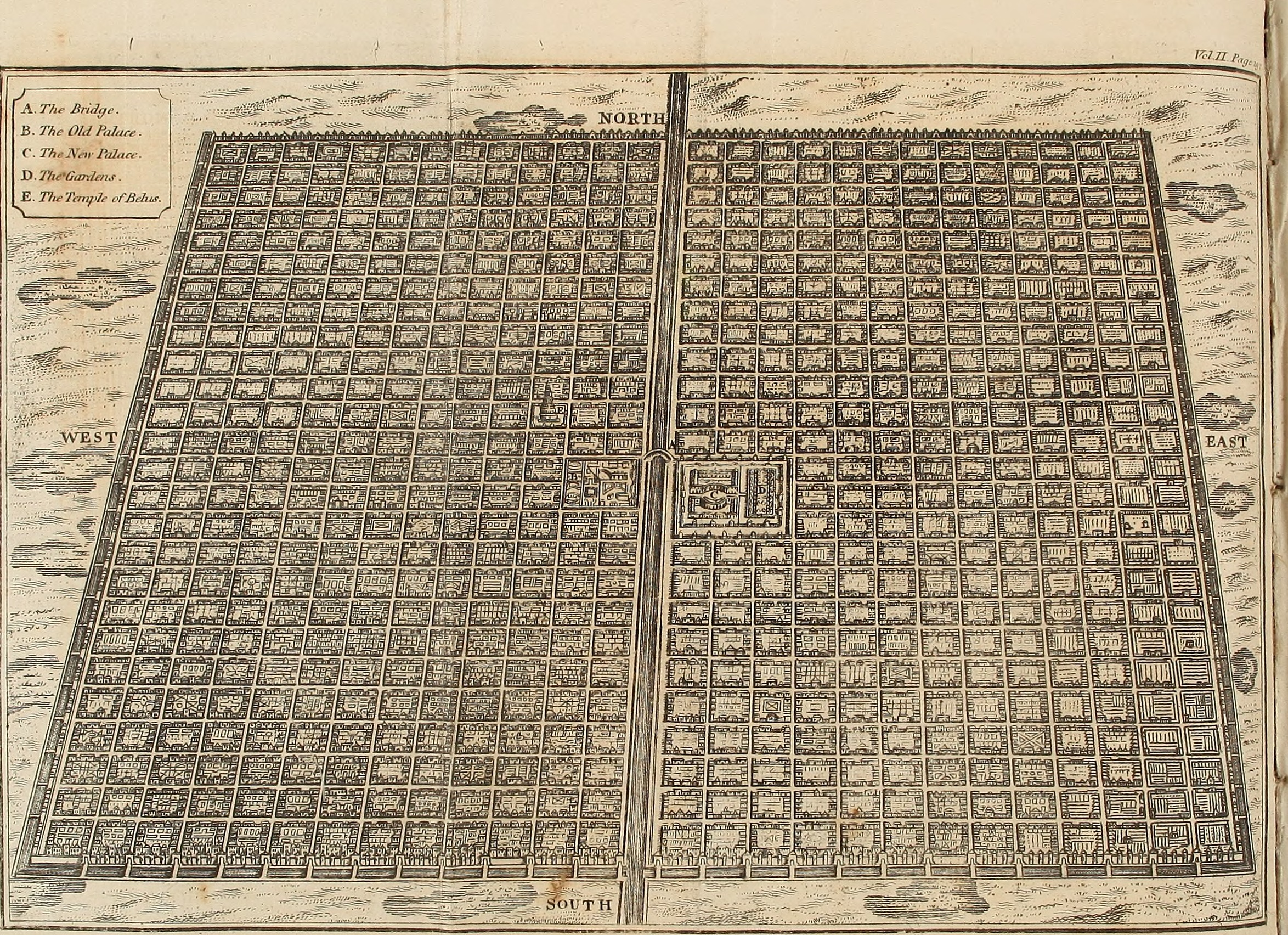
Город Вавилон. Гравюра из «Древней истории» Роллена

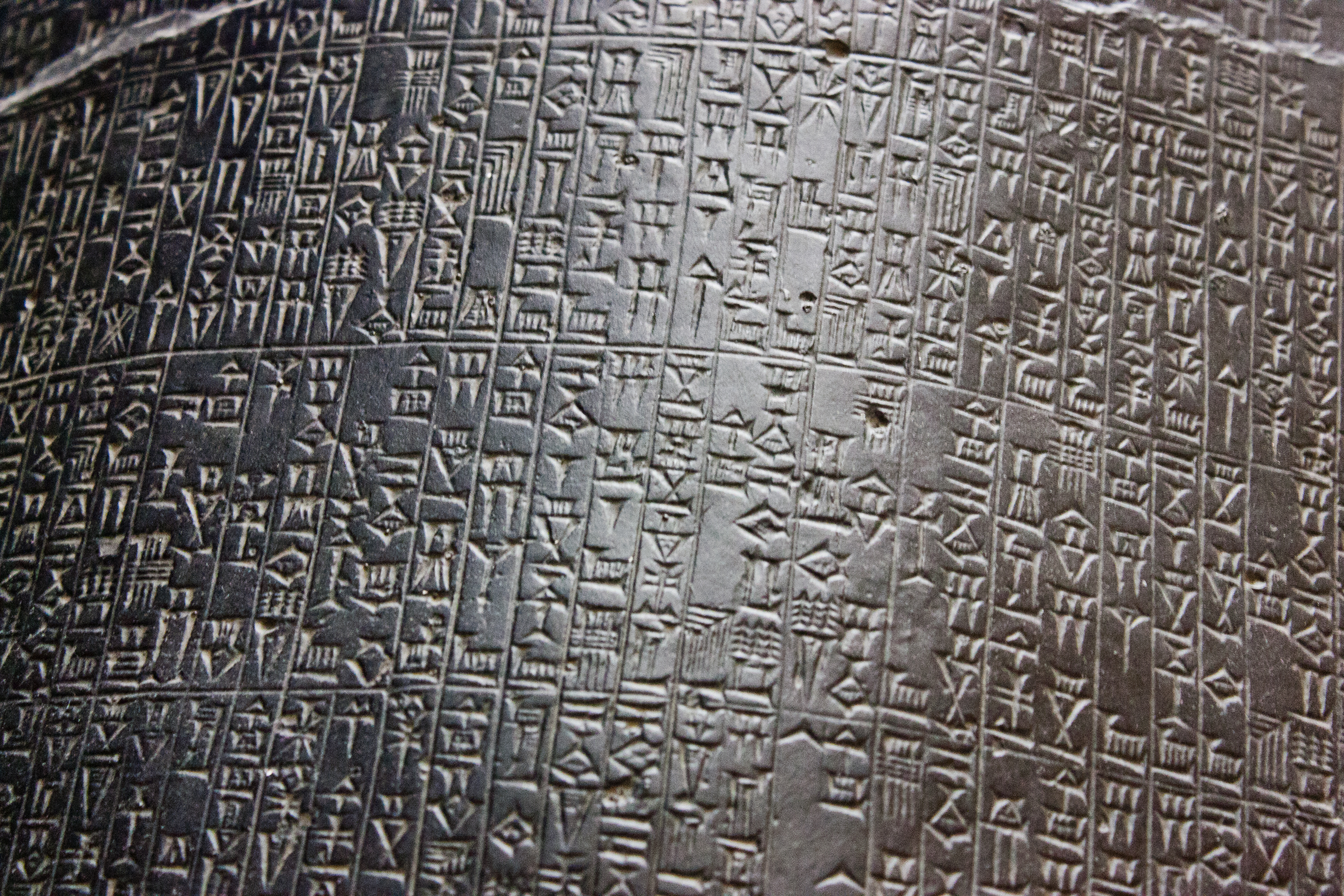
Деталь стелы с Законами

С § 59 начинается группа узаконений, касающихся различного рода сделок и деликтов по поводу садов. В соответствии с принципом ассоциации (предшествующий параграф касается причинения вреда полю) § 59 устанавливает наказание за порубку дерева без ведома хозяина сада — достаточно значительную сумму в 0,5 мины серебра. В §§ 60 и 61 устанавливается, что плата за труды по насаждению сада составляет половину этого сада; раздел сада между землевладельцем и садовником происходит на пятый год, когда результаты работы уже хорошо видны, но настоящего плодоношения ещё нет. Параграф 61 гласит, что если садовник засадил отведённое ему поле не полностью, то незасаженную часть (залежь) «в состав его доли должны ему включить». Если садовник вообще не выполнит своих обязательств по насаждению сада, то последствия могут быть двоякими. Если поле было пахотным, садовник должен выполнить свою работу и сверх того выплатить хозяину «доход поля за годы, когда оно было заброшено» (§ 62). Если же полученное садовником поле было залежным, то он должен выполнить работу и уплатить за один год 10 гур зерна за каждый бур поля (§ 63). В связи с этими выплатами законодатель вводит норму, устанавливающую размер арендной платы за сад — две трети урожая (§ 64). Поскольку вавилонские сады (как правило, финиковые) нуждались в весьма трудоёмкой работе по искусственному опылению, § 65 устанавливает, что если садовник не делал этой работы и тем самым снизил урожайность, он должен отдать хозяину сада весь «урожай сада, как сосед его».
От аренды добровольной законодатель переходит к аренде вынужденной (§ 66). Формулировка этого параграфа обрисовывает ситуацию, о которой уже говорилось в связи с такой же кабальной арендой поля: «Если человек серебро у тамкара в долг взял, и этот тамкар его прижимает, и ничего для уплаты долга у него нет», собственник сада вынужден отдать свой сад в кабальную аренду тамкару. Это ещё более вопиющий случай, поскольку финиковый сад был гораздо доходнее поля. Законодатель запрещает тамкару соглашаться на передачу сада и предоставляет хозяину сада отсрочку до тех пор, пока он сможет собрать урожай и продать его часть для погашения долга.
По-видимому, через какие-то вынужденные сделки законодатель совершает переход к следующему виду аренды недвижимости — домов. Параграф 67 сильно разрушен, от него сохранилась лишь вступительная фраза о постройке дома. Далее следует лакуна, содержавшая, возможно, до трёх параграфов (68—70). Начало § 71 тоже разрушено, но сохранилась фраза «за плату… он ему не отдаст». Предположение о кабальной сделке подтверждается сохранившейся далее частью этого параграфа: лицо, пытающееся купить «дом, связанный с повинностью и относящийся к хозяйству его соседа», теряет отданную им плату, а имущество возвращается к прежнему хозяину. Заключительная фраза параграфа позволяет приобретать дом, если на нём не лежит повинность. Этот и следующий параграф 72, трактующий о самовольной застройке чужой пустоши, связаны с особенностью жизни старовавилонского города — чрезвычайной скученностью, теснотой и в то же время наличием заброшенных участков. Рост семьи нередко вынуждал её главу прикупать соседние дома или пустоши под застройку; дома стояли вплотную друг к другу, и нужно было лишь пробить в стене дверной проём. Такую покупку законодатель, отрицательно относящийся к продаже домов и полей, разрешает в качестве особого обстоятельства.
Та же цель охраны от злоупотреблений со стороны сильных и богатых прослеживается в § 73, касающемся аренды дома. Хозяин дома, получивший с жильца арендную плату серебром за год вперёд и пытающийся расторгнуть договор до истечения срока, «серебро, что жилец ему дал, теряет». Из этого, видимо, следует, что если деньги не уплачены вперёд, арендный договор может быть расторгнут домовладельцем в любое время. Последующие стёртые параграфы (74—85), видимо, регулировали взаимоотношения домовладельца с жильцом. Из них пока более или менее восстановлены лишь некоторые параграфы. В частности, в § 84 говорится о соседнем доме, который заброшен или вообще превратился в руины; поскольку вследствие наличия общих стен с другими домами через заброшенный дом к соседям могли забраться воры, Законы устанавливают что соседи должны сделать хозяину заброшенного дома предупреждение, а затем и заявить о пропаже имущества, если таковая имела место. Конец параграфа разрушен, но из сохранившихся документов известно, что хозяин заброшенного дома должен был в этом случае возместить потерпевшему пропавшее имущество в двойном или тройном размере. Опубликованный в 1991 году фрагмент Законов заполняет лакуну между параграфами 78 и 79; речь в этом тексте идёт об арендаторе, который захотел купить дом, где он проживает. Законодатель предоставляет ему такое право при условии выплаты «полной цены».

### Коммерческие операции, их участники и деликты, связанные с коммерческими операциями

#### Деятельность торговцев и ростовщиков

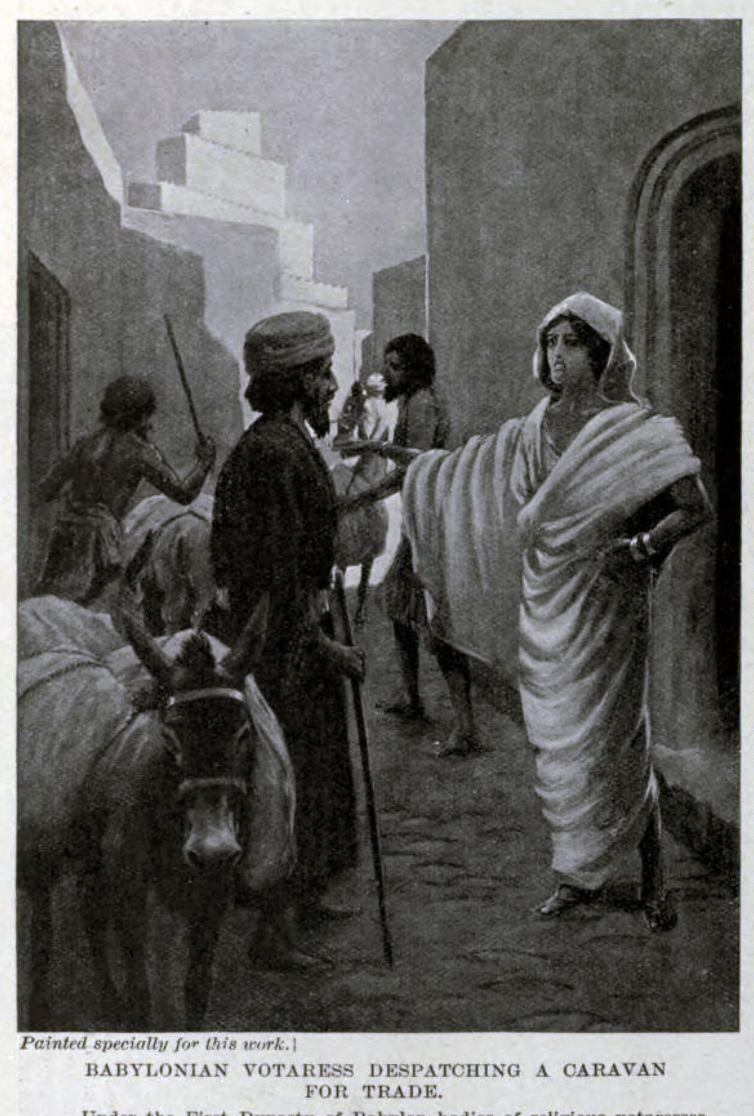
Вавилонская жрица с торговым караваном. Иллюстрация из Hutchinson’s story of the nations, 1914

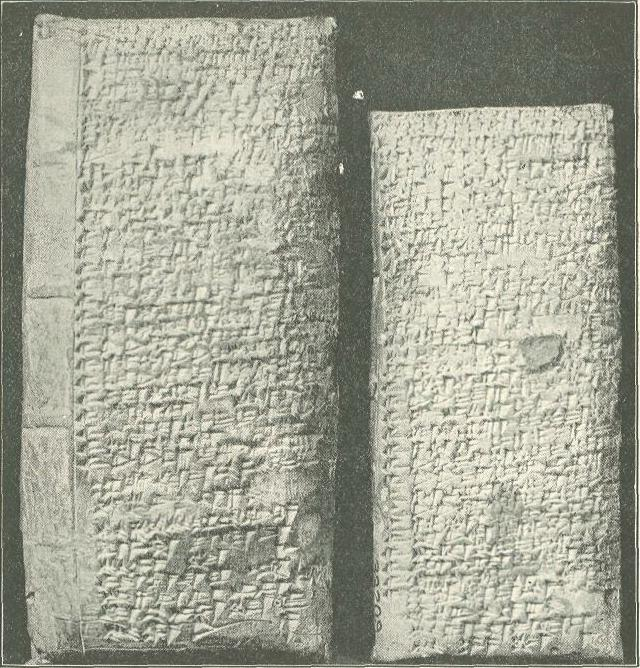
Глиняная табличка с текстом договора

Плачевное состояние параграфов 86 и 87 не позволяет выяснить, каким образом законодатель перешёл от недвижимости к коммерческим сделкам. Посвящённый им раздел начинается с установления нормы роста по займам (§ 88): рост на зерно составляет одну пятую, а на серебро — одну шестую и 6 ше; рост, вероятно, мог быть процентным или разовым. Согласно § 89 должник, не имеющий серебра для уплаты долга и роста, может расплачиваться натурой, с процентами на зерно по норме, установленной этим параграфом «согласно царскому указу». Видимо, в этом случае таким способом дозволялось уплачивать не основной долг, а лишь рост на него; уплата основного долга натурой вместо серебра без надлежащего соглашения не допускалась. За попытку превысить законодательно установленный рост кредитор лишается всей суммы долга (§ 90).
Параграфы 91 и 92 из-за плохого состояния текста остаются непонятными. Параграф 93 трактует о злоупотреблении тамкара, состоящем в том, что при частичном погашении долга он не выдал соответствующий документ (то есть получил возможность вновь требовать всю ссуду), либо при выдаче ссуды присоединил рост к основной сумме долга; в таком случае кредитор обязан возвратить всё полученное в двойном размере. Другую попытку злоупотребления со стороны кредитора предусматривает § 94: в случае выдачи ссуды уменьшенной мерой и использования при возврате долга увеличенной меры кредитор терял «всё, что он дал». Согласно § 95 купец терял «всё, что он дал», если он выдал ссуду «без свидетелей и договора» (встречающийся вариант перевода этого места как «без государственного контролёра» в настоящее время признан неточным). Наконец, § 96 устанавливает, что должник, взявший в долг у купца зерно или серебро и не имеющий ни зерна, ни серебра для уплаты долга, может отдать любое движимое имущество, которое у него имеется. Такая выплата должна происходить в присутствии свидетелей, и кредитор не может отказаться от её принятия.
Параграфы 97 и 98 полностью разрушены. Следующая группа норм посвящена торговым операциям с участием двух партнёров. Сначала устанавливается общий принцип партнёрства (§ 99): если два человека вступают в товарищество, то прибыль и убыток они делят поровну «перед богом» (то есть, скорее всего, в храме Шамаша, покровителя купцов). Несколько иначе строятся отношения между тамкаром и его агентом — шамаллумом. Тамкар снабжал шамаллума либо деньгами, либо товарами, которые шамаллум пускал в оборот. Из текста § 100 следует, что вся прибыль от торгового путешествия доставалась тамкару, который должен был оплатить шамаллуму «дни его», то есть расходы по путешествию и вознаграждение. Вавилоняне полагали, что деньги, переданные другому лицу, должны в любом случае давать рост; этим объясняется правило § 101, согласно которому шамаллум даже в случае отсутствия прибыли был обязан вернуть тамкару удвоенный капитал. Лишь в том случае, если тамкар предоставлял шамаллуму деньги «в виде благодеяния» (то есть без процентов), шамаллум был обязан вернуть лишь основной долг, даже если он не получил прибыли (§ 102). Параграф 103 предусматривает, что шамаллум, ставший во время торговой поездки жертвой грабежа, «во имя бога поклянется и будет свободен».
Параграфы 104—107 устанавливают порядок отдельных взаимоотношений между тамкаром и шамаллумом. Так, помимо денег для коммерческих операций тамкар может дать шамаллуму «любое имущество для продажи» (§ 104). В этом случае шамаллум обязан вернуть тамкару всю свою выручку и получить от шамкара «документ с печатью». Параграф 105 устанавливает, что если шамаллум по небрежности не взял у тамкара соответствующий документ, то серебро «на его счёт не будет зачислено»; такие счета велись, скорее всего, в каруме — своего рода торговой конторе. Параграфы 106 и 107 предусматривают случаи спора между шамаллумом и тамкаром. Если шамаллум, взявший у тамкара серебро, затем оспаривает этот факт, тамкар должен изобличить его «перед богом и свидетелями» (то есть с клятвой), и шамаллум обязан вернуть взятое серебро в троекратном размере. Тамкар, совершивший аналогичный проступок в отношении своего шамаллума (§ 107), подвергался ещё более тяжкому взысканию: он должен был отдать спорную сумму в шестикратном размере.
От злоупотреблений в торговле законодатель переходит к злоупотреблениям в другом виде коммерческой деятельности и, соответственно, к самому этому виду коммерции — содержанию корчем. Содержательницами подобных заведений были только женщины, поскольку Законы говорят лишь о «корчемницах». В § 108 законодатель предусматривает два возможных деликта, связанных с деятельностью корчемниц: 1) отказ в принятии уплаты за сикеру хлебом и 2) использование при взвешивании серебра гири, превышающий стандартный вес. Ещё одним злоупотреблением является уменьшение эквивалента сикеры по отношению к зерну: из определённого количества зерна должно было получиться определённое количество сикеры известного сорта. Указанные правонарушения караются утоплением, что следует из общего принципа Законов, согласно которому во всех случаях, когда наказанию подвергаются женщины, этим наказанием является смертная казнь. Другим возможным преступлением со стороны корчемницы законодатель считает превращение её корчмы в притон «злодеев» (§ 109): таких лиц она обязана «схватить» и представить во дворец, бездействие карается смертью. Параграф 110 карает сожжением посетившую корчму жрицу надитум или угбабтум. Параграф 111 устанавливает норму роста на пиво, взятое в кредит.

#### Обязательства с участием рядовых общинников

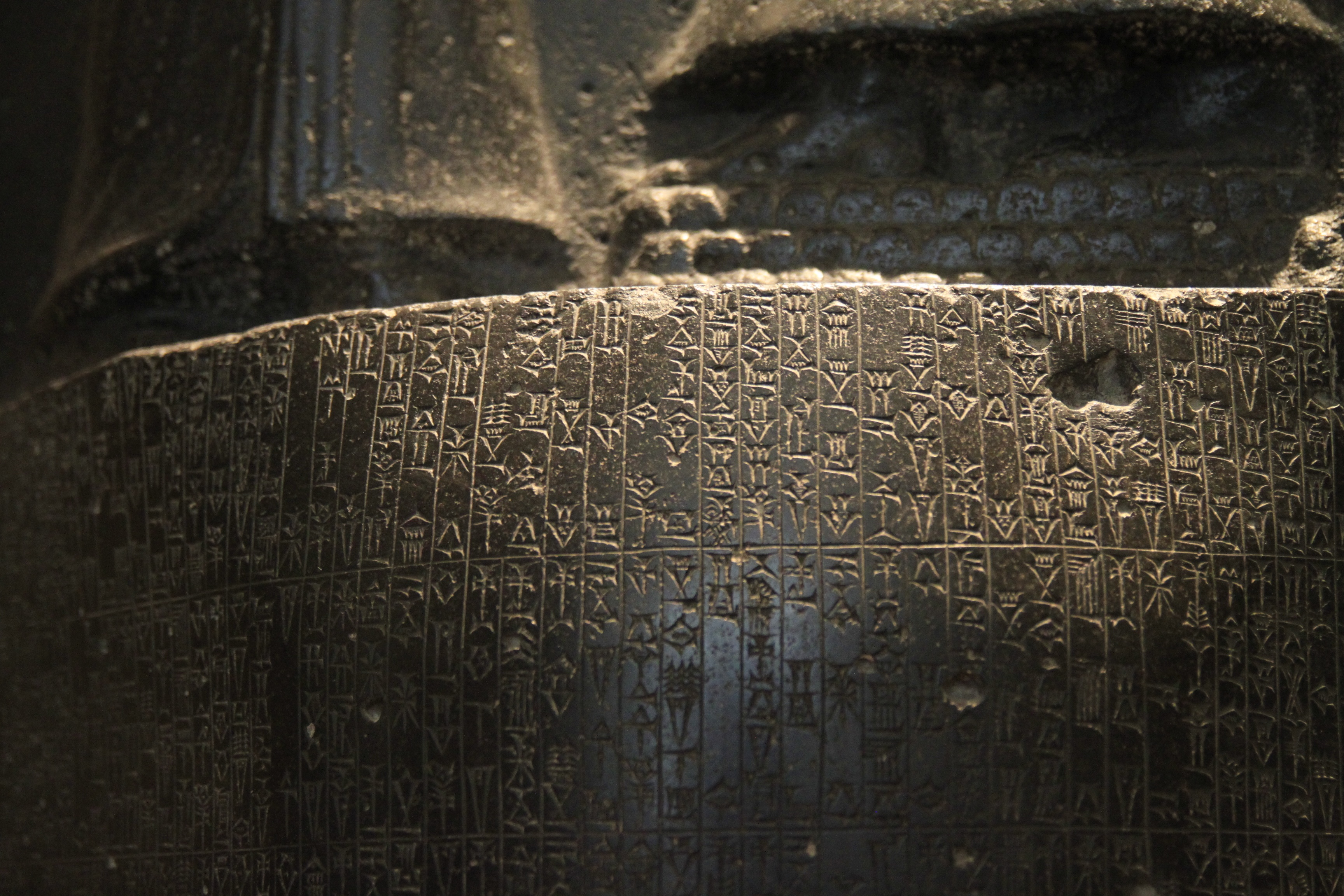
Деталь стелы с Законами

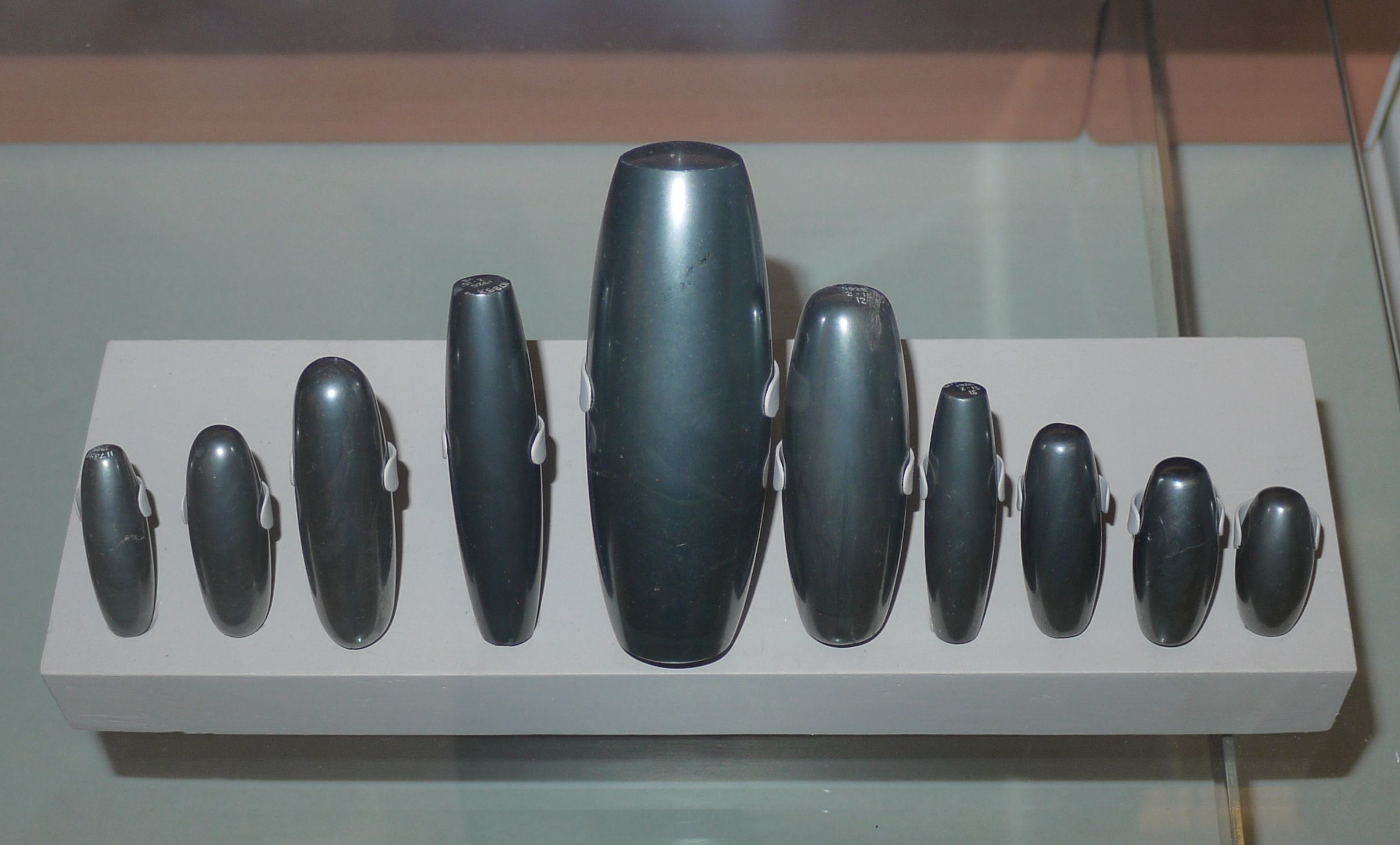
Вавилонские меры серебра — ману и шиклу

Параграфы 112—126 содержат группу норм, регулирующих возможные споры по долговым обязательствам, сторонами которых являются не профессиональные коммерсанты, а рядовые общинники. Параграф 112 устанавливает, что человек, присвоивший имущество, вручённое ему для пересылки, возмещает хозяину убытки в пятикратном размере. Согласно § 113 заимодавец не имеет права при взыскании долга самоуправно брать зерно из житницы или с гумна должника без ведома последнего; в этом случае виновный обязан вернуть всё взятое, а также теряет то, что он дал в долг. Параграф 114 предусматривает ещё более серьёзное злоупотребление — взятие заложника за несуществующий долг; штраф за такой деликт составляет треть мины серебра.
Кредитор имел право самовольно брать заложника — одного из членов семьи должника либо его раба. Какова была судьба заложника, если долг всё-таки не был уплачен, из текстов не видно. Вавилон не знал института государственной долговой тюрьмы: заложника содержали в некоем подобии домашней тюрьмы, в отношении его считалось законным содержание впроголодь и даже меры физического воздействия. Единственное установленное законодателем ограничение состояло в том, что заложника нельзя было доводить до смерти. Кредитор освобождается от ответственности, если заложник умер «по судьбе своей», то есть естественной смертью (§ 115). Лишь на случай смерти заложника «от побоев или дурного обращения» (§ 116) установлено наказание по принципу талиона (если заложник — свободный человек) или штраф с потерей данного в долг (если заложник — раб).
Далее законодатель переходит от заложника к человеку, отданному в долговое рабство. Согласно § 117 должник, которого «одолел долг», может поступить двояко: либо продать кого-нибудь из членов своей семьи «за серебро», либо отдать его в долговую кабалу. И в том, и в другом случае это лицо обязано было работать на своего покупателя или закабалителя три года; на четвёртый год его надлежало освободить. Разница между продажей «за серебро» и долговой кабалой заключалась, вероятно, в том что закабалённого можно было выкупить в любой момент, в то время как проданный обязан был отработать все три года сполна. Параграф 118 разъясняет, что раб или рабыня, отданные в долговую кабалу, могут быть проданы кредитором третьим лицам и такая продажа не могла быть обжалована в суде; единственное исключение из этого правила устанавливает § 119, разрешающий выкуп рабыни, родившей первоначальному хозяину сыновей.
Продолжая тему об имуществе, на том или ином законном основании находящемся во владении другого лица, законодатель переходит к вопросу о зерне, переданном на хранение. Зерно хранилось в отдельном хранилище, которое хранитель не вправе был сам открывать. Если он всё же сделал это и забрал всё или часть зерна, а также если он вообще отрицал самый факт передачи ему зерна на хранение, поклажедатель должен принести клятву в суде, и хранитель возмещает ему убыток в двойном размере (§ 120). Хранению других материальных ценностей посвящены §§ 122—126. Передача ценностей на хранение должна происходить в присутствии свидетелей и сопровождаться заключением договора (§ 122); без соблюдения этого порядка собственник лишается права требовать своё имущество по суду (§ 123). Закон гарантирует защиту собственнику имущества, если формальности соблюдены: хранитель, отрицающий, что он получил имущество на хранение, возвращает спорное имущество в двойном размере (§ 124). Хранитель обязан возвратить отданную ему вещь, даже если эта вещь пропала у хранителя вместе с его имуществом (например, вследствие взлома); пропавшую вещь хранитель вправе сам искать с вора (§ 125).
К группе правил о хранении примыкает § 126, в котором речь идёт об ответственности лица, «у которого ничего не пропало» и которое обвинило свой квартал в пропаже своего имущества. Характер застройки городов в этот период был таким, что в случае кражи со взломом наиболее вероятным вором мог быть кто-либо из соседей, живущих в примыкающих домах. На основании § 23 в случае кражи со взломом, если вор не был пойман, соседи несли коллективную ответственность и обязаны были возместить ущерб. Параграф 126 устанавливает, что в случае ложности заявления о краже заявитель обязан был отдать своим соседям двойную стоимость того, что он пытался получить. Доказывать свою невиновность соседи должны были посредством «божьего суда» — «его квартал должен перед богом клятвенно уличить его в том, что у него ничего не пропало».

### Семейное и наследственное право

#### Брак и развод. Деликты в области брака

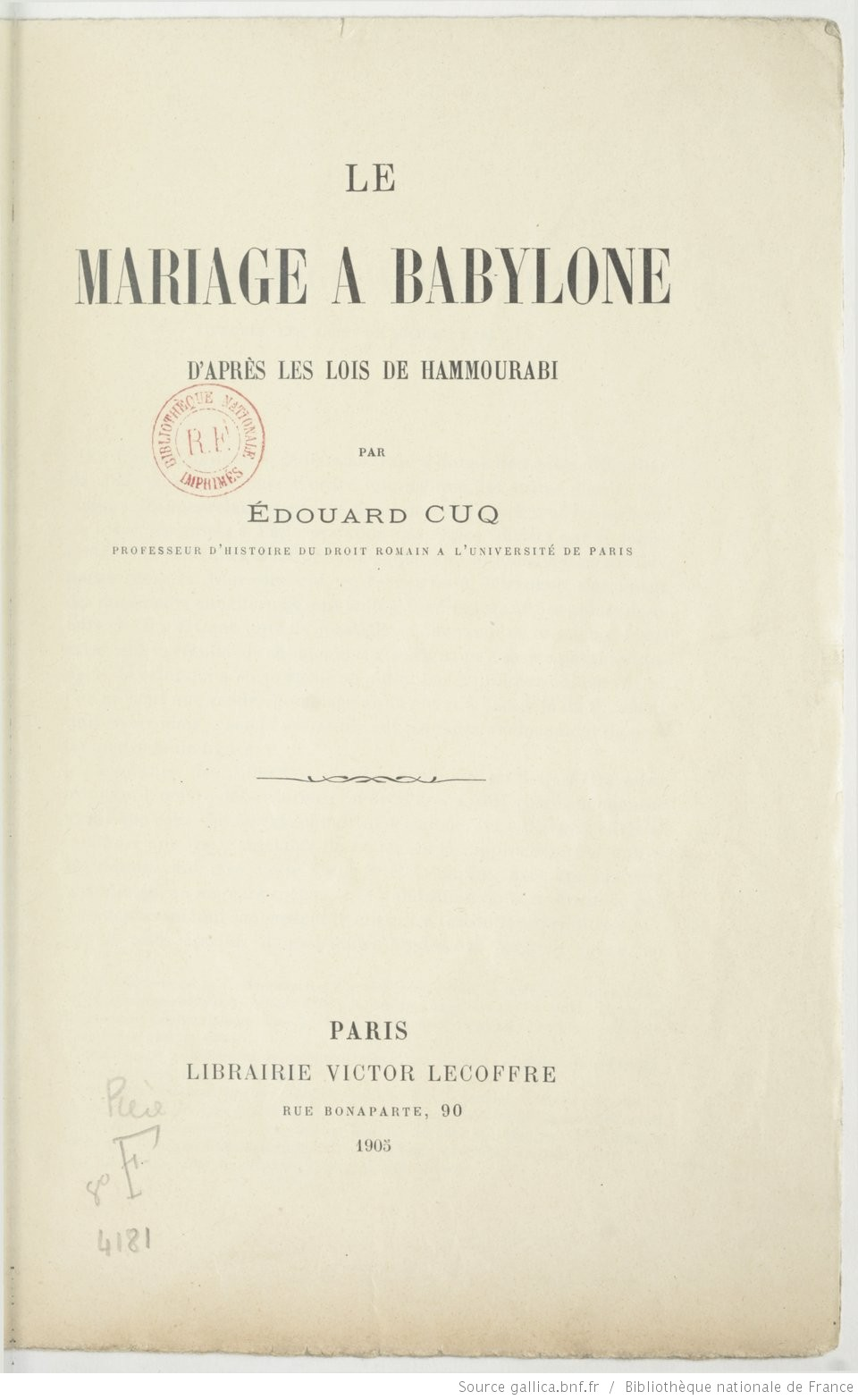
Труд по семейному праву в Законах Хаммурапи

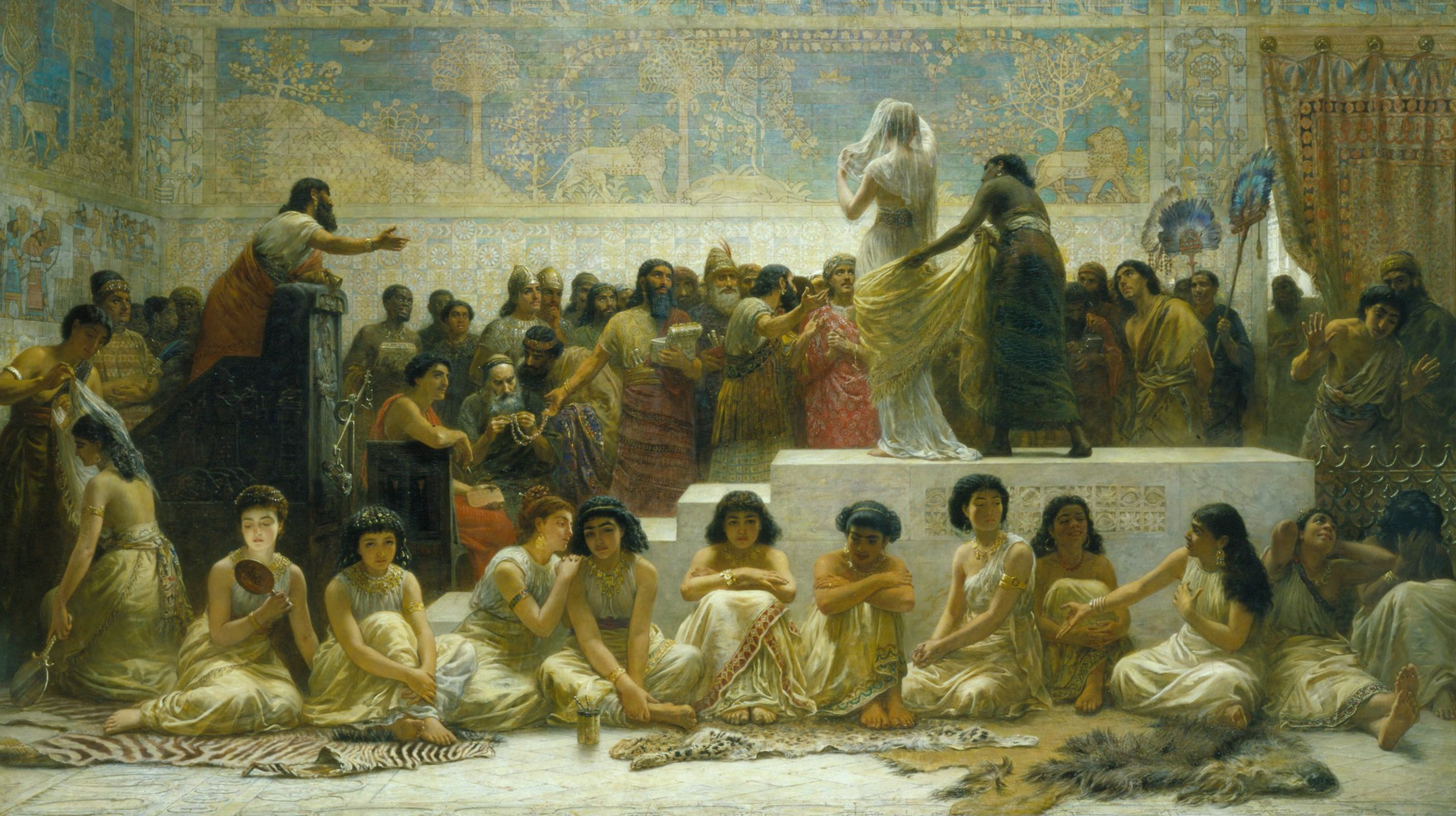
Вавилонский рынок наложниц. Картина Э. Лонга

Обширный раздел Законов Хаммурапи, содержащий нормы семейного права, по принципу ассоциации начинается с наказания за ложное обвинение (предыдущий раздел этим же заканчивается). Ложное обвинение против жрицы или «жены человека» (в безнравственном поведении) карается позорным наказанием: публичной поркой и обриванием половины головы (§ 127). Упомянув о «жене человека», законодатель разъясняет это понятие: согласно § 128 «если человек взял жену, но договора касательно неё не составил, эта женщина — не жена». Договор заключался между вступающими в брак; в случае брака между малолетними, находившимися под родительской властью, договор заключался их родителями.
Связь с чужой женой каралась смертью для участников прелюбодеяния (§ 129): их надлежало связать и бросить в воду. Однако оба фигуранта этого деликта могли сохранить свою жизнь, если муж прощал неверную жену: «если господин жены свою жену пощадит, то и царь своего раба должен пощадить»; это единственный в Законах случай, когда свободный человек назван «рабом царя». Следующий § 130 карает смертью человека, изнасиловавшего малолетнюю «жену человека» («которая мужчины не знала и живёт в доме своего отца»); потерпевшая в данном случае должна быть освобождена от ответственности. Ответственность, предусмотренная §§ 129 и 130, наступает лишь в случае, если виновные были захвачены in flagranti; никакие другие доказательства не допускались. Однако законодатель дополнительно устанавливает, что жена, обвинённая в прелюбодеянии своим мужем, должна очистить себя от обвинения посредством ордалии — клятвы «во имя бога» (§ 131). Если же такое обвинение последует со стороны третьего лица, женщина должна будет очиститься посредством более серьёзной ордалии — испытания водой (§ 132).
После группы норм о супружеской измене законодатель переходит к вопросам расторжения брака. Так, если муж отсутствует не по своей вине (уведён в плен), «но в его доме пропитание есть», его жена не имеет права вступать в новый брак; если она это сделает, то подлежит смерти через утопление (§ 133). В том случае, если муж попал в плен, но «в его доме пропитания нет», женщина может вступить в новый брак (§ 134). Но она обязана вернуться к своему первому мужу, если он освободится из плена; при этом сыновья, рождённые ею от второго мужа, остаются у отца (§ 135). Человек, который «покинул свою общину и убежал», лишался права на возвращение своей жены даже и в том случае, если он вернулся, «так как он возненавидел свою общину» (§ 136).
От частных вопросов развода законодатель переходит к общим случаям. Законы не предусматривают возможности развода с женой, родившей детей, если она ни в чём не провинилась. Однако § 137 допускал развод со жрицами — с шугетум, родившей своему мужу детей, и с надитум, давшей супругу «возможность иметь сыновей» (то есть давшей ему для этой цели рабыню-наложницу); при разводе муж обязан вернуть жрице её приданое, а также половину «поля, сада и движимого имущества», чтобы она могла вырастить сыновей. Это значит, что в случае развода дети оставались с матерью-жрицей. Разведённая жрица могла, после того как вырастит детей, получить часть переданного ей имущества, «равную доле одного сына», и вновь выйти замуж. В случае развода с женой, «которая не родила ему сыновей», муж должен возместить ей её приданое (аккад. šeriktum) и уплатить сверх того сумму, равную её выкупу (аккад. terḫatum) (§ 138). Если выкупа не было, муж обязан уплатить одну мину серебра «в качестве разводной платы» (§ 139), а если он мушкенум — треть мины (§ 140).
Параграф 141 разрешает мужу развод в случае безнравственного поведения супруги — если она «задумала уйти, расточительствовать принялась, дом свой разоряла, унижала своего мужа». Провинившаяся жена должна быть надлежащим образом «изобличена» (видимо, на общинной сходке), после чего мужу предоставляется выбор: либо прогнать её, не дав никакой «разводной платы», либо оставить её в своём доме «как рабыню» и жениться на другой. Продолжением этого параграфа являются §§ 142 и 143, предусматривающие случаи, когда жена «возненавидела своего мужа» и отказала ему в супружеской близости. Это «дело» подлежит исследованию её кварталом. Если выяснится, что поведение женщины во всем остальном было безупречно, а «ее муж — гуляка и очень её унижал», она забирает своё приданое и возвращается в дом своего отца (§ 142). Если же она «себя не блюла, гуляла, разоряла свой дом, унижала своего мужа», она подлежит смертной казни через утопление (§ 143).
Параграфы 144—149 посвящены регулированию особых случаев, могущих возникнуть в браке. Так, если человек женился на жрице надитум, которая не имела права иметь детей, и она дала мужу рабыню для рождения сыновей, то муж не мог жениться на жрице более низкого ранга — шугетум (§ 144). Если надитум не обеспечила мужу сыновей посредством рабыни, он имеет право жениться на шугетум, но эта последняя «не должна равняться с надитум» (§ 145), то есть претендовать на одинаковое с ней положение в доме. Рабыня, которую надитум дала своему мужу для рождения сыновей, является собственностью надитум, но находится в привилегированном по сравнению с другими рабынями положении и, в частности, не носит знака рабства. Если же она вздумает «равняться со своей госпожой», то надитум не может продать рабыню, родившую её мужу сыновей, но лишь перевести её на общее с другими рабынями положение, в том числе наложить на неё знак рабства (§ 146). Если же рабыня не родила сыновей, она может быть продана своей госпожой (§ 147). Последними из серии узаконений, касающихся возможных причин развода, являются §§ 148 и 149. Они устанавливают, что муж не может покинуть свою жену, заболевшую ла’бу (заразной кожной болезнью), хотя и имеет право жениться на другой. Больную жену он обязан содержать в своём доме пожизненно (§ 148). И лишь если заболевшая жена сама не пожелает оставаться в его доме, она может уйти, забрав своё приданое (§ 149).

#### Имущественные отношения в семье. Инцест и другие внутрисемейные деликты

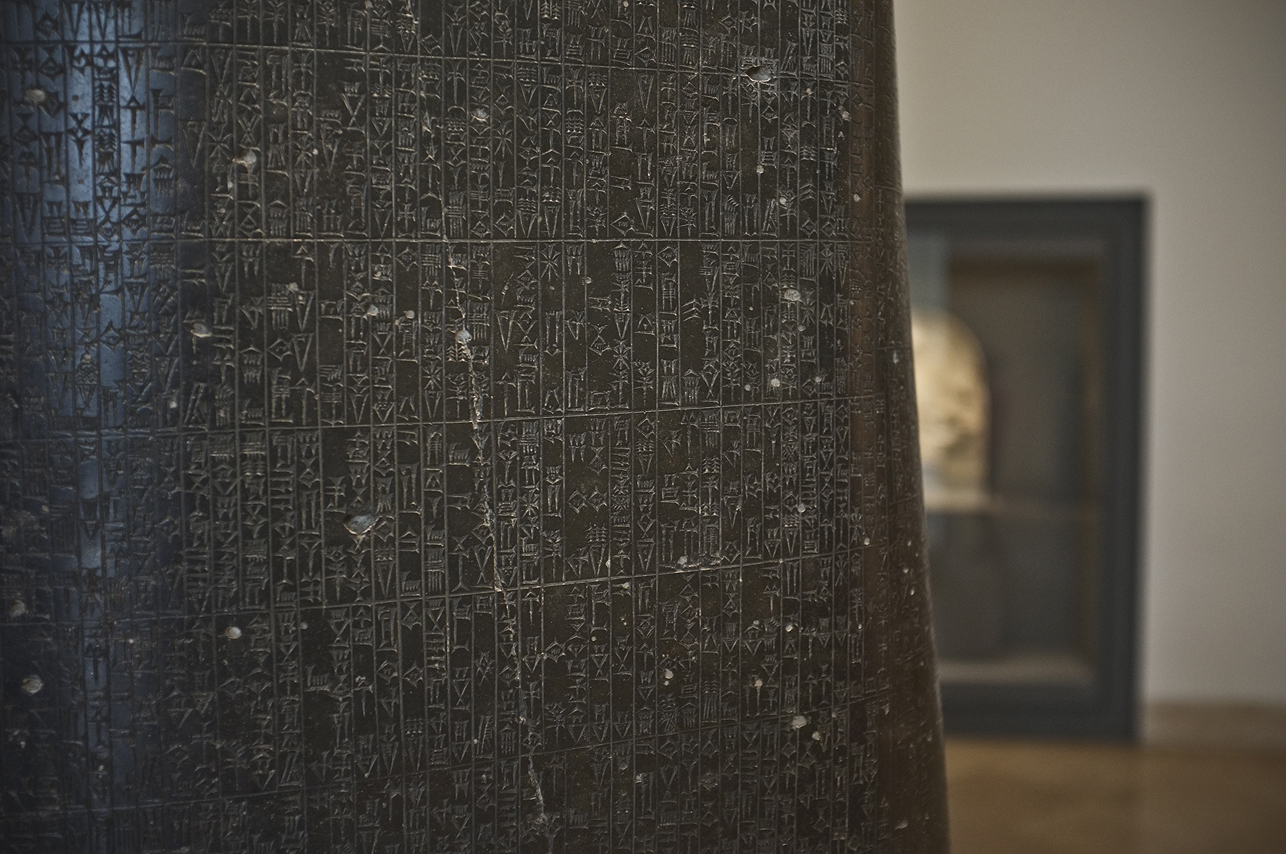
Деталь стелы с Законами

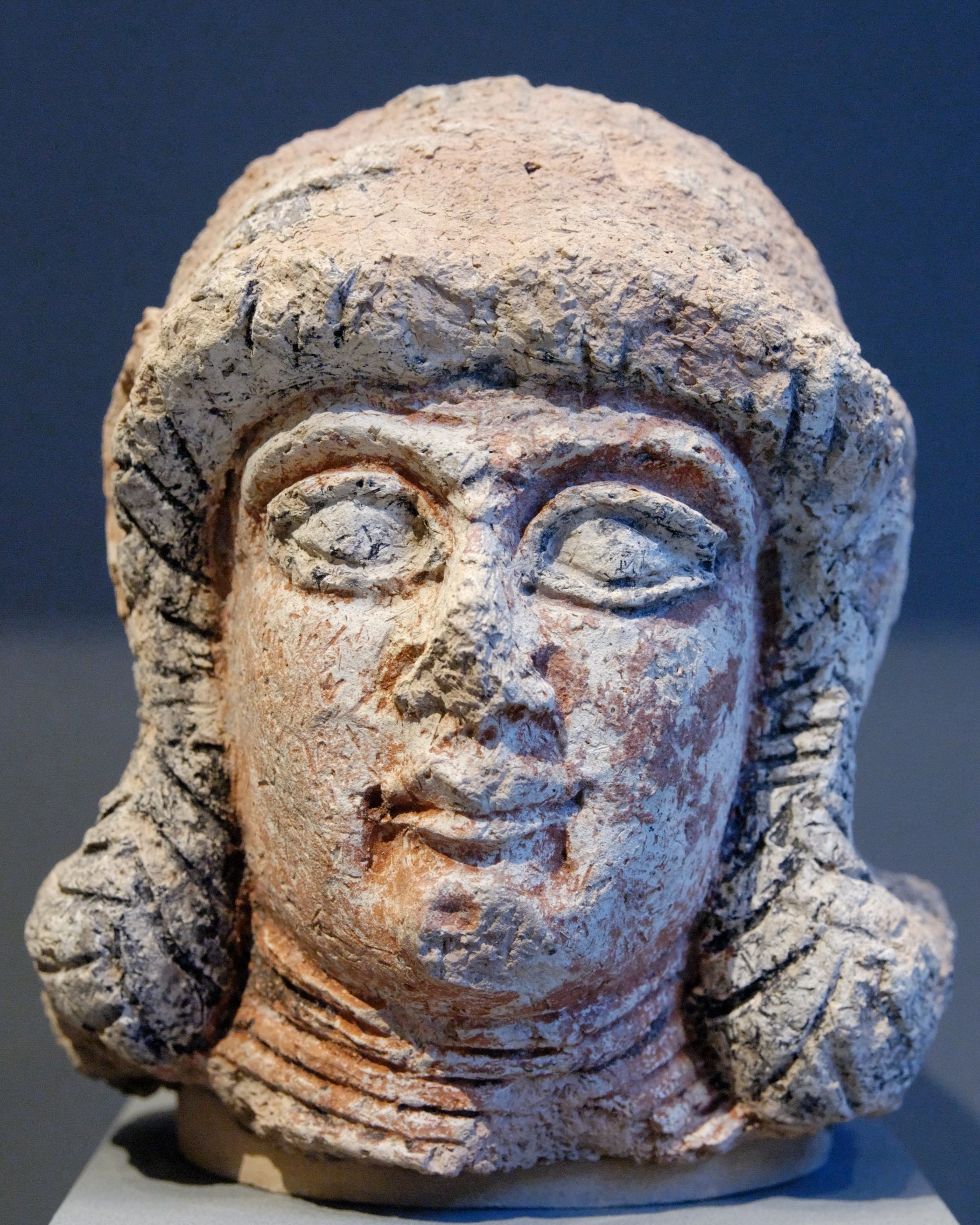
Женская голова из Месопотамии

Поскольку узаконения, касающиеся развода, регулируют одновременно и возникающие в связи с этим имущественные вопросы, законодатель переходит теперь и к другим имущественным взаимоотношениям между супругами. Так, муж может подарить своей жене движимое или недвижимое имущество, оформив такое дарение «документом с печатью» (§ 150). Такое дарение не может быть оспорено наследниками, то есть сыновьями, после смерти отца. Мать, в свою очередь может передать это имущество любимому сыну, а «другому может не отдавать». Иными словами, такое имущество изымается из наследства, но остаётся в пределах семьи. Все это означает, что замужняя женщина могла иметь собственное имущество и распоряжаться им. Такой вывод подтверждается также и параграфом 151: «женщина, которая живёт в доме человека», может заключить с ним письменный договор о раздельной ответственности по долгам, которые лежали на них до вступления в брак. В этом случае кредитор мужа не может «задержать» жену за долги мужа и, наоборот, кредитор жены не может «задержать её мужа» (имеется в виду задержание в качестве заложника). По долгам, возникшим после заключения брака, отвечают оба супруга (§ 152). Тот факт, что женщина может «связать своего мужа договором», указывает на её юридическую дееспособность.
В соответствии с принципом размещения статей по ассоциации в следующем § 153 законодатель переходит к деликту: женщина, которая «даст убить своего мужа ради другого мужчины», карается посажением на кол. Ассоциация в данном случае заключается в том, что предшествующие параграфы, как и § 153, касаются отношений замужней женщины с третьим лицом. В дальнейшем речь идёт о инцесте и приравненных к нему деликтах. В частности, § 154 устанавливает наказание за кровосмешение отца с дочерью — виновный подлежит изгнанию из общины; о наказании дочери Законы ничего не говорят, освобождая её от ответственности как потерпевшую. Смертью карается свёкор, вступивший в связь с невесткой, которая уже имела близость с мужем (§ 155). Однако § 156 устанавливает более мягкое наказание для свёкра, если он вступил в связь с невесткой, не имевшей близости с мужем: свёкор должен уплатить ей полмины серебра и вернуть приданое, а она имеет право выйти замуж за другого, то есть брак расторгается. По-видимому, законодатель рассматривает такой поступок свёкра лишь как некоторое злоупотребление патриархальной властью. Чрезвычайно сурово карается кровосмешение сына с матерью: оба виновных подлежат сожжению (§ 158). Пасынок, который после смерти отца вступил в связь с мачехой, имеющей детей, подлежит изгнанию из отцовского дома (§ 158); из формулировки нормы следует, что связь с мачехой, которая не родила детей покойному отцу, в соответствии с обычаями левирата не являлась преступлением.
Законы подробно регулируют обязательства, связанные с брачным даром и выкупной платой, внесёнными будущему тестю (вероятно, брачный дар преподносился родителями жениха или сватами, а выкуп вносился уже во время брачного обряда). Если жених «загляделся на другую женщину» и отказывался от невесты, то её отец оставлял у себя «всё, что ему принесено», то есть брачный дар и выкуп (§ 159). Если же наоборот, отец невесты заявлял о своём намерении расторгнуть заключённый брак, он должен был вернуть жениху полученные дары в двойном размере (§ 160). Следующий параграф 161 предусматривает особый случай расторжения брака по инициативе отца невесты — если равный жениху по положению «оклеветал его»; в таком случае Законы обязывают несостоявшегося тестя вернуть жениху дары в двойном размере и вдобавок запрещают выдавать девушку замуж за клеветника.
Имущественным взаимоотношениям между мужем и тестем в случае прекращения брака из-за смерти жены посвящены параграфы 162—164. В случае смерти жены, родившей детей, её отец не может претендовать на приданое дочери: «её приданое — только для её сыновей» (§ 162). Эта норма, как и правила §§ 150—151, свидетельствует о раздельности имущественных прав супругов: приданое является собственностью жены, и муж не имеет права на наследование этого имущества, хотя, возможно, пользуется и управляет им до совершеннолетия сыновей. Если же умерла жена, не родившая детей, то её отец должен вернуть мужу выкуп, а муж возвращает тестю её приданое (§ 163). В случае отказа отца покойной жены возвратить выкуп муж возвращал ему приданое за вычетом стоимости выкупа (§ 164).

#### Наследование и усыновление

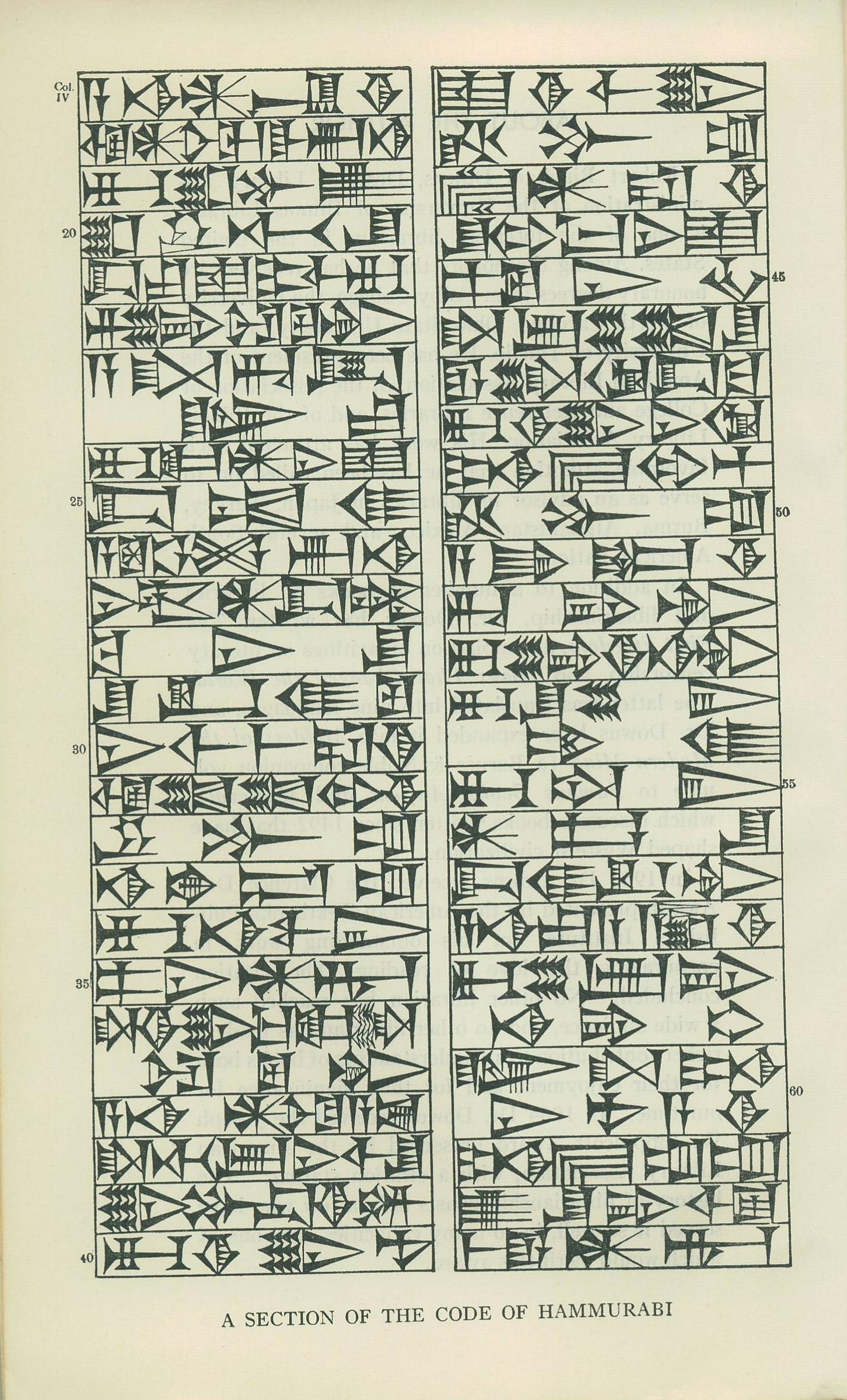
Страница автографического издания клинописи Законов

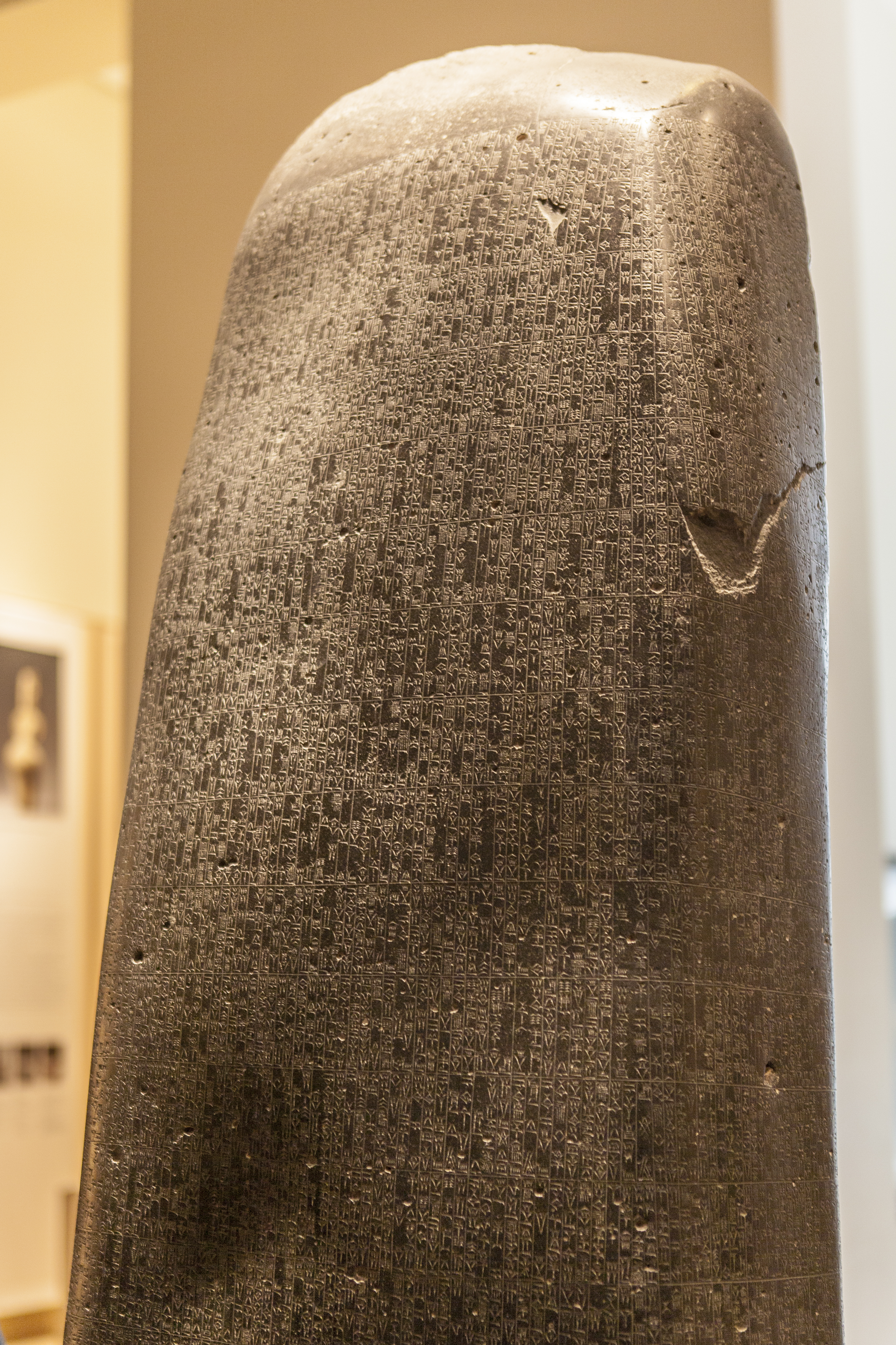
Деталь стелы с Законами

Переходя к вопросу о регулировании отношений внутри семьи по поводу имущества, остающегося после смерти отца, законодатель прежде всего устанавливает, что подарок («награда»), то есть имущество, данное отцом при жизни одному из сыновей, не входит в наследственную массу. Подарок должен быть оформлен письменным документом и достаётся одаряемому сыну сверх его доли в оставшемся после смерти отца имуществе (§ 165); таким образом, законодатель допускает отдельный элемент завещания. Этот же параграф устанавливает, что наследство должно быть разделено между сыновьями поровну. При дележе наследства женатые братья должны выделить неженатому брату сверх его доли «серебро для выкупа», чтобы и он мог жениться (§ 166). Приданое матери не входит в общую наследственную массу: так, если у человека были сыновья от двух жен, то имущество отца они делят поровну, а приданое матерей достаётся только их собственным детям (§ 167). Лишение сыновей наследства могло производиться только в судебном порядке и только в том случае, если суд установит, что сын дважды был уличён в «тяжкой вине» перед отцом, влекущей за собой лишение наследства (§§ 168 и 169); в чём может заключаться такая «тяжкая вина», из сохранившихся документов неизвестно.
Параграфы 170 и 171 регулируют наследственные права детей, рождённых от рабыни. Если отец признавал этих детей «своими» и «причислял их к сыновьям супруги», то они становились его наследниками на равных правах с сыновьями супруги, хотя у последних было преимущественное право выбора наследственной доли (§ 170). Если же глава семьи не сделал при жизни соответствующего распоряжения, то сыновья от рабыни не наследовали после него, но получали свободу вместе со своей матерью (§ 171).
Ряд норм посвящён участи вдовы. Она получает своё приданое и дар, который муж мог дать ей при жизни, и остаётся в доме покойного мужа, пожизненно пользуясь всем этим имуществом, но не имея права его продавать (§ 171). В случае, если муж при жизни ничего не дал жене, она получает после его смерти вдовью часть, равную доле одного наследника (§ 172). Сыновья под страхом наказания не имеют права пытаться выжить её из отцовского дома, но она может уйти по собственной воле. В последнем случае вдова должна оставить сыновьям подарок мужа (и, вероятно, свою долю наследства в случае отсутствия подарка), но приданое может забрать и вступить в новый брак. После её смерти сыновья от нового брака делят её приданое с сыновьями от первого брака (§ 173), а в случае отсутствия сыновей от второго брака всё приданое достаётся сыновьям от первого (§ 174). Параграф 177 устанавливает, что если вдова, имеющая малолетних детей, «решила войти в дом другого», то это должно быть сделано лишь с ведома суда, который в данном случае выступает в качестве административного органа. Суд поручает женщине и её новому мужу на хранение имущество покойного мужа для его детей, взяв у супругов соответствующий документ. Имущество это не может быть продано, а лицо, попытавшееся его купить, должно «потерять своё серебро».
В промежутке между параграфами 174 и 177 законодатель обращается к вопросу о детях раба дворца и раба мушкенума. Такой раб мог иметь семью и, в частности, мог жениться на свободнорождённой. При этом «хозяин раба к сыновьям дочери свободного человека претензий по поводу рабства предъявлять не должен», то есть они являются свободными (§ 175). После смерти раба его вдова забирала своё приданое, а совместно нажитое имущество делилось пополам: одну половину забирал хозяин раба, вторая доставалась сыновьям (§ 176a). Если у вдовы раба не было приданого, то половину совместно нажитого имущества забирал рабовладелец, а другую половину забирала вдова «для своих сыновей» (§ 176b).
Параграфы 178—184 посвящены наделению приданым различных категорий жриц. Многие из жриц (угбабтум, живущая в обители надитум и, скорее всего, зикрум — храмовая блудница) вообще не имели права выходить замуж, а также рожать детей. Тем не менее они получали от своего отца приданое, а если он не дал им его при жизни, то после смерти отца они получали от братьев имущество в размере доли одного наследника или часть такой доли. При этом отец мог предоставить своей дочери-жрице право свободного распоряжения этим имуществом или, по крайней мере, право завещать его по усмотрению жрицы (§ 179). Надитум бога Мардука пользовались таким правом даже и в случае отсутствия отцовского разрешения (§ 182). Во всех остальных случаях жрица пользовалась полученным в виде приданого имуществом пожизненно, а затем его наследовали её братья (§§ 180 и 181).
Параграфы 185—194 посвящены приёмным детям и детям, отданным на воспитание. Параграф 185 говорит об усыновлении ребёнка «в его водах», то есть амниотической жидкости; речь идёт о новорождённом, выброшенном на съедение собакам и птицам. Законы рассматривают усыновление такого найдёныша как безвозвратное: он не может быть истребован у усыновителя по суду. Приёмный ребёнок, нашедший своих кровных родителей, может «вернуться в дом своего отца» (§ 186). Параграф 187 запрещает истребовать приёмного сына у придворного гирсекума (евнуха) или жрицы зикрум — вероятно, потому, что для бездетных и не могущих иметь кровных детей лиц усыновление было единственным способом обеспечить себе заупокойный культ. Законодатель запрещает истребовать приёмного сына у ремесленника, обучившего приёмыша своему ремеслу (§ 188), однако если ремесленник не обучил приёмного ребёнка своему ремеслу, усыновление расторгается (§ 189). Усыновление требовало не только соответствующего договора между усыновителем и кровными родителями усыновляемого, но, видимо, ещё какого-то обряда или формального заявления со стороны усыновителя: § 190 устанавливает, что если усыновитель не «причислил» приёмного ребёнка к своим сыновьям, этот ребёнок должен вернуться к родителям. Параграф 191 запрещает усыновителю изгонять из дома усыновлённого, работавшего в его хозяйстве, с пустыми руками: усыновлённому в таком случае полагается треть наследственной доли в движимом имуществе. Последние параграфы раздела посвящены некоторым особым случаям, связанным с усыновлением. Так, приёмный сын гирсекума или зикрум, взбунтовавшийся против их родительской власти, наказывается отрезанием языка (§ 192); приёмный сын гирсекума или зикрум, ушедший в дом кровных родителей, карается лишением глаза (§ 193); кормилица, у которой умер переданный ей ребёнок и которая попыталась подменить его другим, карается отрезанием груди (§ 194).

### Преступления против личности

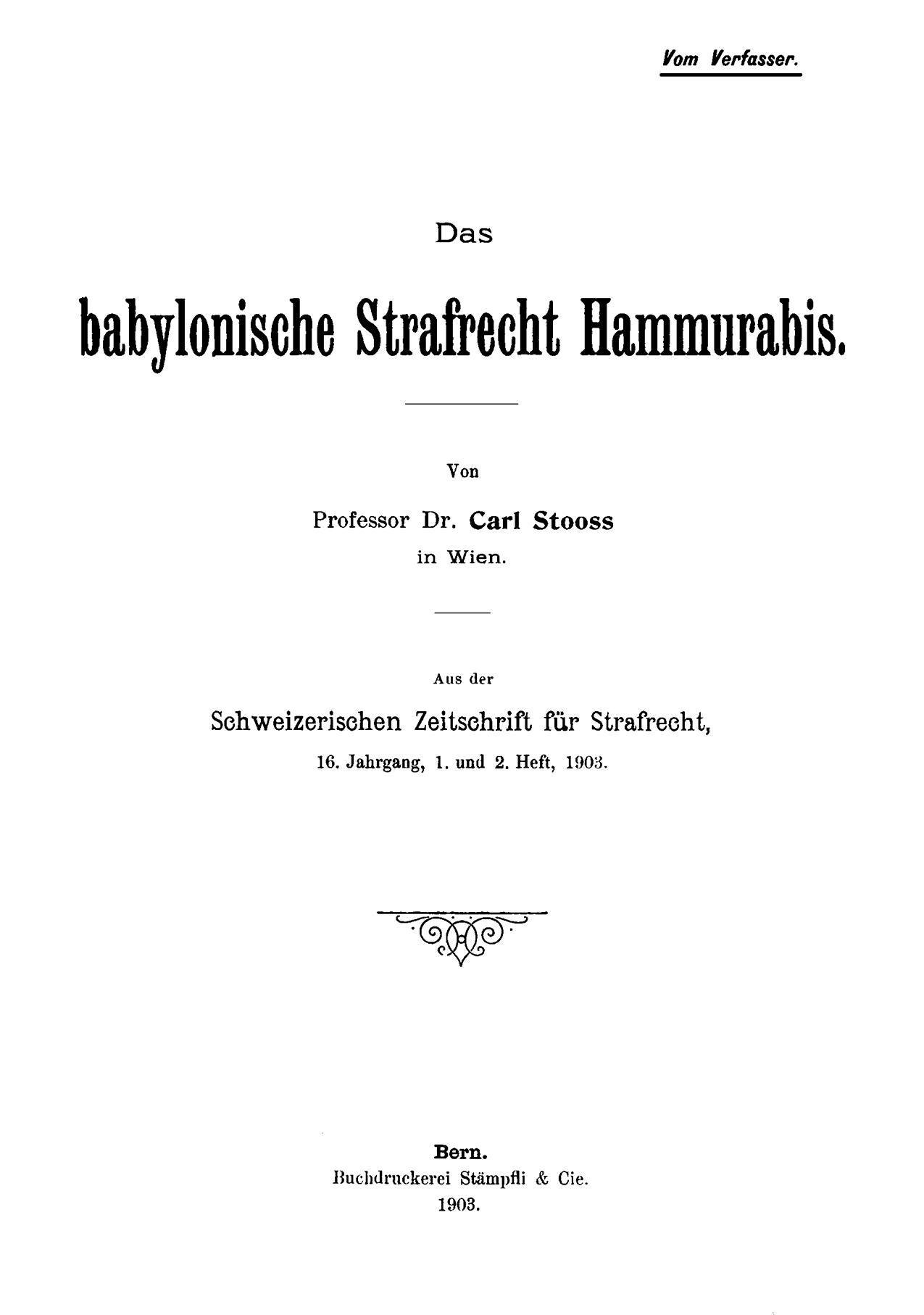
Труд по уголовному праву в Законах Хаммурапи (соч. проф. Карла Штооcса)

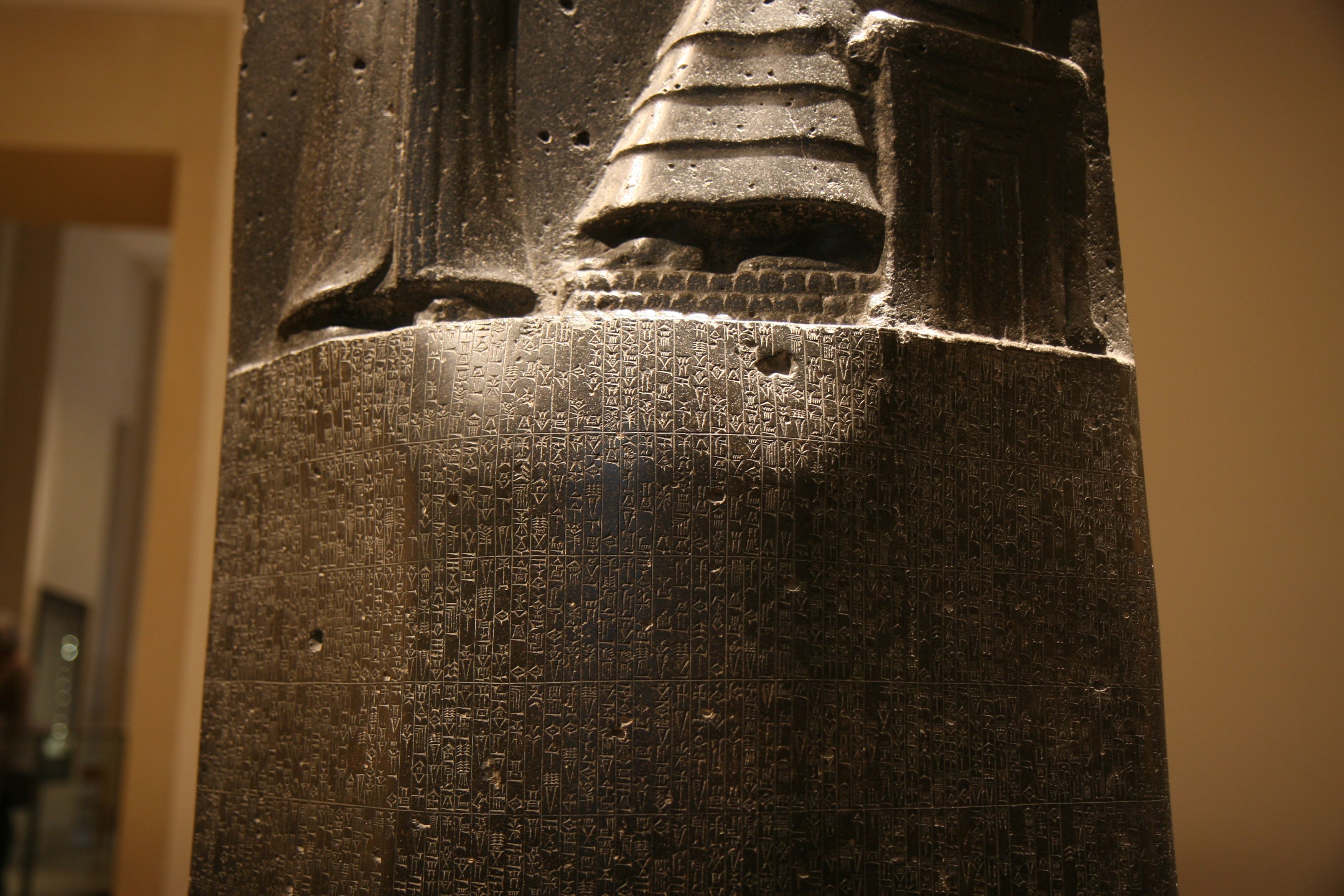
Деталь стелы с Законами

Седьмой раздел Законов Хаммурапи, охватывающий параграфы 195—214, посвящён преступлениям против личности — убийству и телесным повреждениям. Такого рода деяния упоминаются также в предыдущих и последующих параграфах, но там они связаны с другими, более важными в данном контексте обстоятельствами (долгами, профессиональной деятельностью и т. п.). Здесь же они выступают более или менее «в чистом виде». Законодатель предусматривает следующие составы убийства: причинение смерти в драке (§§ 207, 208), беременной или плоду (§ 209—214). К телесным повреждениям относятся: нанесение удара (по щеке — §§ 202—205, сыном отцу — § 195), повреждение глаза, перелом кости, выбивание зубов (§§ 196—201), ранение в драке (§ 206). Раздел начинается с установления наказания сыну, ударившему отца, — виновный карается отрезанием кисти руки; здесь, как и в предшествующих параграфах о правонарушениях усыновлённого и кормилицы, применяется «символический» талион (провинившийся лишается «согрешившего» органа).
Различия между двумя сословиями свободных людей — общинниками-авилумами и неполноправными мушкенумами — находят чёткое применение в данном разделе Законов. Хотя имущественное положение большинства авилумов и мушкенумов было примерно одинаковым, законодатель явно относит мушкенумов ко «второму сорту», когда дело касается их личности. Так, причинение телесных повреждений авилуму (§§ 196, 197, 200) карается по принципу талиона; причинение таких же повреждений мушкенуму влечёт за собой лишь денежное возмещение потерпевшему (§§ 198, 201), хотя и весьма значительное. За телесное повреждение, причинённое рабу, полагалось уплатить половину цены раба (§ 199), то есть возместить господину убытки.
Законодатель отступает от принципа талиона при установлении наказаний за оскорбление действием (удар по щеке). За оскорбление человека, «который выше него», виновный подвергается публичной порке — 60 ударам плетью из воловьей кожи (§ 202); выражение «выше него», скорее всего, означает лицо, занимающее какую-либо почётную должность. В случае, если виновный и потерпевший занимают одинаковое социальное положение, в качестве наказания установлен штраф (§§ 203 и 204). Устанавливается также ответственность раба за оскорбление авилума (§ 205): за это раб подвергается отрезанию уха — наказанию болезненному, но не снижающему ценности раба в качестве рабочей силы.
Нанесение раны в обоюдной драке (то есть в том случае, когда не имеют место оскорбления или иные односторонние действия) влечёт за собой лишь возмещение расходов на лечение (§ 206). Но в этом случае виновный должен посредством клятвы доказать отсутствие у него умысла. Если при этих же обстоятельствах потерпевший умер, то есть произошло неосторожное убийство или просто несчастный случай, то виновный должен заплатить за авилума полмины серебра (§ 207). За неосторожное убийство мушкенума установлено возмещение в треть мины серебра (§ 208).
Оскорбление действием или причинение телесных повреждений женщине с точки зрения Законов вообще не являются наказуемыми действиями. Ответственность наступает в том случае, если результатом нанесения удара является выкидыш у беременной женщины: за это установлена денежная компенсация, размер которой зависит от социального положения женщины (§§ 209, 211, 213). Если же результатом удара была смерть женщины, то в качестве наказания применяется либо талион (если женщина принадлежала к сословию авилумов), либо денежная компенсация (§§ 210, 212, 214).

### Операции с движимым имуществом, личный наём и деликты в этой области

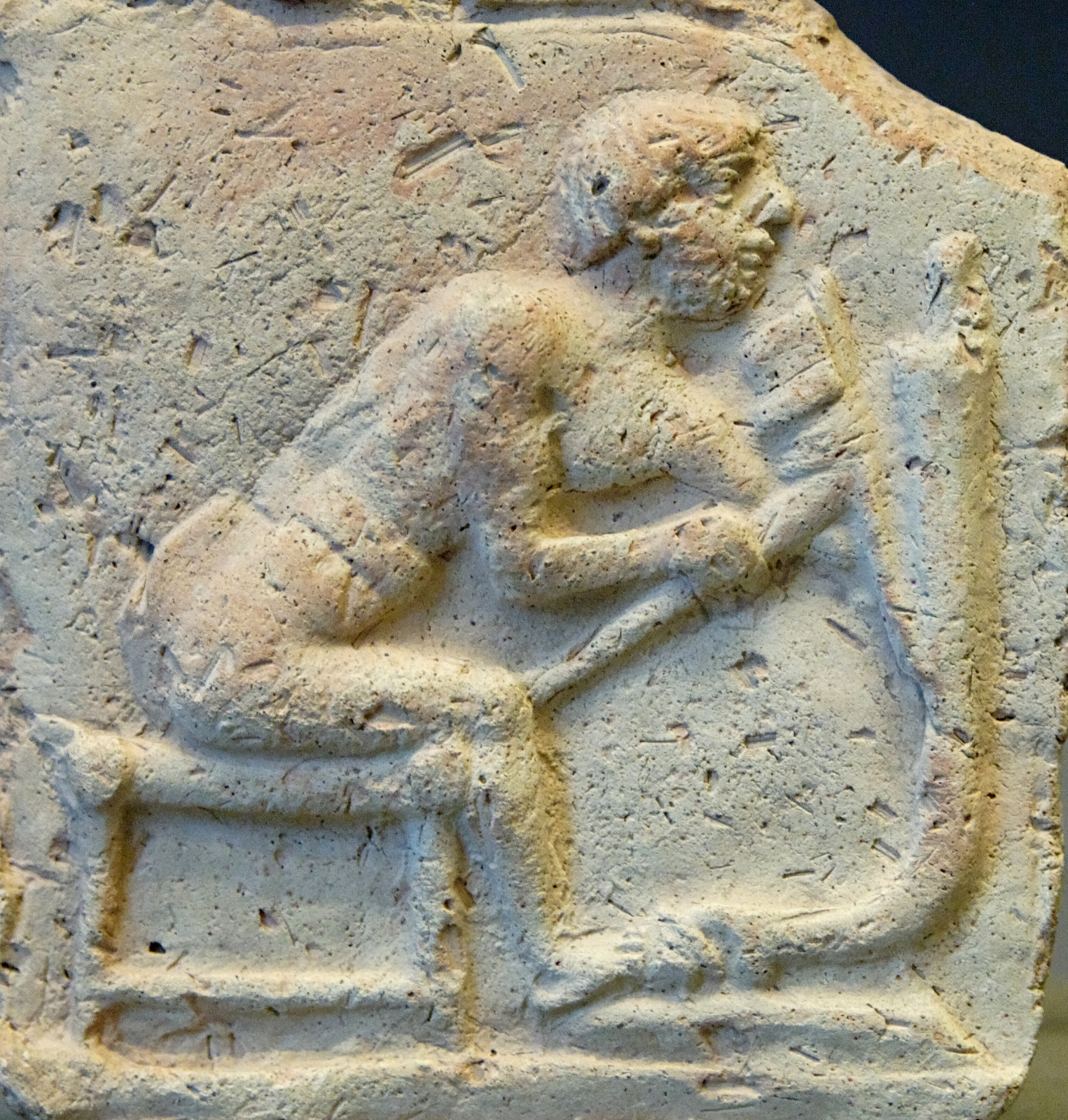
Ремесленник. Барельеф из Эшнунны

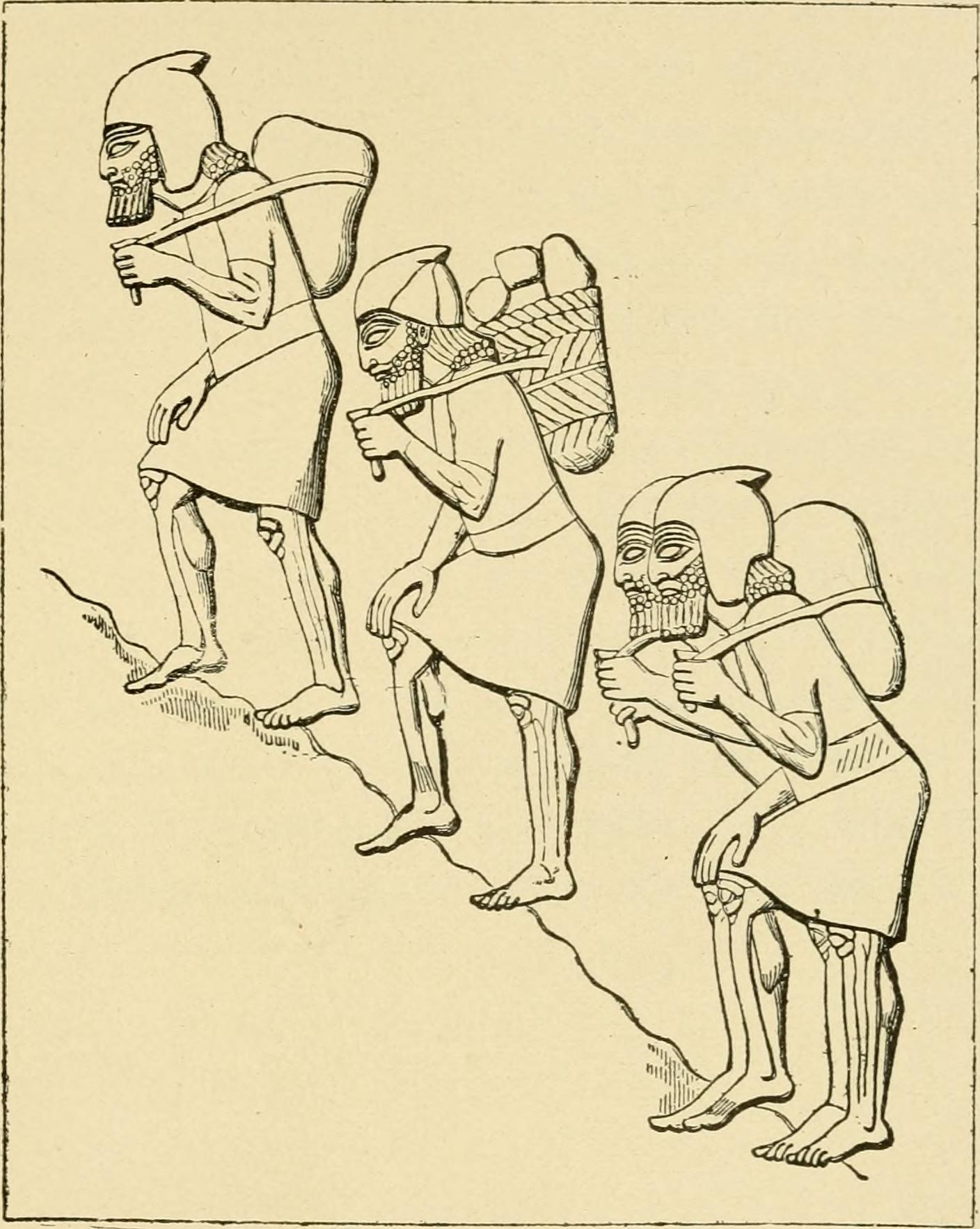
Рабы в древней Месопотамии. Иллюстрация из The monuments and the Old Testament: evidence from ancient records, 1900

Последний раздел Законов Хаммурапи включает в себя §§ 215—282. Поскольку предшествующие узаконения касались телесных повреждений, то по ассоциации этот раздел начинается с параграфа об операциях, проводимых врачом. Размер платы за услуги врача (§§ 215—217, 221—223) и ветеринара (§ 224) устанавливается в зависимости как от степени сложности лечения, так и от сословного положения пациента. В целом лечение авилума обходилось примерно вдвое дороже лечения мушкенума, а лечение мушкенума — примерно вдвое дороже, чем лечение раба.
Крупная группа норм устанавливает ответственность за ненадлежащее исполнение профессиональных обязанностей, повлёкшее за собой имущественный ущерб, а также гибель или увечья людей. К этой группе относятся §§ 218—220, устанавливающие наказание для врача за неудачную операцию над людьми, и § 225, карающий ветеринара за неудачную операцию над животными. Сюда же относятся и §§ 229—233, устанавливающие ответственность строителя за плохую постройку дома, обвал которого повлёк за собой гибель людей или имущества, а также § 235, устанавливающий ответственность кораблестроителя за плохую постройку корабля. Степень ответственности исполнителей различна. Так, врач за неудачную операцию над свободным человеком карается отсечением руки (по принципу «символического» талиона), а в остальных случаях уплачивает полное или частичное денежное возмещение. Строитель, если рухнувший по его вине дом привёл к гибели свободных людей, карается по принципу зеркального талиона (за смерть домовладельца казнят строителя, за смерть сына домовладельца казнят сына строителя). В остальных случаях строитель и корабельщик обязаны полностью возместить убытки (включая переделку работы за свой счёт). Законодатель в данном случае принимает во внимания различия в профессиях, учитывая, в частности, что хирургическая операция всегда содержит в себе известный элемент риска.
Значительная часть раздела посвящена тарифам за наём людей, животных и транспортных средств. Общим образом установлен тариф оплаты труда всякого наёмного работника (§ 273), но также и строителя (§ 228), корабельщика (§ 234), отдельных специальных категорий сельскохозяйственных рабочих (§§ 257—261) и наёмных ремесленников (§ 274). Различные сельскохозяйственные работы оплачивались зерном; труд ремесленников, врачей, корабельщиков и строителей — серебром.
Договоры найма скота регулируются в §§ 241—252 и 268—272. Здесь устанавливаются твёрдые цены за наём скота (§§ 241—243, 268—270); отдельно установлена цена за наём волов, повозки и погонщика и за одну повозку (§§ 271, 272). Особо регулируется поденная плата за наём судна вверх или вниз по течению и за наём судна определённой вместимости (§§ 275—277); собственно наём судов (по сути договор перевозки) и соответствующие деликты рассматриваются в §§ 234—240. Устанавливается ответственность за вред, причинённый нанятому скоту или нанятым скотом при его использовании или вне его использования (§§ 244—249, 263, 250—252). Риск причинения вреда скоту вследствие случая, то есть без вины нанимателя, падает на собственника скота (например, §§ 244, 248) — по принципу сasum sentit dominus (ответственность за случай падает на собственника). Но если гибель или увечье скота произошли от небрежности или побоев нанимателя, то он несёт ответственность перед собственником (§§ 245—248).
Параграфы 253—256, 259, 264, 265 устанавливают ответственность наёмного земледельца и пастуха за использование вверенных им скота, семян и сельскохозяйственных орудий в личных интересах или прямое присвоение этого имущества. Наказание при этом варьируется от смертной казни и отсечения руки (§§ 253 и 256) до многократного возмещения ущерба в остальных случаях. Хотя о действиях виновного прямо говорится в ряде случаев, что он «украл», эти действия, видимо, всё же не рассматривались как настоящая кража, за которую полагалась смертная казнь. Законодатель предполагал, что известная доля вины лежит и на самом хозяине имущества, не проявившем разумную заботливость. Особое место занимают параграфы, устанавливающие отсутствие ответственности за несчастные случаи (§§ 266 и 267), речь в которых идёт о гибели животных в случае нападения льва или от болезни. Убытки в случае эпидемии или нападения льва как обстоятельств непреодолимой силы лежат на хозяине скота. Но за убытки от нападения других хищников или от «заразной болезни» (видимо, распространение которой можно было предотвратить) отвечал пастух.
Заключительные §§ 278—282 Законов Хаммурапи касаются рабов. Сначала устанавливается порядок их приобретения. Продавец несёт ответственность в том случае, если до истечения месяца со дня покупки у раба или рабыни обнаружится «падучая» (какое именно заболевание имеется в виду, неясно); он обязуется забрать раба обратно и вернуть покупателю плату (§ 278). Продавец обязуется также отвечать и в том случае, если раб подвергнется виндикации (§ 279). Устанавливается, что чужой раб, приобретённый за границей, привезённый в Вавилонию и опознанный прежним господином, подлежит освобождению «без всякой платы», если он — уроженец Вавилонии (§ 280). Если же раб — уроженец чужой страны, его прежний господин может выкупить его за ту же цену, за которую он был куплен (§ 281). Параграф 282 устанавливает, что если раб заявляет своему господину «ты мне не господин», то господин может «изобличить его как своего раба» и отрезать ему ухо. Возможно, изобличение должно было происходить в определённом порядке — перед судом или общинной сходкой, с привлечением свидетелей и документов. Эту норму дополняют §§ 226 и 227, устанавливающие ответственность за сбривание рабского знака; такой знак, возможно, накладывали на строптивых рабов.

## Комментарии
1. ↑  Здесь и далее Законы Хаммурапи цитируются по переводу В. А. Якобсона, опубликованному в следующем издании: История Древнего Востока. Тексты и документы: Учебное пособие / Под ред. В. И. Кузищина. — М.: Высшая школа, 2002. — С. 167—191.

### Издания
- Harper, Robert F. The Code of Hammurabi, King of Babylon: About 2250 B.C. :  [акк.]. — Chicago, IL : University of Chicago Press, 1904. — ISBN 9781584770039.

### Переводы
- Текст сборника Законов Хаммураби в переводе // Законы вавилонского царя Хаммураби : С 8 рисунками и картой / Пер. и комм. И. М. Волкова; под общ. ред. Б. А. Тураева. — М.: Товарищество скоропечатни А. А. Левенсон, 1914. — 81 с. — (Культурно-исторические памятники Древнего Востока, Вып. I).
- Кодекс законов Царя Хаммурапи: Пер. и комм. И. М. Волкова в перераб. И. М. Дьяконова // Хрестоматия по истории Древнего мира / Под ред. акад. В. В. Струве. — М.: Учпедгиз, 1950. — Т. I: Древний Восток. — С. 149—176. — 358, 1 с.
- Законы Вавилонии, Ассирии и Хеттского царства: Пер. и комм. под. ред. И. М. Дьяконова // Вестник древней истории. — 1952. — № 3 (40). — С. 199—363.
- Законы вавилонского царя Хаммурапи (1792—1750 гг.): Пер. и комм. Л. А. Липина // Хрестоматия по истории Древнего Востока / Акад. наук Ин-т народов Азии; под ред. акад. В. В. Струве и Д. Г. Редера; [предисл. И. С. Кацнельсона]. — М.: Изд-во восточной литературы, 1963. — С. 196—218. — 544 с.
- Законы вавилонского царя Хаммурапи: Пер. и комм. Л. А. Липина в нов. ред. В. А. Якобсона // Хрестоматия по истории Древнего Востока: Учебное пособие, в 2-х частях. Ч. I / Под ред. М. А. Коростовцева, И. С. Кацнельсона, В. И. Кузищина. — М.: Высшая школа, 1980. — С. 152—178. — 328 с.
- Законы вавилонского царя Хаммурапи: Пер. и комм. В. А. Якобсона // История Древнего Востока. Тексты и документы: Учебное пособие / Под ред. В. И. Кузищина. — М.: Высшая школа, 2002. — С. 167—191. — 719, 2 с.

### Исследования
- Бузескул В. П. Открытия де-Моргана в Сузах; законы Хаммураби // Открытия XIX и начала XX века в области истории Древнего мира. Часть I. Восток. — Петроград: Academia, 1923. — С. 167—176. — 222, 2 с.
- Волков И. М. Кодекс Гаммураби. I. Открытие кодекса // Журнал Министерства народного просвещения. — 1910. — Февраль (№ 2. — Новая серия. Ч. 25). — С. 301—316.
- Волков И. М. Кодекс Гаммураби. II. Гаммураби и его царствование // Журнал Министерства народного просвещения. — 1912. — Сентябрь (№ 9. — Новая серия. Ч. 41). — С. 65—77.
- Дьяконов И. М., Магазинер Я. М. Старо-вавилонские законы. Комментарий // Вестник древней истории. — 1952. — № 3 (40). — С. 262—303. — ISSN 0321-0391.
- Заблоцка Ю. История Ближнего Востока в древности (от первых поселений до персидского завоевания) / Пер. с польск. Д. С. Гальпериной. отв. ред. и авт. предисл. В. А. Якобсон. — М.: Главная редакция восточной литературы издательства «Наука», 1989. — 415 с. — (По следам исчезнувших культур Востока). — ISBN 5-02-016588-3.
- История Востока / Отв. ред. В. А. Якобсон. — М.: Восточная литература, 1999. — Т. 1. — 688 с.
- История древнего Востока. Зарождение древнейших классовых обществ и первые очаги рабовладельческой цивилизации. Часть I. Месопотамия / Под ред. И. М. Дьяконова. — М.: Наука, 1983. — 534 с.
- Кечекьян С. Ф. Право древнего Вавилона // Всеобщая история государства и права / Под ред. В. А. Томсинова. — М.: Зерцало, 2011. — Т. 1. — С. 47—90.
- Кистяковский И. А. Новый законодательный памятник древности. — Научное Слово. — 1904. — Кн. VI. — С. 61—72.
- Кленгель-Брандт Э. Путешествие в древний Вавилон / Пер. с нем. Б. М. Святского. Отв. ред., автор предислов. и примеч. В. А. Якобсон. — М.: Главная редакция восточной литературы издательства «Наука», 1979. — 259 с.
- Клима Й. Законы Хаммурапи // Зарубежное востоковедение. — М.: Издательство восточной литературы, 1960. — Вып. 1. — С. 77—87.
- Клима Й. Общество и культура древнего Двуречья / Пер. с чешск. Л. П. Можанской и Е. В. Тарабрина. — Прага: Academia, 1967. — 274 с. — (Новые горизонты).
- Крамер С. Н. История начинается в Шумере / Пер. с англ. Ф. Л. Мендельсона. Под ред. и с предисл. В. В. Струве. — М.: Наука, 1965. — 256 с.
- Крамер С. Н. Шумеры. Первая цивилизация на Земле / Пер. с англ. А. В. Милосердовой. — М.: Центрполиграф, 2002. — 383 с. — (Загадки древних цивилизаций). — 7000 экз. — ISBN 5-9524-0160-0.
- Кулишер М. И. Основы уголовного, гражданского и торгового права четыре тысячи лет назад // Труды Юридического общества при Императорском Санкт-Петербургском университете. — СПб.: Типография М. М. Стасюлевича, 1910. — Т. I. — С. 306—341.
- Липин Л. А. Древнейшие законы Месопотамии // Палестинский сборник. — 1954. — Вып. 1 (63). — С. 14—58. — ISSN 0131-2642.
- Лопухин А. П. Вавилонский царь правды Аммураби и его новооткрытое законодательство в сопоставлении с законодательством Моисеевым. — СПб.: Типография П. П. Сойкина, 1904. — 53 с.
- Магазинер Я. М. Основные черты старовавилонского права как права рабовладельческого общества // Eos. — Wazszawa: Polsk. Tow. Fil., 1956. — Vol. 48.3. — S. 29—44.
- Муретов В. Новооткрытый кодекс вавилонского царя Гаммураби (за 2300 лет до Р. Хр.) в его отношении к Моисееву законодательству // Богословский вестник. — 1903. — Т. 2, № 6. — С. 284—321.
- Никитина А. Д. Правовая культура Ашшура и Вавилонии в первой половине II тысячелетия до н. э.: Дис. … докт. ист. наук. — М.: Институт востоковедения РАН, 2013. — 369 с.
- Никольский Н. М. Культура древней Вавилонии. — Минск: Издательство АН БССР, 1959. — 183 с.
- Рейснер М. А. Идеологии Востока : Очерки восточной теократии. — 2-е изд. — М.: Книжный дом «ЛИБРОКОМ», 2012. — 344 с. — ISBN 978-5-397-02530-0.
- Саггс Г. Величие Вавилона. История древней цивилизации Междуречья / Пер. с англ. Л. А. Игоревского. — М.: Центрполиграф, 2012. — 463 с. — (Всемирная история). — ISBN 978-5-9524-4989-3.
- Саггс Х. Вавилон и Ассирия. Быт, религия, культура / Пер. с англ. Л. А. Карповой. — М.: Центрполиграф, 2004. — 234 с. — ISBN 5-952-41461-3.
- Сергеевич В. И. Законы царя Хаммураби и Библия о несвободных людях // Журнал Министерства юстиции. — 1908. — Ноябрь (№ 9). — С. 1—18.
- Струве В. В. История древнего Востока. — 2-е изд. — Л.: Госполитиздат, 1941. — 482 с.
- Трикоз Е. Н. «Кодекс Ур-Наммы» : особенности шумерской правовой традиции // Известия высших учебных заведений. Правоведение. — 2013. — № 1. — С. 225—237. — ISSN 0131-8039.
- Тураев Б. А. История древнего Востока / Под ред. В. В. Струве и И. Л. Снегирева. — 3-е изд. — Л.: Соцэкгиз, 1936. — Т. I. — 359 с.
- Шарпен Д. Хаммурапи, царь Вавилона / Отв. ред. Л. Е. Коган ; пер. с фр. Б. Е. Александрова. — М.: РГГУ, 2013. — 312 с. — ISBN 978-5-7281-1368-3.
- Якобсон В. А. Законы // История древнего мира / Отв. ред. И. М. Дьяконов. — 3-е изд. — М.: Наука, 1989. — Т. 1 : Ранняя древность. — С. 99—108.
- Якобсон В. А. Законы Хаммурапи как источник по истории древней Месопотамии. Дис. … докт. ист. наук. — Л.: Ленинградское отделение Института востоковедения АН СССР, 1987. — 401 с.
- Dyneley P. J. Review : The Code of Hammurabi (англ.) // The American Journal of Theology. — 1904. — July (vol. 8, no. 3). — P. 601—609. — ISSN 1550-3283. — JSTOR 3153895.
- Richardson M. E. J. Hammurabi’s Laws : Text, Translation and Glossary. — London; New York: T&T Clark International, 2004. — 423 p. — (T & T Clark academic paperbacks). — ISBN 978-0-567-35716-8.